# Волгоград
Волгогра́д (до 1925 года — Цари́цын, до 1961 года — Сталингра́д) — город на юго-востоке европейской части России, административный центр Волгоградской области. Население по данным на 1 января 2025 года — ↗1 012 219 чел.: шестнадцатый по численности населения город России.
Город областного значения, образует городской округ.

## Этимология
Возник около 1555 года на острове близ левого берега Волги, но вскоре был перенесён на мыс правого берега при впадении в Волгу реки Царицы, по которой и получил название Царицын. Гидроним «Царица», в свою очередь, произошёл из тюркского «Сары-су» (сары — «жёлтый», су — «вода»). Есть также гипотеза, что название Царицын образовано от названия острова, которое на картах XIV—XVI веков надписывалось как «Цицара». По оценке Е. М. Поспелова, правдоподобно допущение, что изображение острова восходит к неизвестному средневековому арабскому источнику, а надпись имела лишь пояснительный характер (арабское джезира означает «остров») и, таким образом, надпись «Цицера» к названию города отношения не имеет.
В 1925 году город был переименован в Сталинград в честь И. В. Сталина. Впоследствии, в ходе развенчания культа личности Сталина, город был снова переименован. Хотя его историческое название Царицын не имело никакого отношения к титулам русских монархов, оно было всё же сочтено чрезмерно «монархическим», и 10 ноября 1961 года Указом Президиума Верховного Совета РСФСР городу было присвоено название Волгоград. Новое название носит искусственный характер — сочетание форманта -град с названием реки не имеет аналогов в русскоязычной топонимии.

## История

### Предыстория
На месте современного Волгограда, между реками Сухая и Мокрая Мечётка находилось ордынское поселение с неизвестным названием. Российские переселенцы назвали его руины Мечётным городищем, там найдены монеты улуса Джучи с 1274 по 1377 год. Современные археологи обследовать городище не успели, так как его строения растаскивались на строительный кирпич с самого момента основания Царицына. Профессиональная экспедиция 1920 года археолога Баллада была прервана Гражданской войной, и окончательно следы Мечётного городища уничтожены ведущейся с 1930-х годов по настоящее время застройкой волгоградского микрорайона Спартановки (здесь же погибла стоянка древнего человека Сухая Мечётка). Гидроним «Мечётка», вероятно, дан по этому поселению, он встречается в центральной России и происходит от др.-рус. «мечькъ» — медведь, но в степи они не обитают. Возможно, река названа по существовавшим развалинам мечети. Волгоград не является преемником этого поселения: оно расположено в 18 км севернее исторического ядра Царицына и прекратило своё существование за 200—250 лет до его основания. Золотоордынское поселение существовало также в устье реки Царицы.
С XV века в результате событий, названных русскими летописцами «Великой замятней», Золотая Орда стала распадаться на самостоятельные ханства: Казанское, Сибирское, Астраханское, Крымское и другие, более мелкие. Распад сопровождался кровопролитными войнами и угоном населения в рабство. Сарай-Берке постепенно разрушался и пустел в ходе междоусобных войн ордынских ханов, и в результате, окончательно покинут населением. Русское царство в XVI веке, наоборот, проходило период централизации, становилось всё сильнее и покоряло ханства одно за другим: Казанское в 1552-м, Астраханское в 1556-м, Сибирское в 1598-м. Волжский торговый путь опять возродился, Русское царство продавало в Астрахани лес, зерно, сукно, кожи, воск, мёд, а покупало соль, ткани, металлы (собственной добычи железа на нужды страны не хватало, а добычи цветных металлов не было совсем), ладан. Волга стала транзитной и для международной торговли. Англия искала пути торговли с Персией для покупки шёлка и специй в обход конкурентов — Испании и Португалии. Первое упоминание о Царицыне дошло до нас в письме купца Московской компании Христофора Берроу (русских источников за этот период не сохранилось из-за пожаров в Москве 1626 и 1701 годов, когда сгорел весь архив Казанского Приказа).

### Сторожевой город (1589—1775)
… и пришли к Переволоке… Слово «переволока» (Perovolok) на русском языке означает узкую полосу земли или перешеек между двумя водными пространствами, и называется это место так потому, что здесь от реки Волги до реки Дона, или Танаиса, считается тридцать вёрст, то есть столько, сколько человек может легко пройти пешком в один день. В 7 верстах ниже, на острове, называемом Царицыным (Tsaritsna), русский царь держит в летнее время отряд из 50 стрельцов для охраны дороги, называемый татарским словом «караул».— Уведомления и донесения о шестом путешествии в страны Персии и Мидии компании английских купцов по открытию новых мест торговли, собранные из отдельных писем за 1579, 1580 и 1581 гг., писанных Христофором Бэрроу, служащим означенной компании, к своему дяде г. Уилльяму Бэрроу.
От царя и великово князя Федора Ивановича всеа Русии на Переволоку воеводам нашим князю Григорью Осиповичю Засекину да Роману Васильевичю Олферьеву, да Ивану Офонасьевичю Нащокину. Которые суды отпущены ис Казани на Переволоку для лесовой возки с вами, со князем Григорьем и с Ываном, и как, даст бог, город и острог зделаете, и вы б у себя на Переволоке поставили для тутошних посылак ис тех судов сколько пригоже, которые для тутошних дел пригодятца, а лутчие бы естя суды отослали в Астрахань на наши обиходы астраханские. […] Писан на Москве лета 7097-го году июля во 2 день за приписью дьяка Дружины Петелина.

Это первое упоминание 1579 года о сезонном пограничном карауле на Царицыном острове, одном из цепи волжских караулов. В период 1585—1590 годов воеводой Григорием Засекиным основан ряд уже постоянных крепостей с гарнизонами 100—150 человек, ставших к настоящему времени областными центрами Поволжья: Царицын, Самара и Саратов. Царицынская крепость контролировала также восточную сторону волгодонской переволоки — кратчайшего (около 70 км) расстояния между реками Доном и Волгой. Указания царя Фёдора Иоанновича Засекину по её обустройству обнаружены в разрядной книге с датой — 2 (12) июля 1589 года. Именно эта дата считается днём основания Царицына. Первое упоминание о Царицыне как о городе содержится в Книге Большого Чертежа от 1600 года:
«А ниже Балыклеи 80 вёрст на Волге, остров Царицын. А против острова пала (в Волгу) река Царица, вытекла от реки, от Дону; протоку 90 вёрст, а на острову город Царицын».
В топографии город впервые появляется в 1614 году на карте царя Фёдора II Годунова — написан как Царица. Название «Царица», вероятнее всего, переосмысленное по звуковому сходству с тюркским «сары-су» — жёлтая или красивая (в тюркском языке слово жёлтый и красивый синонимы) река, а «Царицын» — от тюркского слова «сары-чин» «жёлтый — красивый — остров». Первые 10—15 лет город располагался на не нанесённом на карты своего времени острове, наиболее вероятные варианты — Сарпинский или Голодный острова, в следующие годы перенесён на образованный берегами Волги и Царицы угол.
Царицын основан как русский военный форпост на территории вассала Русского царства с 1586 г. — Большой Ногайской орды. Ближайшим русским населённым пунктом (не считая крепости Саратов, тоже на территории ногаев) была крепость Воронеж в 530 км от Царицына по Ногайскому шляху (будущий Астраханский почтовый тракт, а сейчас федеральная трасса «Каспий»).
Основание Царицына в 1589 г. произошло без боя, потому что после череды поражений от русских войск в 1582—1586 году правитель Ногайской орды Урус-бий в 1586 году окончательно признал себя вассалом Русского царства.
Но в период «Смутного времени» (1598—1613), когда после пресечения династии Рюриковичей Русское царство слабело и рушилось, раздираемое политической чехардой, крестьянскими войнами и иностранными интервенциями, ногайцы вновь стали воевать с Россией.
Однако после окончания Смуты Россия возвратила себе былую силу, и бий Иштеряк признал себя вассалом царя Михаила Фёдоровича. При его преемнике — бие Канае Большая Ногайская орда окончательно распалась и последний удар по волжским ногаям нанесли в 1632 году калмыки под предводительством тайши Хо-Урлюка. Они изгнали ногаев с волгодонских кочевий к Кавказу.
В отличие от тюрков и мусульман-суннитов ногаев, калмыки являлись западными монголами по происхождению и буддистами-гелугпа по вере, поэтому не ориентировались на Крымское ханство и приняли российское подданство (при этом не упуская возможности совершать разбойничьи набеги, неоднократно нарушая клятву — шерть).
С 1630-х годов земли вокруг Царицына уже не оспаривались у России никем из соседних правителей.
Ещё одной крупной региональной силой той эпохи были казаки, до подавления Булавинского восстания (1709) бывшие вольным военно-разбойничьим сообществом.
Часты были и разбойничьи набеги казахов, черемисов, черкесов. Жители крепости не могли вести обычную крестьянскую жизнь и даже пасти скот могли только на Сарпинском острове. Но самым опасным врагом продолжало оставаться Крымское ханство, которое осуществляло постоянные набеги с целью грабежа и угона населения в рабство. В эти годы правый берег Волги по названию главной опасности назывался «крымским».

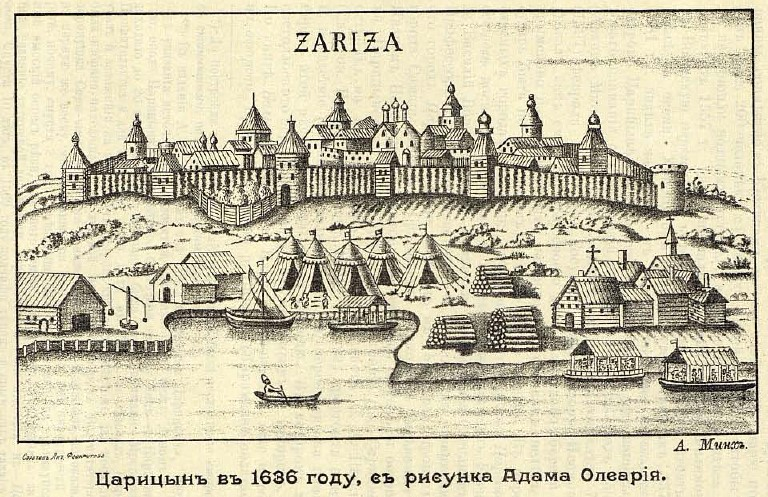
Царицын первой половины XVII века

При всех возможных опасностях от других народов первый разгром город пережил в период гражданской войны Смутного времени. Царицын был в числе городов, признавших власть Лжепетра, собиравшего войско для похода на Москву, на помощь своему «племяннику» — Лжедмитрию II. 24 октября (3 ноября) 1607 года посланный царём Василием Шуйским воевода Фёдор Шереметев взял штурмом город:
«Царицын город и острог взяли, и государевых изменников царицынских людей и их жён и детей побили и поймали, а иные в степь побежали… как изменники побежали в степь и я, холоп твой, за ними гонял до речки до Ольшанки от города семь вёрст и с ними бился»'.
 Воевода не пишет о переправе через Волгу, и вероятно это первое упоминание о городе уже на волжском берегу. Шереметьев пробыл в городе до октября 1608 г. и повёл свой отряд к Нижнему Новгороду на помощь терпевшим поражение царским войскам. Уходя, он сжёг Царицын и бывший на его пути Саратов. После окончания Смутного времени вновь отстраивать и Царицын (1615 г.), и Саратов (1616 г.) пришлось воеводе Мисюре Соловцову.
В 1660-х годах обстоятельства трижды приводили Степана Разина к Царицыну, и это всё-таки кончилось для города трагедией. Окончательно закрепостившее крестьян Соборное уложение 1649 года и русско-польская война 1654—1667 годов наполнили Нижнее Поволжье и Дон беглыми крестьянами и дезертирами. Сбор желающих для разбоя под атаманством Разина по Азовскому и Чёрному морям происходил в Паншином городке на Дону (сейчас село Паншино Городищенского района) зимой 1667 года, однако путь в устье Дона ему преградила тогда ещё турецкая крепость Азов. Изменив направление рейда и перетащив струги по переволоке на Волгу, Разин в марте 1667 года разграбил караван судов около нынешнего села Караваинка Дубовского района, тем самым открыто вступив в конфликт с царской властью. Несмотря на это царицынский воевода Андрей Ункновский в мае 1667 года выдал Разину кузнечные мехи и другое снаряжение и пропустил воровскую флотилию без артиллерийского обстрела вниз по Волге, вероятно, не решаясь сразиться в случае отказа с такой грозной силой. Так начался чрезвычайно удачный для казаков «поход за зипунами» 1668—1669 годов, когда ими был захвачен Яицкий городок, разбит персидский флот в сражении у Свиного острова, были разграблены Дербент, Баку, Решт; по событиям этого похода сложена песня «Из-за острова на стрежень». В обмен на сдачу тяжёлой артиллерии, обещания прекратить грабёж российских городов и распустить казачье войско Разину было разрешено проплыть через Астрахань и Царицын, в котором в мае 1669 года он сделал остановку. И в этот раз обошлось без крови: Разин выпустил заключённых из острога и избил Ункновского за дороговизну в царском кабаке (существовала государственная монополия на продажу спиртного). Перетащив суда по переволоке обратно на Дон, атаман нарушил обещание и не стал распускать казаков, а проведя зиму 1670 года в наборе новых войск, поднял восстание против царской власти, первой целью в которой стал Царицын. 13 (23) апреля 1670 года город взят в недолгую осаду, которая кончилась внутренним бунтом среди крепостных стрельцов, которые сами открыли ворота. Новый царицынский воевода Тимофей Тургеньев и не изменившие присяге стрельцы казнены, а посланный на помощь Царицыну отряд стрельцов под командованием Ивана Лопатина разбит у Денежного острова. В лето 1670 года Разин захватил все поволжские города-крепости и подступил к сухопутной границе России на Волге — Симбирской черте, где был разбит князем Юрием Барятинским. Удача не вернулась к атаману; бросив своих казаков на расправу, он бежал на Дон, где был захвачен атаманом Корнилой Яковлевым и лояльными царю «домовитыми» донскими казаками. Разина выдали в Москву, где его казнили 6 (16) июня 1671 года. Царицын оставлен без боя соратником Разина Фёдором Шелудяком в августе 1671 года, когда терпящие поражения мятежники собирались у своей последней крепости Астрахани, где и оказались разбиты осенью 1671 года.

В следующую крестьянскую войну 1707—1708 годов Царицын также оказался в эпицентре событий. С царствования Петра I в стране стали реализовываться титанические задачи: выход в Чёрное море (Азовские походы) и Балтику (Северная война), перенос столицы в Санкт-Петербург и многие другие реформы. Ценою этих усилий были усиливавшийся налоговый и рекрутовый гнёт на крестьян, заставляя их бежать на не знавшие крепостного права Дон и Нижнюю Волгу. Здесь административное управление окончательно не сформировалось и представляло собой царские крепости в окружении казачьих станиц с местным самоуправлением, которые были связаны некоторыми интересами с Москвою, но напрямую ей не подчинялись. Поэтому выдвинутые Петром I ультиматумы казачьим атаманам о выдаче беглых крестьян и запрете на нарушавшую государственную монополию добычу соли были восприняты как нарушение старинных обычаев. Царь посылает князя Юрия Долгорукова для сбора беглых крестьян, но казаки 9 (20) октября 1707 года уничтожают отряд князя у села Шульгинка. Во главе мятежников становится сильный лидер — Кондратий Булавин, он разбивает в бою лояльного к царской власти атамана Максимова в мае 1708 года у Черкасска и сам становится атаманом войска Донского. Новый атаман ставит задачу поднять на мятеж весь казачий юг и посылает на Слободскую Украину атаманов Драного, Голого, Беспалого, на Волгу атаманов Некрасова, Хохлача, Павлова, а сам с основной группой мятежных казаков пытается взять Азов. Но после неудачного штурма Азова казаки предают и убивают своего атамана 7 (18) июня 1708 года, а 30-тысячная армия Василия Долгорукова разбивает основную часть казаков 30 июня у Тора. Успешнее всех действует поволжская группа мятежа: 13 (24) мая 1708 года они берут штурмом Дмитриевск, а 7 июня Царицын, казнив командующего обороной воеводу Турченина. Астраханский губернатор Апраксин пишет об этом:
« .. воры, забрав к себе с судов, которых в Астрахань не пропустили, работных людей многое число, к Царицыну днем и ночью землю валили и ров засыпали, и наметав дров и всякого смоленого лесу и берест, зажгли, и великою силою приступом и тем огнём тот осадной городок взяли, и Афанасия Турченина убили, великою злобою умуча, отсекли голову, и с ним подьячего и пушкаря и двух стрельцов, а других, кои были в осаде, офицеров и солдат, присланных от нас и Царицынских, разобрав за караулы, и обрав ружье и платье, ругаяся много, в воровских своих кругах оставили быть на свободе. По оном же, государь, от тех воров злодейственном озлоблении сего июля 20 посланные мои полки помощию Божию и твоим премилостивейшего нашего государя молитвами город Царицын взяли, и тех злодеев воровских казаков побили многое число, и живых побрали. И завотчиков пущих велел привесть к себе в Астрахань, а других всех казаков и других, кои с ними были, и Камышенские, которые в помочь к ним под Царицын приходили, велел на Царицыне и по Донской дороге вешать, — достойную месть ехиднино порождение восприимут; и Камышенских жителей велел всех забрать, кроме самых престарелых и баб и малых ребят: те и сами исчезнут..».
После смерти Булавина мятежники оказываются разобщены, Некрасов уходит на Дон, в Царицыне остаётся группа Павлова, но 2 августа её выбивает пришедший из Астрахани царский отряд. Сбор разбитых частей мятежников Игнат Некрасов назначил у своей малой родины — станицы Голубинской, но подошедшие царские войска разбивают её в последнем бою 8 августа. Некрасовцы уходят на тогда ещё турецкую Кубань, оставшихся мятежников без жалости казнят, расставляя виселицы вдоль дорог.
Волгодонской регион был ослаблен Булавинским восстанием, последующими за ним репрессиями и переброской российских войск к Швеции для ведения Северной войны. Этим воспользовался сераскир крымского ханства Бахти Герай, организовавший Кубанский погром в августе 1717 года. Кроме крымских татар в рейд включились ногайцы, черкесы и ушедшие под руководством Некрасова казаки, основной целью были захват рабов и продажа их на невольничьих рынках Османской империи. Тактика грабежа заключалась в стремительном блокировании русских крепостей, в то время как другая часть грабителей врывается в деревни и захватывает молодых людей, способных выдержать пеший поход в Крым, оставляя стариков и детей. В августе 1717 года удару этого набега подверглись крепости и сёла по дуге Пенза-Саратов-Царицын, угнано в рабство по разным данным от 15 до 30 тысяч человек. Царицын также блокирован, а бывшие вне городских стен жители убиты или уведены в рабство. Несколько тысяч пленных удалось отбить, нападая на замедленные добычей татарские отряды. Удачливости набегу способствовали выступавшие проводниками татар казаки-некрасовцы, уроженцы волгодонского междуречья. Уйдя на Кубань, они образовали свою религиозную общность, основанную на старообрядчестве и своём моральном кодексе — «Заветы Игната». Петра I они считали антихристом, остальных православных-никониан предателями «древнего благочестия» и относились к ним без жалости.
Для предотвращения разбойничьих набегов в 1718 году началось строительство Царицынской сторожевой линии, а донское казачество усилено драгунскими полками. В последующее десятилетие после подавления Булавинского восстания царское правительство окончательно подчинило себе казаков, выборы атамана на казачьем Круге отменялись и теперь атамана назначало правительство. С 1721 года казачьи полки входили в Военную коллегию (аналог совр. Министерства обороны). С этого года началась трансформация казачества из противников самодержавия в его верный оплот, большая часть казаков теперь будет преданно служить царской фамилии вплоть до пресечения династии при расстреле царской семьи в 1918 году. В 1734 году находилось под полным контролем центральной власти (а не стихийно, как прежде) основано Волжское казачье войско.

Последним событием эпохи войн и мятежей Поволжья стала Крестьянская война 1773—1775 годов. Бунт зародился среди яицкого казачества по причине усиления царской власти среди прежде вольных казаков и за два года захватил Урал и Поволжье. Причиной войны стало усиление крепостного гнёта, даже последнее легальное право крепостных жаловаться на своего барина ликвидировано манифестом Екатерины II от 22 августа (2 сентября) 1767 года. Крестьянин мог пострадать от любого барского произвола, начиная от капризов и кончая издевательствами людей с психическими болезнями (пример — Салтычиха). Поэтому они легко верили в доброго, «настоящего» царя и этой верой часто пользовались самозванцы, выдававшие себя за царских особ. Наиболее удачливым стал Емельян Пугачёв, с весны 1773 года выдававший себя за Петра III и огласивший свой «указ» об освобождении крестьян. К нему стали примыкать многочисленные отряды казаков, беглых крестьян, волжских татар и башкир. Это быстро сформировавшееся с октября 1773 года войско начало осаду Оренбурга, она продолжалась до марта 1774 года и снята подошедшей армией генерала Голицына. Долгая и неудачная осада считается ошибкой Пугачёва, вместо расширения зоны мятежа он стянул основные силы к одной точке и потерял стратегическую инициативу. С весны 1774 года он вынужден уводить свои отряды вниз по Волге от преследующей его царской армии под руководством Суворова, но для поволжских городов он выглядел наступающим победителем. Города сдавались после быстрого штурма, а часто без боя, встречая Пугачёва колокольным звоном (как полагалось для царской особы). Единственным не сдавшимся самозванцу городом стал Царицын, который отстоял своей отвагой и организаторскими способностями комендант Цыплятев. Собирая в городе всех не изменивших присяге и отступивших из взятых Пугачёвым городов солдат и казаков, он сумел собрать около 6 тысяч бойцов при 73 пушках. Артиллерия была разделена на сухопутную часть на крепостных стенах и на плавучие волжские батареи. 21 августа (1 сентября) 1774 года начался штурм Царицына пугачёвцами, стороны вступили в боевое соприкосновение в районе современной Спартановки, царицынский отряд отступил к крепости. Окрылённый первым успехом, Пугачёв подвёл войска по волжскому берегу вплотную к стенам крепости, а артиллерию расположил на Сибирь-Горе (возвышенность около вокзала Волгоград-1, начало улицы Невская от эстакады через железнодорожные пути) в опасной близости от царицынских орудий. Завязавшая артиллерийская дуэль закончилась полным разгромом пугачёвских позиций, затем с Волги ударили плавучие батареи по основной части мятежников и тоже заставили их отступить. Взять «с ходу» Царицын не удалось, а на длительную осаду не оставалось времени (его преследовал Суворов), Пугачёв отступил к Чёрному Яру, где был разбит в сражении у Солениковой ватаги 25 августа. С небольшим отрядом ближайшего окружения бежал в ахтубинские степи, где оказался ими выдан в обмен на прощение царской власти 15 сентября, казнён 10 (21) января 1775 года в Москве. Отважный комендант Цыплетев получил генеральское звание и имение вблизи Царицына, которое назвал Алексеевка (в честь умершего сына Алексея) — сейчас посёлок Горьковский.
Волгодонской регион до 1750-х годов был буферной зоной между мирными губерниями Российской Империи севернее Воронежа и кочевьями и ханствами кавказского и среднеазиатского региона. В этот период Царицын оставался пограничным поселением с военно-административными функциями: склады снабжения для водного пути, карантин заболевших с проплывающих судов, небольшая торговля. Основным населением были военные — до 400 человек, и небольшое количество гражданских. В 1645 году воевода Ункновский пишет о своих подчинённых: «всего пеших стрельцов двести человек, из тех же из двухсот человек у государевых дел на кружечном дворе и таможне в головах и в целовальниках, и в приказной избе, и в приставах, и на житном дворе, и у полковых всяких государевых хлебных и иных запасов в целовальниках и в сторожах пятьдесят человек.» В 1664 году в городе появилось первое каменное здание — церковь Иоанна Предтечи, и только через десятилетия следующие: Успенская церковь в 1718 году и Свято-Троицкая в 1720 году. Начавшиеся с Петра I реформы по европейскому образцу значительно усилили страну, по организации армии, промышленности, государственного устройства Российская Империя значительно превосходила своих восточных соседей, и с 1750-х годов начинается российская экспансия на Крым, Кавказ и Среднюю Азию. Царицын остался в тылу этих конфликтов, прежние противники изгнаны (ногаи) или принуждены к мирной жизни на российских политических условиях (калмыки, поволжские татары, башкиры), или сдерживались на рубежах значительно южнее Царицына (Крымское ханство, кавказские народы), поэтому из крепости стал превращаться в небольшой мирный городок.

### Становление промышленного центра региона (1775—1920)
Освоение пограничных территорий Российской империи заключалось в тактике выдавливания кочевых народов на юг и восток, выгораживание территории цепью крепостей, соединённых в оборонительную линию и заселение пограничной зоны казаками. Защищённое пространство признавалось безопасным и осваивалось мирными переселенцами, новая линия создавалась южнее, и на неё переводились воинские гарнизоны и казачество. Условно новым этапом в развитии Царицына можно считать 1775 год, когда ликвидированы Царицынская сторожевая линия и Волжское казачье войско и функцию южной границы России приняла Азово-Моздокская укреплённая линия. Территория волгодонского междуречья перестала быть целью разбойничьих набегов, и в 1780 году организован Царицынский уезд, живший уже мирным крестьянским укладом жизни. Город стал прирастать пригородами и в 1820 году утверждён новый план городской застройки, уже не нуждавшийся в крепостной стене и валах.
С этого периода началось активное заселение прилегающей территории крестьянами-переселенцами из центральных губерний, которые основали старейшие сёла, сейчас вошедшие в состав города: Отрада, Ельшанка, Бекетовка, Мечетная (на месте современной Спартановки). Кроме российских подданных, по приглашению Екатерины Великой поселились немецкие колонисты-гернгутеры, принеся с собой новые технологии и новый социальный уклад жизни. Первая школа, аптека, кофейня, первые посадки картофеля, горчицы и табака в Царицынском регионе произошли в колонии Сарепта-на-Волге. Первым заводом будущего Волгограда стал открытый в 1812 году завод по переработке горчицы, действующий и сейчас горчично-маслобойный завод «Сарепта». До середины XVIII века в Царицыне развивалась прежде всего пищевая промышленность, чему способствовали близость соляных разработок Эльтона, рыбные ресурсы Волги и Каспия, и бахчеводство. Для всей России купцы поставляли соль, горчицу, нардек, солёную и вяленую рыбу. Земля волгодонского междуречья оставалась зоной рискованного земледелия с частыми засухами, заморозками и нашествиями саранчи, поэтому среди жителей Царицына и окрестностей были развиты «отхожие промыслы» (в современной терминологии — вахтовый метод работы), они нанимались бурлаками, чумаками, сволочью (от слова волочить) на переволоку таскать суда от Волги до Дона.

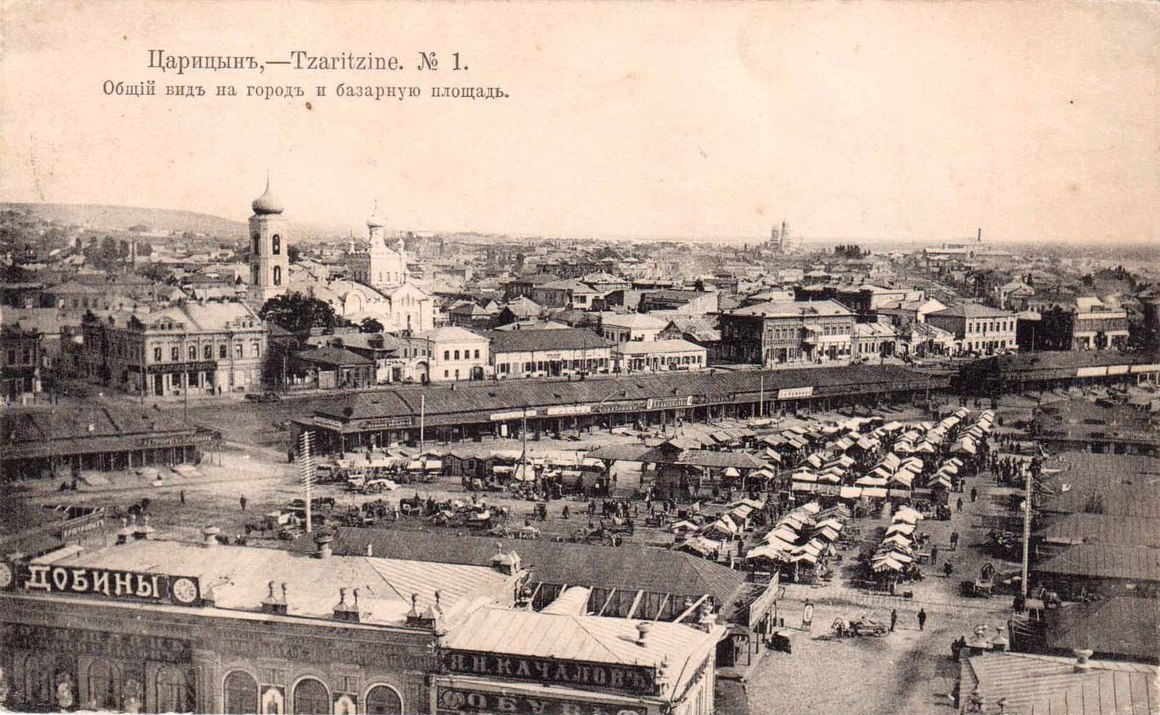
Базарная площадь. Конец XIX-начало XX века

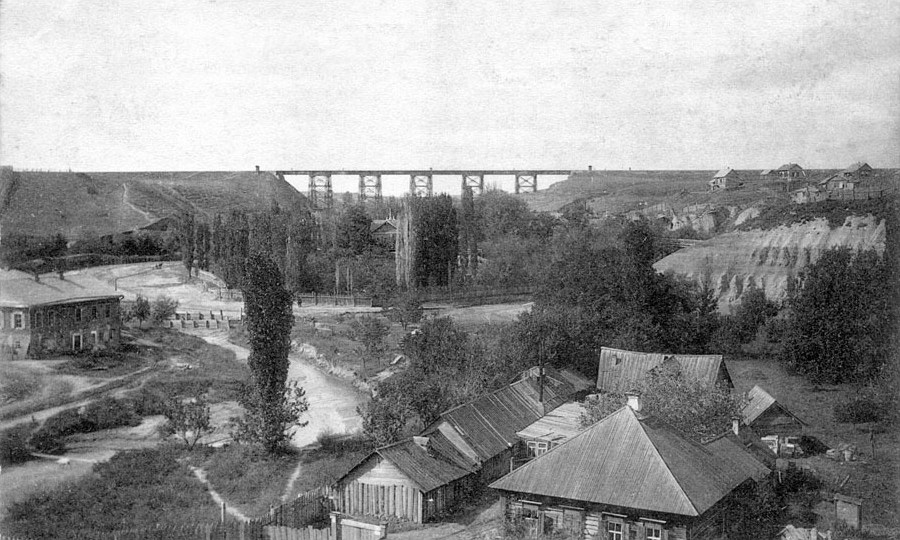
Железнодорожный виадук через Царицу (построен в 1898 г.). Сейчас на этом месте земляная насыпь между Симбирской и Глубокоовражной улицами

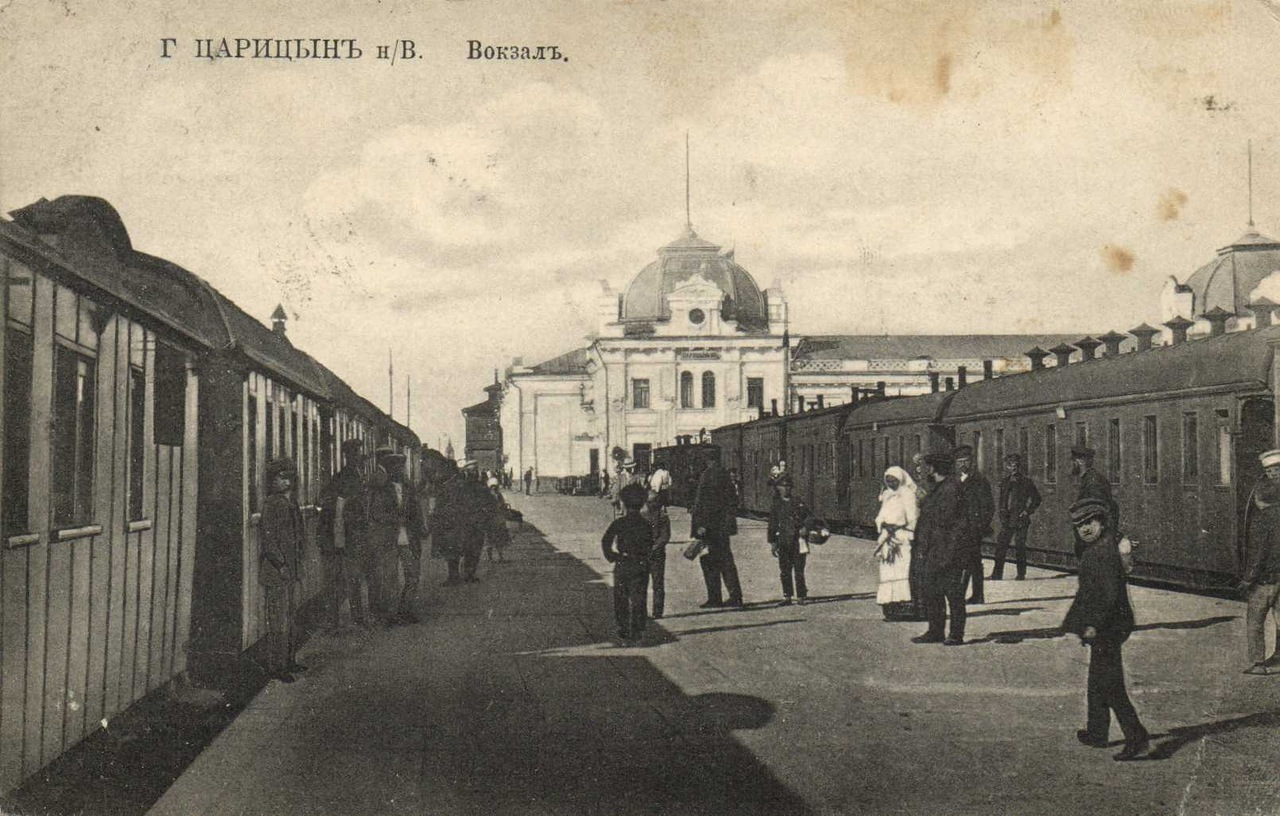
Железнодорожный вокзал. Начало XX века

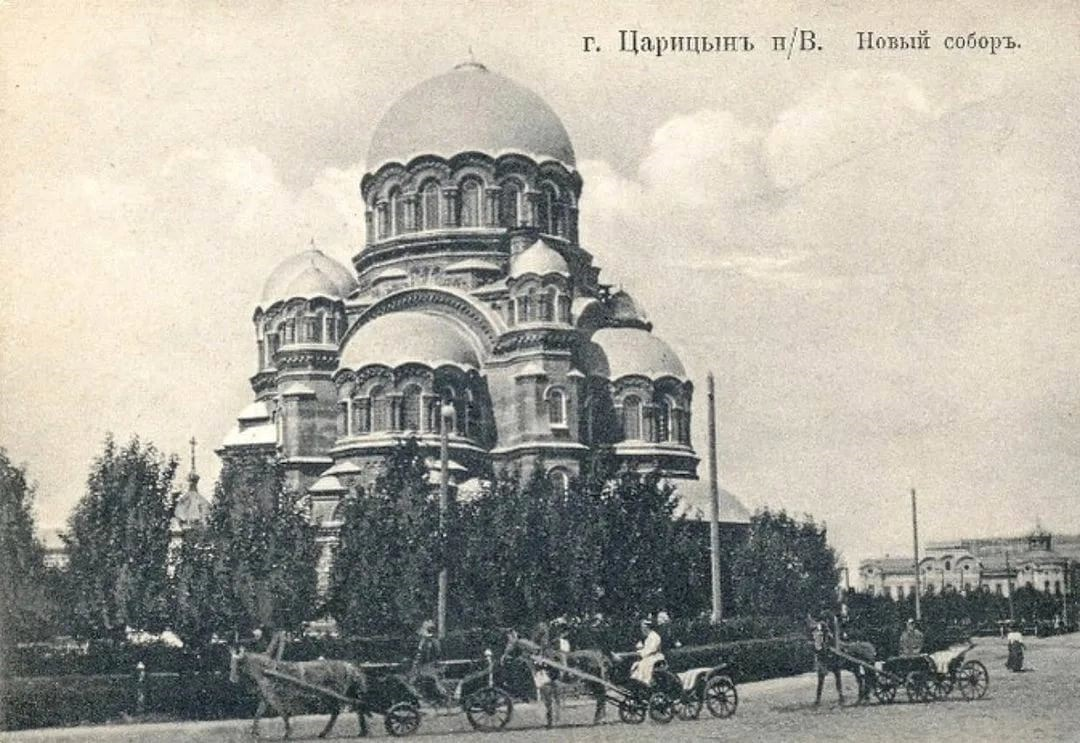
Александро-Невский собор. 1915—1917 года

Запуск в 1862 году Волго-Донской железной дороги с выходом к Дону у Калача дал Царицыну огромное преимущество в конкуренции за перевалку возрастающего грузопотока по волгодонской переволок. Дорога зашла в город с юга вдоль реки Ельшанки с поворотом у волжского берега до станции «Волжская» — нынешних причальных стенок Волгоградского грузового порта в Ворошиловском районе, где был создан первый железнодорожный вокзал города.
Успех как регионального транспортного узла в 1868 году закрепила Грязе-Царицынская железная дорога, соединившая город через станцию Грязи с балтийским (Риго-Орловская железная дорога) и московским (Рязано-Уральская железная дорога) направлением. Она зашла в Царицын с севера и обогнув Мамаев Курган вдоль начала Саратовского почтового тракта (сейчас проспект Ленина) подошла к нынешней территории вокзала Волгоград-1. Для соединения Волго-Донской и Грязе-Царицынской линий построена перемычка от станции «Волжская» до Мамаева Кургана вдоль Волги по территории современной Центральной набережной. Для увеличившегося пассажиропотока возведено монументальное здание Царицынского вокзала, ставшее достопримечательностью Царицына и довоенного Сталинграда (гибель этого здания запечатлена на фотографии, ставшей символом трагедии Сталинграда). В 1899 году для выхода на Чёрное море и Каспий завершено строительство ветки от станции Тихорецкая Владикавказской железной дороги до Тихорецкого вокзала (сейчас вокзал Волгоград-2) в Царицыне. Оба вокзала соединили перемычкой через виадук в пойме реки Царица (засыпан в 1960 годах). От городского центра и Царицынского вокзала к Тихорецкому проложен первый маршрут городского трамвая в 1913 году. В 1900 году линия Волгодонской железной дороги продлена до станции Лихая Южной железной дороги, открывшая ростовско-донецкое направление. Царицын выиграл конкуренцию в волгодонском регионе, где по кратчайшему расстоянию можно доставить каспийскую нефть, донецкий уголь и уральский металл. Речное сообщение по Волге в этот период так же переживает промышленную революцию: на смену архаичным ватагам бурлаков, белянам и расшивам приходят колёсные пароходы крупных компаний-пароходств: Кавказ и Меркурий, Самолёт, «По Волге», а в 1878 году по реке начал ходить первый в мире нефтеналивной танкер «Зороастр».
После отмены крепостного права в 1861 году начался стремительный рост промышленности города, чему способствовали факторы удобного транспорта — Волга и развитая железнодорожная сеть, и территории — ровная степь без посторонних построек. Это позволило сразу строить огромные промышленные комплексы со своей инфраструктурой и рабочими посёлками. В 1880 году на месте современного парка ЦПКиО началось строительство Нобелевского городка, благодаря которому Царицын стал нефтяным узлом — здесь каспийскую нефть переливали из речных танкеров в железнодорожные цистерны для транспортировки в европейскую часть страны. Близость сырой нефти дала импульс развитию нефтепереработки — заработало керосиновое и масляное производство.
Французским акционерным «Уральско-Волжским металлургическим обществом» в 1897 году построен металлургический Царицынский завод, позднее арендованный Акционерным обществом ДЮМО.
При содействии английской фирмы «Виккерс» построен Царицынский орудийный завод, специализация которого сохранилась и через 100 лет — морская и полевая артиллерия крупных калибров.
К 1913 году уездный Царицын по числу жителей — более 130 000 обогнал многие губернские города. Это был период взрывного роста строительства жилых, производственных, общественно-развлекательных зданий, больниц, школ, гостиниц. Также стремительно развивалась инфраструктура: электрическая сеть (1880, Нобелевский городок), телефон (1885, Нобелевский городок), водопровод (1890), кинотеатр (1907), городской трамвай (1913), построены мосты и съезды через Царицу.
В 1910-х годах стараниями священника Илиодора Царицын стал неофициальной российской столицей православно-монархического экстремизма — Чёрной сотни. Он завоевал огромное влияние среди горожан благодаря своему таланту оратора, проповедника и настоятеля построенного им на пожертвования Свято-Духова монастыря. Тема выступлений Илиодора была легка и понятна для простого народа — «Хорошего царя предают плохие чиновники, журналисты, евреи и интеллигенция», его проповеди собирали многотысячную аудиторию, и кроме царской фамилии он не щадил никакие авторитеты. Постепенно вошёл в конфликт со всей местной и центральной властью (последней каплей стало публичное избиение полицейского и других граждан 10 (23) августа 1909 года толпою илиодоровцев): с губернатором Татищевым, Синодом и Столыпиным. Смог добиться аудиенции у Николая II предположительно через своего друга (до 1912 года, после — злейшего врага) Григория Распутина, на которой царь простил его и запретил его задержание полицией. В последующее десятилетие его влияние падало и в 1922 году он бежал в Норвегию.
Перед самой революцией в 1917 году был практически закончен грандиозный храм — собор Александра Невского, освятили его в 1918 году (снесли в 1932, возродили собор в 2021).
Рост населения и жилой застройки прервался с началом Первой мировой войны и последующих за ней потрясений. Начало войны ознаменовалось в Царицыне массовым бунтом мобилизованных солдат и их жён (до 5 000 участников) из-за отказа властей выплачивать семьям мобилизованных пособие, для подавления которого пришлось вызывать войска. В столкновениях на улицах города 19 человек были убиты и 25 ранены. Затем в годы войны получила развитие военная промышленность, в городе размещался крупный гарнизон (15 000 — 20 000 человек), в Царицын прибыли десятки тысяч эвакуированных. Возникшая скученность населения повлекла эпидемии сыпного тифа в 1915 и 1916 годах. Для работы на заводах города было доставлено свыше 1 000 австро-венгерских военнопленных. Непрерывный рост дороговизны продуктов и необходимых товаров народного потребления при нежелании владельцев промышленных предприятий повышать оплату труда вызвал резкий рост забастовочного движения в 1916 году. Вследствие обострения социально-экономического кризиса Февральская революция была встречена населением Царицына с восторгом.
В 1917 году после Октябрьской революции единство страны было постепенно нарушено, на местах власть брали наиболее организованные и настроенные на вооружённую борьбу группировки с сильными лидерами. В Царицыне таковыми выступили большевики Ерман и Минин, провозгласившие Советскую власть 27 октября (9 ноября) 1917 году. Благодаря наличию крупной промышленности в городе имелись значительные массы пролетариата, которые симпатизировали большевикам, что способствовало быстрому утверждению новой власти. Вскоре Царицын стал «красным» форпостом на юге России.
C территории области войска Донского командующим Донской армией генералом Красновым предприняты 3 неудачные попытки взять Царицын: июль-сентябрь 1918 года, сентябрь 1918 — январь 1919 годов, февраль 1919 года. Важную роль в обороне красного Царицына занимал командующий Северо-Кавказским военным округом Иосиф Сталин, именно события этого периода в советской историографии описаны как «оборона красного Царицына». 4-я попытка белых взять город стала удачной, на этот раз удар по городу пришёл с южного кавказского направления — город взят Кавказской Армией генерала Врангеля в мае 1919 года, однако ему пришлось отступить в декабре 1919 года под одновременным ударом Красной Армии с запада (37 дивизия Дыбенко) и востока (50-я дивизия Ковтюха), 3 января 1920 года город окончательно взят частями РККА. Бои в окрестностях и городской черте Царицына нанесли огромный ущерб городскому хозяйству и жителям, от террора с обеих сторон, погибло большое количество мобилизованных и мирных жителей. Но увековечивание памяти о погибших принадлежало победителям в Гражданской войне — 8 февраля 1920 года погибшие красноармейцы похоронены в братской могиле на Александровской площади города, сама площадь переименована в площадь Павших борцов.
В 1921 и 1922 годах урожай зерновых пострадал от засухи, и в город пришёл голод. Он случался и ранее, но в этот раз последствия усугублялись насильственным изъятием на нужды воюющей Красной Армии зерна и введением политики военного коммунизма. Эти меры вводились без всякого милосердия и здравого смысла, под угрозой расстрела у многодетных крестьянских семей отбиралось последнее, в том числе семенное зерно. Итогом стал голод в Поволжье 1921—1922 годов с числом умерших от недоедания и сопутствующих болезней в несколько миллионов человек. Когда Советская власть осознала последствия, в полной мере помочь голодающим она не смогла, так как золотой запас Российской империи утрачен, транспортные артерии разорваны идущей гражданской войной, из-за отказа СССР от признания царских долгов стало невозможно получить международные кредиты, продовольственные резервы отсутствовали. В Царицынской губернии голодало большинство населения, отчаявшиеся люди стали штурмовать поезда и пароходы, бежать в районы где есть еда: каспийские рыбные промыслы, центральная Россия, Кавказ. Огромную помощь в спасении от голода Царицыну оказали иностранные благотворительные организации: Американская администрация помощи, Международный рабочий комитет, итальянская и швейцарская миссии Красного Креста. В апреле 1922 года, на пике голода, в Царицыне и губернии ими развёрнуты 853 столовых, где получали горячее питание или сухпайки 668900 человек — около половины всего населения. Иностранная помощь свёрнута в 1923 году, когда закончилась гражданская война, был собран хороший урожай зерновых и стало восстанавливаться регулярное транспортное сообщение.

### Межвоенный период (1922—1941 годы)
Ещё во время боёв 1919 года советская власть учла, что по численности населения и промышленности город давно перерос масштаб уездного, и в этом году была образована Царицынская губерния. По окончании Гражданской войны стала налаживаться мирная жизнь, отменены продразвёрстка и элементы военного коммунизма, хозяйственные отношения стали определяться НЭПом. Активно возрождалось сельское хозяйство и промышленность, город восстановил темпы роста населения. В первые мирные годы восстановлены царицынские предприятия: Баррикады (бывший Царицынский орудийный завод), Красный Октябрь (бывший ДЮМО), химическая фабрика «Лазурь» (бывший Нобелевский городок) и другие. Во время массовой кампании по переименованию населённых пунктов, избавлению в топонимах от всего связанного с монархией и религией, в честь признания заслуг Сталина по обороне города 10 апреля 1925 года Царицын переименован в Сталинград, река Царица в Пионерку.

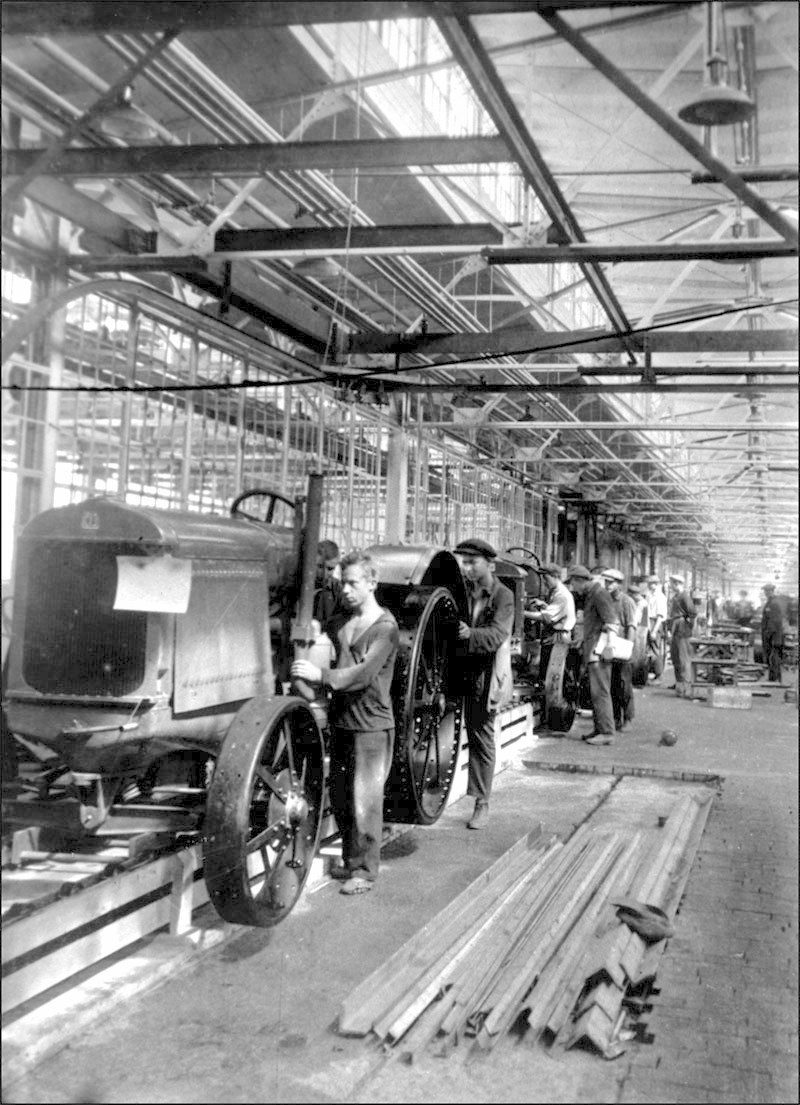
В цеху Сталинградского тракторного завода 1930 год

В рамках индустриализации страны в Сталинграде в короткие сроки построены ГРЭС (1929), Сталинградский тракторный (1930), Судоверфь (1931), Метизный завод (1932). Уже существующие заводы были вписаны в сталинградский тракторно-танковый кластер: «Красный Октябрь» варил конструкционные, броневые и оружейные марки стали, «Баррикады» делал орудия, Метизный завод — крупные детали, Тракторный завод собирал трактора и танки, электричество давала Сталинградская ГРЭС. Для обучения инженеров и рабочих созданы Сталинградский тракторный институт (1930) и многочисленные ФЗУ. Ещё 2 подобных кластера были развёрнуты на базе Челябинского тракторного и Харьковского тракторного заводов. От Тракторного завода на севере до Судоверфи на юге Сталинграда расширены железнодорожные пути, построены соцгородки для рабочих. Тракторный завод спроектирован по проекту американского архитектора Альберта Кана, запуск завода осуществляли американские специалисты, первым трактором завода стал СТЗ-1 (лицензионная копия американского трактора Mc Cormic Deering 10/20), первым танком стал Т-26 (лицензионный английский танк Vickers Mk E). В первой половине 1930-х годов сталинградские инженеры запустили в производство «полностью» отечественные модели: трактор СТЗ-5-НАТИ (1935) и легенду советского танкостроения танк Т-34 (1940).
В предвоенный период город и весь Нижневолжский край затронут голодом 1932—1933 годов. Кроме того, в период большого террора 1937 года значительно пострадал руководящий состав города: Птуха (1934—1935, расстрелян в 1938 году), Семёнов (1936—1937, расстрелян в 1937 году), Варейкис (1935—1936, расстрелян в 1938 году), Смородин (и. о. 1937—1938, расстрелян в 1938 году).
Вместе с тем, в указанный период произошли огромные улучшения в ключевых сферах жизни города. За десятилетие внедрено всеобщее школьное образование, ликвидирована безграмотность среди детей и значительно уменьшена у взрослых. За предвоенный период открыто более 200 учебных заведений от школ до ВУЗов, которые и сейчас являются базовыми для города: Тракторный (Механический) институт (1930), Индустриально-педагогический институт (1931), Медицинский институт (1935), ставшее с 1940 года платным. На смену частным практикам отдельных докторов царского периода пришёл массовый охват населения в заводских и районных поликлиниках и больницах. В жизнь горожан массово вошли электроэнергия, водопровод, канализация, общественный транспорт, радио, телефонная связь.

### 1942—1943 годы. Сталинградская битва
По мере приближения линии фронта сложилась угроза для железнодорожных линий Поволжья, в связи с чем, Ставкой Верховного Главнокомандования принято решение создать Волжскую рокаду. Для её строительства сняли железнодорожные пути с построенного до войны первого участка БАМа, мобилизовали местное население, привлекли заключённых и военнопленных и построили дорогу в рекордно короткие сроки. Южный участок рокады (Сталинград — Верхний Баскунчак для связи с линией Астрахань — Урбах) протяжённостью около 250 км построен за сентябрь — декабрь 1941 года, северный участок Иловля — Саратов — Свияжск протяжённостью 992 км за март — октябрь 1942 года.

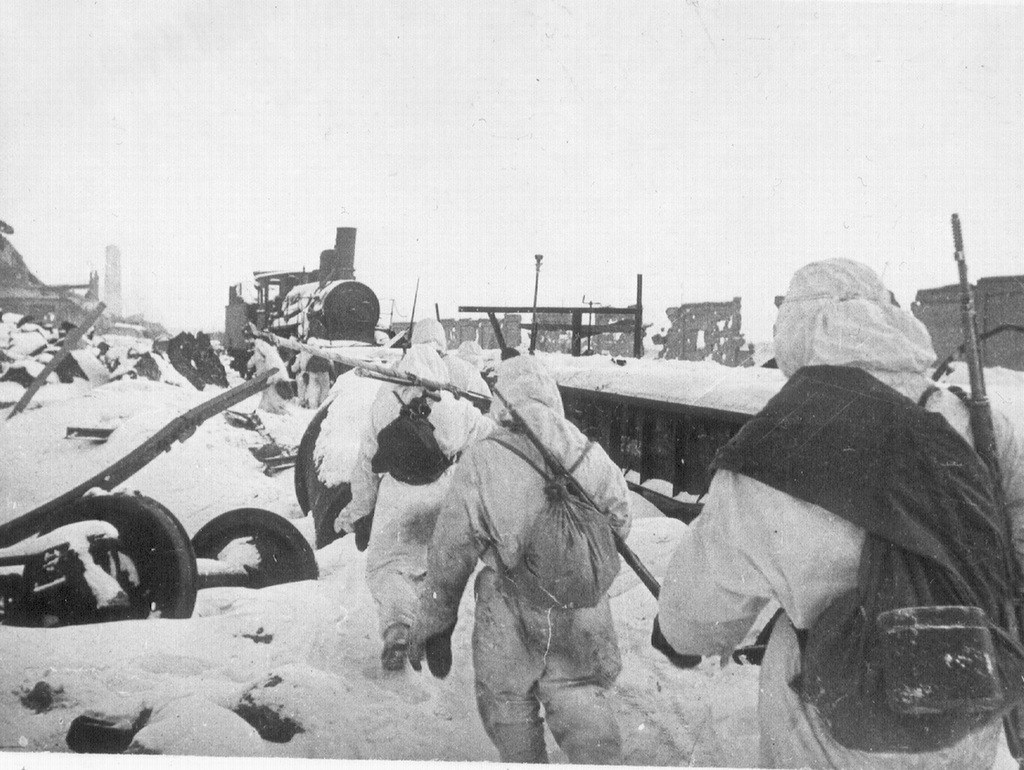
Разведгруппа 39-й гвардейской стрелковой дивизии уходит на боевое задание. Завод «Красный Октябрь»

За зиму 1941 года советским войскам удалось стабилизировать линию фронта, в битве за Москву отбросить вермахт от столицы, впервые прервав череду его военных побед с 1938 года (аншлюс Австрии). Развить этот успех призвана весенняя кампания, но начинавшееся успешным наступление Красной Армии в мае 1942 года на Харьков обернулось для советских войск Харьковской катастрофой, в результате которой была окружена и практически уничтожена значительная часть советского Южного фронта, потерян Ростов-на-Дону. Из образовавшейся после гибели Южного фронта разрыва в советской обороне от Воронежа до Ростова в мае вермахт ударил по расходящимся направлениям: группа армий «A» по Северном Кавказу, 6-я армия в направлении Сталинграда. Летом 1942 года Народным комиссаром обороны СССР И. В. Сталиным принят приказ № 227 — «Ни шагу назад».
К концу июля советские 62-я и 64-я армии после тяжёлых боёв отступили за Дон, по которому прошла линия фронта, до Сталинграда по прямой оставалось 70 километров. Первую попытку взять Сталинград предприняла 4-я танковая армия Гота. 1 августа форсировав Дон у станицы Цимлянской и двигаясь по 300 километровой кривой к югу от города, обойдя таким образом основные силы обороняющихся, 4 августа оказался в 30 км от южной окраины Сталинграда у станции Абганерово. Здесь произошёл бой «лоб в лоб» с танкистами 13-го танкового корпуса Танасчишина, переброшенными из резерва и едва успевшими в эти часы выгрузиться на соседней станции. В последующие 2 недели немцы будут пытаться прорваться к Сталинграду, стороны взаимно уничтожат технику и обескровят друг друга, но всё же этот участок обороны выстоит. Изменив направление главного удара, вермахт предпринял новую попытку прорыва к городу, теперь уже по прямой — 14-й танковый корпус вермахта 22 августа форсировав Дон у Вертячего, за сутки пробил 70 километровый коридор сквозь обороняющиеся советские части, и 24 августа вышел к Волге, захватив окраины Спартановки. Прикрывающая Сталинград с этого направления 87-я стрелковая дивизия разбомблена немецкой авиацией на марше к Дону, когда пыталась ликвидировать немецкий плацдарм у Вертячего, не успела окопаться и окончательно разбита немецкими танками. Не дать «с ходу» захватить северную часть города смогла упорная оборона 10-й дивизии НКВД, 1077-го зенитного полка, бронегруппы из отремонтированных на СТЗ танках с экипажами из рабочих-испытателей, батальонов сталинградского народного ополчения.
Поддержку вермахта с воздуха осуществлял 4-й воздушный флот, в котором на момент битвы было сконцентрировано до трети всех самолётов люфтваффе на Восточном фронте и 23 августа им произведён первый массированный авианалёт (около 2000 самолётовылетов) на Сталинград, превративший центральную часть города и волжские переправы в руины. Эвакуация мирного населения проведена не полностью: на 23 августа 1942 года в городе оставалось не менее 300 000 жителей. Возможные причины замедления — работа горожан на оборонных предприятиях города и массовое привлечение всех жителей, включая женщин и детей, на рытьё окопов и противотанковых рвов, которыми опоясывался город. Они оказались в ловушке, когда осуществился прорыв к городу, и конфигурация сложившегося фронта стала представлять собой советскую полосу городской застройки вдоль берега Волги шириной несколько километров и немецкую прилегающую степь. Люфтваффе начал бомбардировку пристаней и потопление любых судов, не разделяя их на военные и гражданские, одним из примеров этой трагической судьбы стала гибель пароходов «Иосиф Сталин» и «Композитор Бородин».
24 августа 35 гвардейской стрелковой дивизии удалось перерезать немецкий коридор до Волги возле Россошки (немцы стали снабжать окружённых по воздуху, через неделю коридор ими восстановлен), а 29 августа группе полковника Горохова удалось отбросить немцев от Спартановки. Последнюю неделю августа стороны перегруппировывались для новых боёв, советские 62 и 64 армии организованно отошли от внешних обводов (30—50 километров от города) непосредственно к окраинам Сталинграда, немцы подводили части к удару по центру города. 5—7 сентября 1-я гвардейская армия пыталась ударом из Степного через Городище выйти на соединение с 62-й армией и окружить северную группировку немцев, но немецкая оборона выстояла. 13 сентября вермахт нанёс удар вдоль реки Пионерка и у её устья опять вышел к Волге, разрезав части 62-й и 64-й армий между собой, а также захватил господствующую над местностью Лысую Гору к югу от центра города. Внутри немецкого прорыва остались многочисленные локальные очаги сопротивления, разрозненные группы советских солдат держали оборону внутри способных выдержать прямые попадания снарядов зданий, одним из таких примеров является оборона Сталинградского элеватора. Одновременно с этим началось наступление на завод Красный Октябрь, для немцев оно оказалось успешным наполовину: взят Мамаев Курган, но многочисленные атаки на завод разбились о советскую оборону. Ночью с 14-го на 15-е сентября для исправления катастрофического положения через Волгу в Ермановский район переправилась 13-я гвардейская стрелковая дивизия генерала Родимцева, заняла пригодные к обороне прочные здания, отбила 16 сентября Мамаев Курган и сбила наступательный порыв немцев, заставив их увязнуть в жестоких уличных боях. 12-я танковая бригада 18 сентября произвела удар от Котлубани на Сталинград с целью окружения северной группировки немцев, но они разгадали замысел, сконцентрировали значительные силы противотанковой артиллерии на остриё атаки и расстреляли почти все танки.
Со второй половины сентября вермахт вводил новые части из прилегающей степи и атаковал район уже по всему протяжению города вдоль Волги, кроме самого южного Красноармейского района. К середине октября немцам удалось окружить и разбить оборонявшую северный обвод Сталинграда от Городища до Спартановки группу Андрусенко и захватить Тракторозаводский район в конце месяца. По всей протяжённости фронта сражения велись ожесточённо и плотно, часто в масштабе дома или цеха, за подъезд, лестничную площадку, квартиру. В Сталинграде обе стороны вместо обычного деления на пехотные взвода и роты стали использовать усиленные штурмовые группы с миномётами и огнемётами.
Действия пехотинцев в уличных боях поддерживались многочисленными артиллерийскими батареями, расположенными у немцев в прилегающей степи, у советской армии за Волгой. К середине ноября 1942 года вермахт непрекращающимися атаками захватил почти весь центр и север Сталинграда, кроме последних разрозненных участков: Спартановка, Остров Людникова, заводы «Красный Октябрь» и ТДН, «Пензенский узел обороны» (Мельница, Дом Павлова и прилежащие дома).
Как наступающей стороне, вермахту пришлось расходовать гораздо больше ресурсов чем обороняющейся советской, пути снабжения до Сталинграда растянуты, железнодорожный путь не готов, более сильные немецкие части снимались с флангов и отправлялись в Сталинград, их заменяли более слабые немецкие союзники — румыны и итальянцы. Советская же сторона, завершив строительство Волжской рокады в октябре 1942 года получила возможность манёвра на сталинградском фронте, скопила наступательные резервы и смогла скрытно перебросить их к Серафимовичу на севере и озеру Цаца на юге от Сталинграда. 19 ноября советское командование начало операцию «Уран», ударив с двух направлений и пройдя по немецким тылам около 250 км Юго-Восточный и Донской фронты встретились у Калача, завершив окружение немецких войск. Задача операции состояла в ударе с севера в 300 км от Сталинграда по слабым румынским дивизиям и отсечении сильных немецких от снабжения, стремительных захватах всего пространства между реками Чир и Дон, которые легли для немцев дополнительными водными преградами. До последнего момента вермахт не подозревал о предстоящем наступлении. Слаженно сработала логистика для снабжения танкового прорыва, прибыли 3 кавалерийских корпуса (8-й кк, 3-й кк и 4-й кк), которые в условиях снежной зимы оказались мобильнее пехоты.
После казалось бы почти выигранной битвы для захватчиков окружение оказалось неожиданностью. Не веря в возросшую мощь и военное мастерство советских войск, Гитлер и ОКВ представляли сложившуюся ситуацию случайностью, Паулюсу отказано в оставлении Сталинграда и попытке прорыва. Подмогой ему должна была выступить группа армий «Дон» под командованием Эриха фон Манштейна, поддерживать окружённых до деблокады — организованный Герингом воздушный мост. Для этого следовало пробить советскую оборону и удержать свои позиции в Сталинграде и на Кавказе. Советское командование мыслило масштабнее: Верховной ставкой задумана операция «Сатурн», согласно которой от Дона происходил удар в направлении Азовского моря и окружение группировки вермахта на Кавказе. В случае успешной реализации операции для немцев последствия оказались бы сравнимы с поражением под Сталинградом. Для этого было необходимо быстро разбить окружённых в Сталинграде и стремительным 400 километровым ударом выйти к Ростову-на-Дону.
В декабре 1942 года стороны стали реализовывать свои замыслы — советские части стали теснить немцев к Сталинграду и к середине месяца у Паулюса осталась территория Сталинграда и прилегающей местности длиной 70 и шириной 30 километров, где вермахт оказывал отчаянное и стойкое сопротивление. Эффективно наладить воздушный мост Герингу не удалось, немецкая транспортная авиация несла серьёзные потери от ПВО и истребителей советской армии. Манштейн начал наступление 12 декабря согласно операции «Зимняя гроза» с тактической хитрости — удар нанесён не в месте наибольшего сближения (40 км) немцев у реки Чир, а по дальнему (120 км) направлению от Котельниково. Первый удар многократно превосходящих сил приняла на себя 51-я армия, ей поставлена задача любой ценой сдержать наступление до подхода резерва. К 16 декабря Манштейн прошёл половину пути до Сталинграда, окружённые немцы слышали канонаду боя, судьба сражения «висела на волоске». Отчаянной обороной (эти события показаны в фильме «Горячий снег») 51-я армия выиграла 7 дней (12—19 декабря), необходимых для развёртывания нового рубежа обороны 2-й гв. армии по реке Мышкова, преодолеть которую истратившие свои наступательные резервы немцы уже не смогли и 23 декабря прекратили бесплодные попытки (до Паулюса оставалось 40 км).
Советская сторона не могла полноценно ударить на Ростов, имея в тылу неразгромленных Манштейна и Паулюса, поэтому операцию «Сатурн» сократили до операции «Малый Сатурн». 16 декабря 1-я гвардейская и 6-я армии ударили по 8-й итальянской армии, а 3-я гвардейская армия по немецкой группе «Холлидт» на фронте шириной около 300 км от Новой Калитвы до Суровикино. Итальянцы за 3 дня были окружены и почти полностью разгромлены, более сильная группа «Холлидт» смогла отступить с боями. И опять советское наступление стало для немцев полной неожиданностью, примером этой внезапности может служить рейд 24-го танкового корпуса генерала Баданова к аэродрому у станицы Тацинской, когда советские танки расстреляли взлетавшие в панике немецкие транспортные самолёты. Вермахт стал отбирать части от южной группы Гота и перебрасывать их на центральное направление, советское же командование, внезапно изменив направление удара с центрального на южное, 24 декабря ударило по группировке Гота и заставило её отступить от Сталинграда на 200 км. Таким образом, вермахт — признанный мастер манёвренной войны, сам был разгромлен в результате манёвров советских войск. Итогом второй половины декабря 1942 года стал факт превосходства советской армии в зимних условиях, планы спасения окружённой 6-й армии стали несбыточными. Гитлер дал приказ Клейсту на отступление кавказской группировки вермахта от Орджоникидзе к Майкопу во избежание возможного окружения, Паулюс получил приказ продержаться как можно дольше, чтобы задержать советские войска у Сталинграда.
Окружённая 6-я полевая армия контролировала контур вокруг Сталинграда протяжённостью 170 км, внутри которого располагались аэродромы — последняя надежда вермахта. Их захват стал первоочередной задачей операции «Кольцо» — 10 января начал наступление Донской фронт, атакуя те же позиции от Дона к Сталинграду, что и сам оборонял в августе 1942 года. К 17 января немцами потеряна вся степная зона вокруг Сталинграда, в том числе последний аэродром Питомник, сквозь метель разрознённые группы разбитых немецких частей отошли к городским развалинам. Совершив перегруппировку, Донской фронт 25 января начал наступление на городскую застройку ударом от Гумрака на Красный Октябрь, откуда произвела встречный удар 62-я армия. Соединение фронтов произошло 26 января на западном склоне Мамаева Кургана. Вермахт рассечён на основную южную и северную группу, командиром которой назначен Штрекер. Гитлер прислал поздравительную телеграмму с присвоением Паулюсу звания фельдмаршала, с примечанием, что в истории Германии не было случая пленения германского воина такого высокого звания, намекая на самоубийство. Но Паулюс выбрал пленение и подписал капитуляцию 31 января, северная группа Штекера сдалась 2 февраля. Красная Армия выиграла Сталинградскую битву.
Эта победа стала переломной в войне. По количеству суммарных безвозвратных потерь (убитые, умершие от ран в госпиталях, пропавшие без вести) воевавших сторон — Сталинградская битва стала одной из самых кровавых в истории человечества. Советские воины — 478 741 (323 856 в оборонительной фазе сражения и 154 885 в наступательной), немецкие — около 300 000, немецкие союзники (итальянцы, румыны, венгры, хорваты) — около 200 000 человек, число погибших горожан невозможно установить даже приблизительно, но счёт идёт не менее чем на десятки тысяч. Военным значением победы стало снятие угрозы захватом вермахтом Нижнего Поволжья и Кавказа, особенно нефти с бакинских месторождений. Политическим значением стало отрезвление союзников Германии и понимание ими того факта, что войну выиграть невозможно. Турция отказалась от вторжения в СССР весной 1943 года, Япония не начала планируемый Сибирский поход, Румыния (Михай I), Италия (Бадольо), Венгрия (Каллаи) стали искать возможности для выхода из войны и заключение сепаратного мира с Великобританией и США.

### 1944—2022 годы. Послевоенный период. Современное состояние

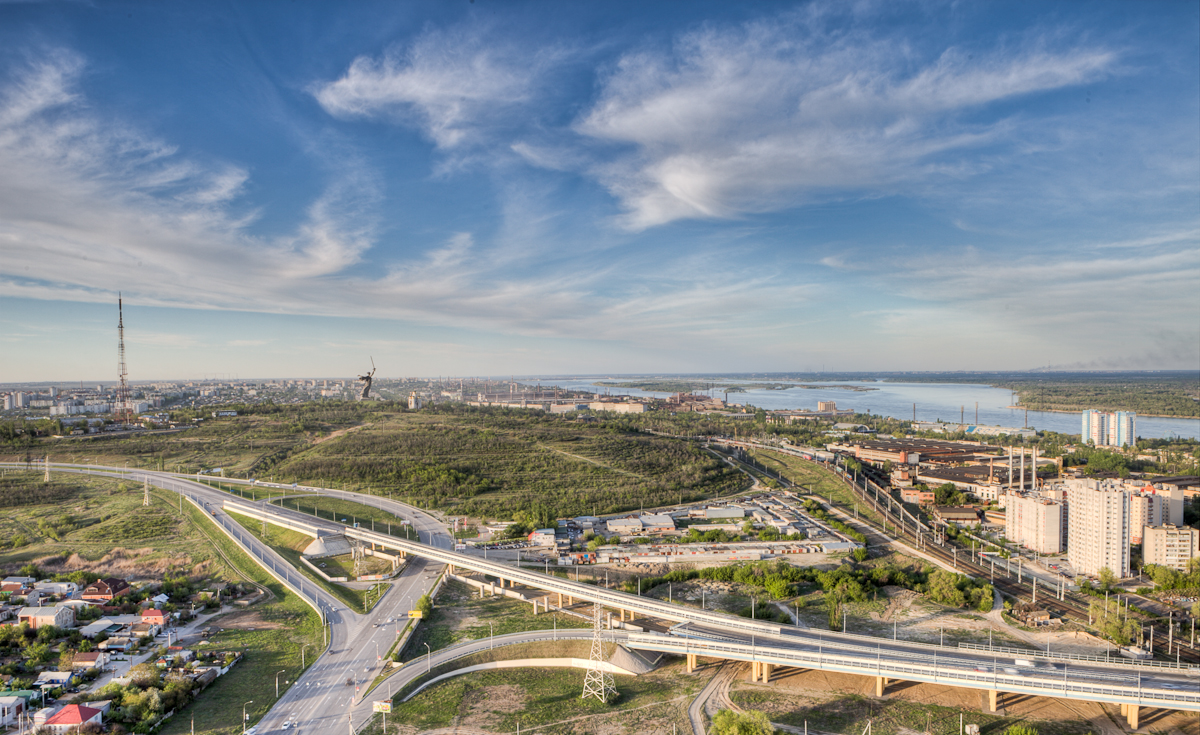
Панорама Волгограда

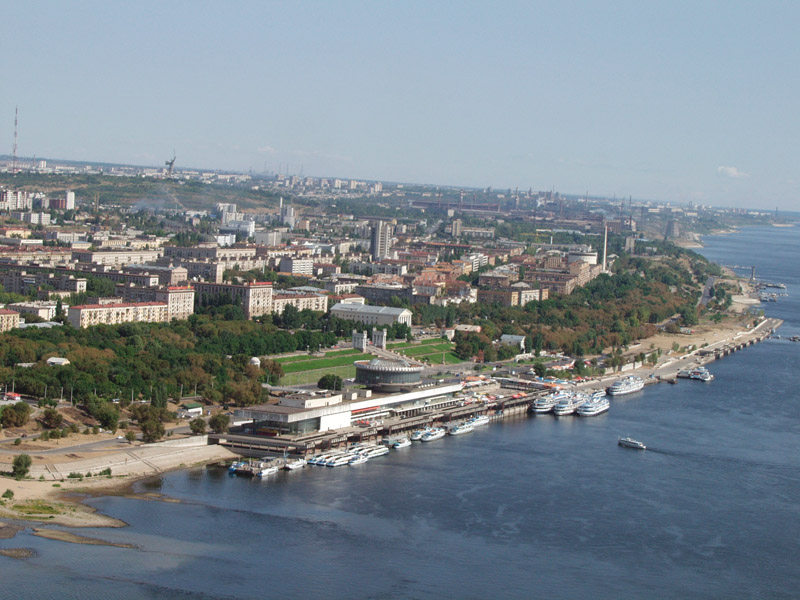
Центральный район Волгограда

Причинённый войной ущерб оказался огромен: разрушено 41 685 домов (90,5 % довоенного жилого фонда), в городе остался 32 181 житель из довоенных 450 000 (из них 30 666 в наименее пострадавшем Кировском районе, в остальных всех вместе взятых районах 1515 жителей).
Неубранными оставались до 200 тысяч трупов людей и более 10 тысяч трупов лошадей, все тела смогли захоронить только к июлю 1943 года. Город был начинён неразорвавшимися снарядами и бомбами, по бывшим линиям боёв остались не снятые минные поля, для разминирования города оставлены сапёрные части — ими нейтрализованы 328 612 мины, 1 169 443 снарядов и бомб, только к июлю 1945 года по городу стало безопасно передвигаться. Для предотвращения эпидемий от разлагающихся незахороненных тел развёрнуты прививочные пункты и поликлиники, в город направлены врачи соответствующего профиля. Хотя имелись единичные случаи заражения тифом, массовые эпидемии пресечены. Ещё одной бедой стал послевоенный голод 1947 года, когда в городе зафиксировали около 700 больных с дистрофией II степени — крайняя степень истощения.
Разрушения, причинённые Сталинграду, были неоднородны по районам: Ерманский, Дзержинский и Тракторозаводский, по которым в течение шести месяцев гуляла линия фронта уличных боёв, разрушены почти полностью. Кировский район, избежавший немецкой оккупации, получил серьёзные разрушения от артобстрелов и авиабомбардировок. Среди наименее пострадавших — посёлок Бекетовка, которому посчастливилось не быть на направлении главных ударов обеих сторон. Он стал центром Сталинграда на 1943—1945 год, здесь размещены все городские службы, координирующие восстановление города.
Героическим трудом в кратчайшие сроки восстанавливалась оборонная промышленность: Тракторный завод уже в 1943 году начал ремонт техники, а в 1944 году дал фронту первые собранные танки и трактора, летом 1943 года начали работу завод «Красный Октябрь» и «Баррикады». К 1949 году объём промышленного производства превысил довоенный. 26 декабря 1943 года открыт первый восстановленный маршрут трамвая Центр — Красный Октябрь, а к концу 1944 года заработала вся ось Ельшанка — Центр — Красный Октябрь — Тракторный.
Первый этап восстановления жилого фонда Сталинграда длился от февраля 1943 года до 1945 года, когда большая часть ресурсов страны уходила на войну. Но всё же даже в этих условиях шло восстановление жилья, из разрушенных зданий выбирались наиболее ремонтнопригодные, и сотни зданий удалось восстановить, разбирая более пострадавшие на ремонтные кирпич и железобетонные конструкции. В условиях нехватки мужчин-строителей были организованы женские строительные бригады — черкасовское движение, первым восстановленным объектом стал Дом Павлова. Для индивидуального строительства сталинградцам выдавались ссуды, к 1945 году население было прокредитовано на 48,5 миллиона рублей. К маю 1945 года восстановлено 290 000 квадратных метров муниципального и ведомственного жилья, 240 тысяч метров (12 663 домов) индивидуального жилья, что составило 37,4 % от довоенного. Но всё же жилья было недостаточно для 280 000 горожан: в среднем на конец войны на одного жителя приходилось 2,8 квадратов жилья, около 40 тысяч человек жили в землянках и развалинах.
Второй этап начался с 22 августа 1945 года, когда Сталинград был передан из областного подчинения на республиканский уровень, и в бюджете РСФСР с 1946 года восстановление Сталинграда внесено отдельной строкой. Было принято постановление о приоритетном выделении городу немецкого трофейного строительного оборудования и имущества, одним из примеров использования этой техники стала детская железная дорога, организованная на базе паровозов HF110C железнодорожных войск вермахта. По программе восстановления создан строительный трест «Главсталинградстрой»; общая численность строителей в 1946 году составила более 30 тысяч, на работах было занято значительное число немецких военнопленных. Масштабные стройки дали импульс развитию строительной промышленности, на ресурсах прилегающих месторождений известняка, гипса, бутового камня начали выпускать местные стройматериалы, и в 1953 году превзошли уровень 1940 года в семь раз. К этому году в Сталинграде было 2 042 000 квадратных метров жилья, что на 11 % процентов превышало показатель 1940 года. Единственной не восстановленной территорией осталась пойма реки Царицы, которая с момента основания города была плотно заселена и застроена небольшими промышленными предприятиями — мельницами, кожевенными и горчичным заводами; развалины этих сооружений были снесены или засыпаны грунтом в 1960-х годах.
Значительную часть восстановительных работ выполнили пленные вермахта и остальных стран Оси, которых только в городской черте города взяли около 90 000 человек. Для их содержания был экстренно создан лагерь № 108 с центром в Бекетовке. Почти все пленные были в крайне истощённом состоянии, они получали паёк на грани голодной смерти уже три месяца, с момента ноябрьского окружения. Поэтому смертность среди них была высока — уже к июню 1943 из них умерло 27 078 человек, находилось на лечении в лагерных госпиталях 35 099 человек, отправлено в другие лагеря 28 098 человек. Только около 20 тысяч человек по состоянию здоровья оказались способны работать на строительстве, позже к ним добавлялись взятые в плен после 1943 года. После пика первых трёх месяцев смертность нормализовалась, пленные работали обычный рабочий день и за свою работу получали зарплату (до 1949 года отработано 8 976 304 человеко-дня, выдана зарплата 10 797 011 рублей), на которые в лагерных магазинах они покупали продукты и бытовые средства первой необходимости. Последние военнопленные отпущены в Германию в 1949 году, кроме получивших уголовные сроки за лично совершённые военные преступления.
1950-е годы стали рассветом архитектуры Сталинграда. В первые послевоенные годы были восстановлены самые необходимые объекты, и с начала нового десятилетия началась масштабная застройка Сталинграда монументальными зданиями в стиле сталинского ампира, определяющими облик города и сегодня. В это десятилетие архитекторами Симбирцевым, Левитаном, Масляевым был создан облик образцового социалистического города, в едином стиле перестроен весь исторический центр города — Сталинский район. Для создания новой сетки улиц была изменена историческая планировка, повторявшая обводы крепостных стен. Первой перестроенной стала открытая в 1950 году улица Мира, задавшая на десятилетие стиль строительства послевоенного Сталинграда. Жертвуя уцелевшими в боях домами купеческого Царицына, советские архитекторы создали послевоенные шедевры: Аллею Героев, Площадь Павших Борцов, Центральную Набережную, железнодорожный вокзал Волгоград I, проспект Ленина, которые уже более 60 лет являются главными архитектурными ансамблями Волгограда. Горожане массово переселялись из землянок и бараков в сталинки, до нашего времени составляющие значительный жилой фонд. Ещё одним символом победившего города стал введённый в эксплуатацию в 1952 году Волго-Донской канал имени Сталина. Как многие архитектурные объекты времени культа личности Сталина, вместе со своим транспортным функционалом он прославлял стоявшего во главе СССР «отца народов»: вместе с каналом была построена 24-метровая статуя Сталина, на момент строительства самая большая статуя реальному человеку. На центральной набережной начал работу дебаркадер. Существующие предприятия города в результате модернизаций значительно увеличили довоенный объём продукции, начали работать новые заводы: проволочно-канатный (1954 год), Тяжпромэлектропроект, ТЭЦ-2 (1956 год), нефтеперерабатывающий (сейчас — Лукойл-Волгограднефтепереработка, 1957 год), алюминиевый (1959 год). Был основан строительно-архитектурный институт (1951 год), а существовавшие ранее учебные заведения получили новые просторные здания: медицинский (1950 год), педагогический (1952 год), музыкальное училище (1957 год).
После смерти Сталина в 1953 году в ходе десталинизации все памятники Сталину были снесены, все названные в его честь объекты переименованы, в том числе 10 ноября 1961 года Сталинград переименован в Волгоград. Постановление «Об устранении излишеств в проектировании и строительстве» признало ошибочным и расточительным стиль строительства 1930-х—1950-х годов. К концу 1950-х годов постепенно произошёл отказ от сталинского ампира в архитектуре, последними объектами в таком стиле стал спроектированный в 1960 году комплекс зданий Политехнического института. Новые здания стали строиться в более функциональном стиле, без масштабных декоративных украшений: Физкультурная академия, 1960 год, Академия МВД, 1967 год. Для ускоренного и экономного решения жилищной проблемы в масштабе всей страны применено серийное изготовление типовых серий домов в виде сборных панелей, получивших неофициальное название хрущёвок. Они построены в большом количестве во всех без исключения районах и микрорайонах Волгограда, и сейчас составляют огромную часть жилого фонда. В память о Сталинградской битве построен мемориальный комплекс Мамаев Курган — 1967 год. Введены в эксплуатацию новые промышленные объекты: Волжская ГЭС, 1961 год, Моторостроительный завод, 1963 год. Специализация Волгограда дополнилось химической промышленностью: Каустик 1967, завод технического углерода 1964. В 1965 году запущена ЛЭП Волгоград — Донбасс, крупнейшая в мире на момент создания линия по схеме HVDC. Начала складываться современная транспортная инфраструктура, где основная роль принадлежит автотранспорту, в 1964 году введён в эксплуатацию Астраханский мост, началось соединение улиц в Вторую продольную магистраль.
Смещение Хрущёва и начало правление Брежнева в 1964 году не вызвало наглядных переломов в архитектуре города, кроме смены «хрущёвок» на более комфортабельные брежневки. Экономика СССР утратила ускоренные темпы развития, характерные для 1930—1960-х годов, и с началом 1970-х годов вступила в период застоя. В Волгограде в 1970-е годы построены: ТЮЗ 1970, Дворец Спорта 1974, ТЭЦ-3 1977.
В последнее советское десятилетие построены: ВолГУ (1980), Завод буровой техники (1981), Дом Пионеров (1981), первая очередь скоростного трамвая из станций Площадь Ленина, Комсомольская и Пионерская (1984), Музей-панорама «Сталинградская битва» (1985).
За период 1950—1980 годы от соседних областных центров протянулись автомагистрали. В 1989 году родился миллионный житель города.
После распада СССР в 1991 году начался катастрофический спад во всех функциях промышленности и городского хозяйства. Всё общественное строительство заморожено, и на десятилетие некоторые объекты находились в состоянии долгостроя: вторая очередь скоростного трамвая, 22-этажная гостиница на Предмостной площади (в 2005 году перестроена в жилой дом, Краснознаменская, 7), 16-этажный химический корпус Политехнического университета (достроен в 2010 году), Морятник (на 2019 год в состоянии недостроя). В 1990-х годах Волгоград стал родиной финансовых пирамид, вышедших на федеральный уровень: Русский дом Селенга, Хопёр-Инвест, Русская недвижимость (до 1993 — Поволжская недвижимость). С середины 2000-х годов активизировалось строительство. В 2009 году введён в эксплуатацию Волгоградский мост, в 2011 году — вторая очередь скоростного трамвая (станции Профсоюзная, ТЮЗ, Ельшанка), в 2014 году путепровод в посёлке Гумрак, в 2015 году — транспортная развязка на Нижней Ельшанке (Тулака) — первые значительные объекты транспортной инфраструктуры за постсоветское время. Многие жители города — военнослужащие волгоградского военного гарнизона, приняли участие в постсоветских войнах на Северном Кавказе и в войне 2008 года в Грузии. Город подвергся ряду террористических актов.
В 2018 году Волгоград принял матчи Чемпионата мира по футболу, так же в городе построена фан-зона для футбольных болельщиков, в Волгоград приезжали такие известные музыкальные группы, как Arash и Kadebostany.
В связи с Геомагнитной бурей в 2024 году с 10 по 12-13 мая в Волгограде и области было замечено Полярное сияние и красные «пятна» с фиолетовым оттенком. Первая Геомагнитная буря и первое Полярное сияние в истории Волгограда.

## Физико-географическая характеристика

### Географическое описание

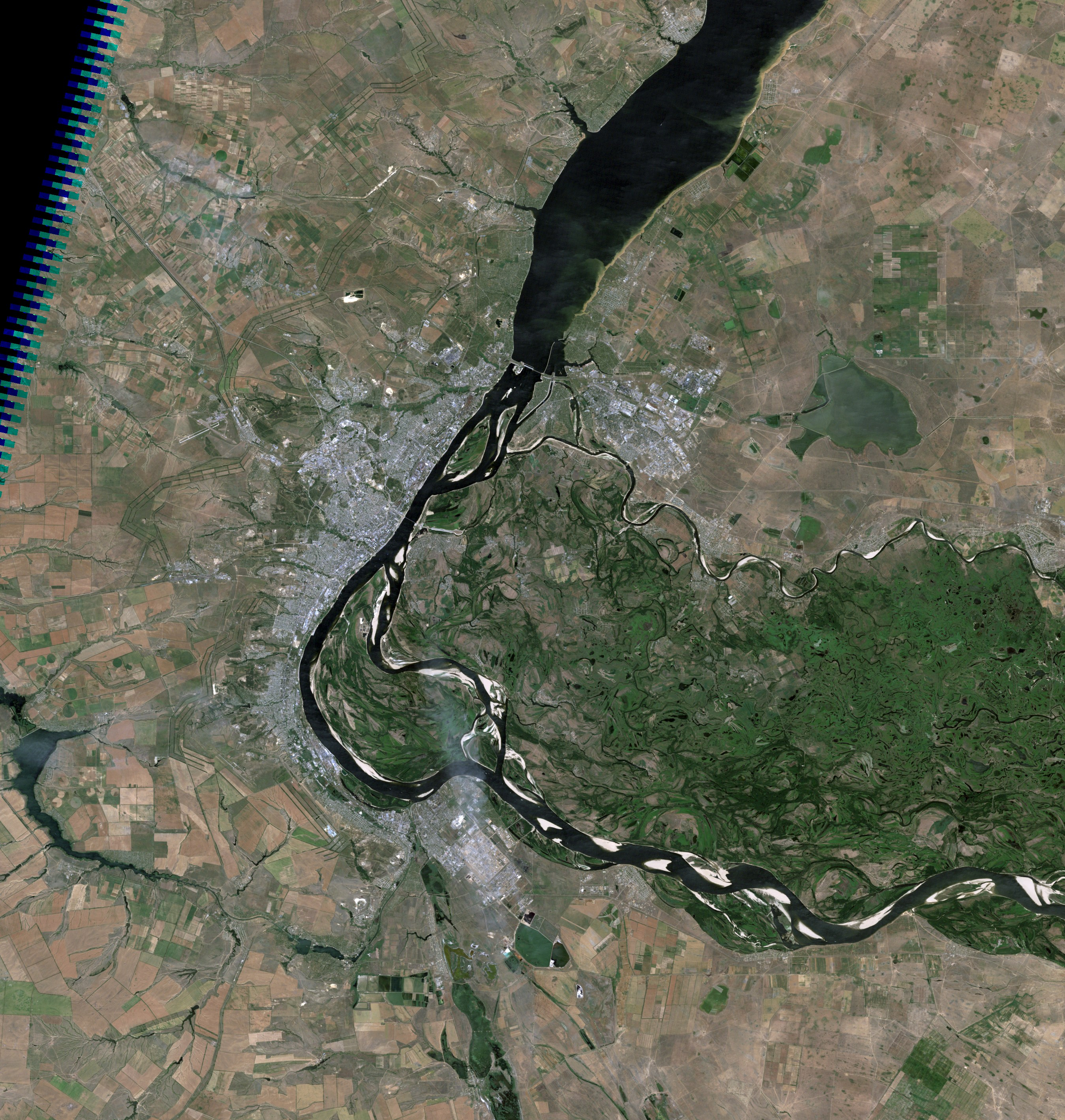
Волгоград и его окрестности, космический снимок LandSat-5, 21 июня 2010 года

Волгоград расположен в нижнем течении Волги на её правом (западном) берегу. В состав города также входят острова Голодный, Сарпинский и частично Спорный. Город растянулся по р. Волга на 65 км. и достигает в ширину 25 км. в районе Береславского и Варваровского водохранилищ.
В пределах Волгограда встречаются южная оконечность Приволжской возвышенности и северная оконечность Ергеней. В заканальной части Красноармейского района начинается Сарпинско-Даванская ложбина. Между Сарпинско-Даванской ложбиной и р. Волга начинается Волго-Сарпинская равнина. Волго-Сарпинская долина входит в Сарпинскую низменность, которая в свою очередь является частью Прикаспийской низменности. На юге Волгограда граница Прикаспийской низменность пересекает р. Волга и Волго-Ахтубинскую пойму и уходит на левую сторону реки.
Три волжских острова Волгограда (Голодный, Сарпинский, и Спорный) входят в Волго-Ахтубинскую пойму. Почвы Волго-Ахтубинской поймы в черте городского округа Волгоград разнообразны: на склонах террасы начиная с 55 метров над уровнем моря и ниже по отметкам высот, фации светло-каштановые чередуются с участками лугово-бурых и бурых пустынно-степных почв, прибрежная полоса Волги ниже первой её террасы и полуострова Сарептский на правом берегу и вся остальная часть в Заволжье лев-берегу представлены лугово- и лесо-луговыми- Бурыми пустынно степными, в сочетании со всевозможными интразональными почвами смольницами-черноземовидными, слитыми почвами темно- и красноцветными, пойменными и обеднёнными аллювиальными красноцветными, коричневатыми, темноцветными почвами в водоёмах прибрежной полосы имеются красноцветные темноцветные илы имеющие заметное плодородие.
Также на территории пойменной и другой части городского округа имеются и солонцы и солончаки и разные почвы пойм и балок от темноцветных, до красно-, жёлто-, коричнево- цветных почв. Самый северный край города — посёлок ГЭС начинается у берега Волгоградского водохранилища, образованного плотиной Волжской ГЭС, и имеет урез воды 15 метров выше уровня моря . Расположенный ниже плотины весь остальной город имеет урез 13 метров ниже уровня моря находится в Волго-Ахтубинской пойме.
Самая высокая точка города расположена в микрорайоне Жилгородок на северо-западе города на одном из куполообразных возвышений (многие возвышенности в Волгоградской области имеют куполообразную или платообразную форму иной раз вследствие многолетнего воздействия сил выветривания, связанного с солнечной радиацией, температурами воздуха от 25 градусов и выше, эолового выветривания, вследствие воздействия перепада температуры, частых переходов через 0 в холодное время года и под воздействием разнообразных видов осадков и песчаных бурь; биологическое И химическое выветривание менее актуально в силу засушливости климата) на межбалочном водоразделе в районе «Народной Ярмарки» на ЖБИ и в районе трамвайной остановки «51 Гвардейская Дивизия» и составляет более 160 метров над уровнем моря, а также в районе Гумрака есть высоты такой же формы около 150 метров над уровнем моря.
Прилегающая к Волге часть города — низменная, с высотой 0—40 метра над уровнем моря, на удалении 1—3 километра от Волги находится цепь пологих холмов с высотой 50—140 метров: Мамаев Курган (102 метра), Лысая гора и другие. В черте города в Волгу впадают малые степные реки Сухая Мечётка, Мокрая Мечётка, Царица, Ельшанка.
Волгоград, как и вся Волгоградская область находится в часовой зоне МСК (московское время). Смещение применяемого времени относительно UTC составляет +3:00.
В соответствии с применяемым временем и географической долготой средний солнечный полдень в Волгограде наступает в 12:02.

### Климат
Климат умеренно-континентальный, засушливый. Среднее количество осадков — 217 мм в год. Зима с частыми оттепелями, лето жаркое и долгое, во все времена года возможны резкие перепады температуры. В 1940 году были зафиксированы температурный минимум (−33 °C) и температурный максимум (+42,6 °C).
| Показатель                    | Янв. | Фев.  | Март  | Апр.  | Май  | Июнь | Июль | Авг. | Сен. | Окт.  | Нояб. | Дек.  | Год  |
| ----------------------------- | ---- | ----- | ----- | ----- | ---- | ---- | ---- | ---- | ---- | ----- | ----- | ----- | ---- |
| Абсолютный максимум, °C       | 12,3 | 15,8  | 20,5  | 29,9  | 37,2 | 39,4 | 41,8 | 42,6 | 37,8 | 31,0  | 21,0  | 12,3  | 42,6 |
| Средний суточный максимум, °C | −3,4 | −2,5  | 4,6   | 15,5  | 22,7 | 27,9 | 30,5 | 29,6 | 22,2 | 13,4  | 4,0   | −1,7  | 13,6 |
| Средняя температура, °C       | −6,3 | −6    | 0,2   | 9,5   | 16,5 | 21,6 | 24,1 | 23,0 | 16,0 | 8,5   | 0,6   | −4,5  | 8,6  |
| Средний суточный минимум, °C  | −9   | −9    | −3,3  | 4,2   | 10,5 | 15,4 | 17,8 | 16,5 | 10,5 | 4,3   | −2,3  | −7,1  | 4,0  |
| Абсолютный минимум, °C        | −33  | −32,5 | −25,8 | −12,8 | −3,3 | 2,0  | 7,4  | 4,5  | −1   | −12,2 | −25,8 | −27,8 | −33  |
| Среднее число дней с осадками | 23   | 19    | 15    | 13    | 12   | 12   | 11   | 8    | 10   | 13    | 18    | 23    | 178  |
| Норма осадков, мм             | 20   | 14    | 19    | 13    | 28   | 20   | 16   | 11   | 19   | 22    | 15    | 20    | 217  |
| Средняя влажность, %          | 88   | 86    | 81    | 64    | 57   | 56   | 53   | 51   | 61   | 73    | 86    | 89    | 70   |
| Средняя скорость ветра, м/с   | 5,7  | 5,8   | 5,8   | 5,4   | 4,8  | 4,3  | 4,1  | 4,1  | 4,6  | 4,9   | 5,2   | 5,5   | 5,0  |
| Источник:                     |      |       |       |       |      |      |      |      |      |       |       |       |      |

### Флора и фауна
Растительная зона Волгограда — обычная для Евразийской степи сухая дерновиннозлаковая степь, занимает только отдельную северо-западную часть города с северными уклонами местности к северу от аэропорта, остальная часть города расположена в полынно-дерновинно-злаковой опустыненной степи, в районах относившихся до застройки к Сарпино-Даванской ложбины были распространены и сейчас остались небольшие участки солонцоватых, солончаковатых зарослей в сочетании с злаково-полынными пустынными степями. Почвы неоднородные, преобладают светло-каштановые и бурые солонцеватые, встречаются участки темноцветных и цветных почв. Древесная растительность в черте города бедна, исключения — поймы степных малых рек и побережье Волги. Встречаются дубовые рощи, одичавшие сады брошенных дач. На склонах балок — степная травянистая растительность. Ергенинский источник минеральных вод, как ряд других редких природных зон, включены в список региональных памятников природы.
Фауна Волгограда в основном представлена беспозвоночными, птицами, грызунами. В «зелёных зонах» городской черты можно встретить змей, озёрных лягушек, зайцев-русаков, ежей, летучих мышей. Влияние города благоприятно сказывается на численности таких видов как домовый воробей, сизый голубь, грач, серая крыса, домовая мышь, обеспечивая их обильным кормом от жизнедеятельности человека, но отрицательно на остальных животных, уничтожая их среду обитания.

### Территориальная организация
Волгоград представляет собой линейный город, расположенный вдоль Волги шириной 5 км и длиной до 65—70 км. Однако для сохранения статуса города-миллионника к городу были присоединены 28 населённых пункта и остров Сарпинский. Это поменяло на бумаге естественную конфигурацию города включив в неё незаселённые территории, но город остался «линейным» в своей основе. С самого создания в 1589 г. сторожевой крепости и формирования с конца XVII в. уездного городка основной и единственной артерией для города являлась Волга. Значительная ширина реки, сложность её преодоления, сложность строительства мостов, затопление левого берега, отсутствие водотоков правого берега предопределило линейную, «прижатую» к реке планировку города. Дальнейший рост города осуществлялся в северном и южном направлении вдоль реки Волги. В советское время архитекторы продолжали линейное строительство города. После Сталинградской битвы город восстанавливается в своих довоенных границах, в город включаются приграничные населённые пункты, строятся заводы вдоль реки. В советское время жилые массивы ошибочно строились разделёнными от реки заводами, железной дорогой, линиями электропоездов, трамвайными путями и автодорогой. К середине 70-х годов рост территории города в северном и южном направлении исчерпывает себя, строится удалённый к западу от реки Дзержинский район. К 1975 году город принимает современный вид за исключением присоединения сельских территорий 2010 года.
В 1990-х годах происходит срастание городских районов за счёт ликвидации зелёных зон. Жилая застройка возле промышленных предприятий, оказавшихся при расширении города в центрах районов города, усугубляет экологические проблемы города. Город оказался в взаимосвязанных друг с другом экономических, транспортных, социокультурных и градостроительных проблемах, которые явились причиной депопуляции населения. После распада СССР были закрыты некоторые из основных предприятий и социальных заведений районов города. Советский принцип расселения жителей города по районам нахождения заводов привёл к транспортным проблемам, когда население районов закрытых заводов стало перемещаться на новые рабочие места в других районах города. Другие виды транспорта в жизни города не участвуют или слабо развиты. Город требует решения проблем транспортной инфраструктуры, ему требуются объездная дорога, дополнительные продольные трассы-дублёры, увеличение количества поперечных дорог, соединяющих продольные магистрали, выделенные полосы для движения общественного транспорта, модернизация схем движения общественного транспорта, развитие электротранспорта, развитие подземного скоростного трамвая, ограничение личного автотранспорта, возврат к равномерному распределению экономической активности в каждом районе города.

### Экология
Волгоград характеризуется средним экологическим состоянием. Основным загрязнителем атмосферы является автомобильный транспорт — 70 % выбросов. Среди объектов промышленности наибольшими выбросами характеризуются металлургия, химическая и топливная промышленность. Более половины выбросов приходится на Красноармейский район, наивысший индекс загрязнения в Краснооктябрьском районе. В целом по городу наблюдается повышенное содержание оксидов азота, формальдегида, фенола. Индекс загрязнения воды в Волге варьируется от 1,36 до 2,04[обновить данные]. Городские биологические очистные сооружения, через которые проходит основной объём сточных вод, располагаются на острове Голодный. Сточные воды, прошедшие очистку на этих сооружениях, не превышают предельно допустимое содержание соединений азота, взвешенных веществ, меди, цинка, фторидов, фосфатов.

## Административно-политическое устройство
Статус города областного значения у Волгограда закреплён в рамках административно-территориального устройства Волгоградской области согласно Уставу области и Закону области «Об административно-территориальном устройстве Волгоградской области» от 07 октября 1997 года № 139-ОД.
В рамках муниципального устройства Волгоградской области, с 2006 года образует городской округ город-герой Волгоград как единственный населённый пункт (с 2010 года) в его составе.

### Административное деление
| Район             | Площадь км² | Население, чел. |
| ----------------- | ----------- | --------------- |
| Тракторозаводский | 54          | ↘134 223        |
| Краснооктябрьский | 34,2        | ↗146 649        |
| Центральный       | 11,2        | ↗84 853         |
| Дзержинский       | 85,8        | ↗188 903        |
| Ворошиловский     | 27,8        | ↗79 637         |
| Советский         | 271,4       | ↗131 734        |
| Кировский         | 71,5        | ↘98 162         |
| Красноармейский   | 133.41      | ↗163 875        |

### История административного деления и статуса города
Царицын был основан как застава на Волжском торговом пути, и с 1589 до 1708 года административно подчинялся отвечающему за речную торговлю Казанскому приказу (в современных терминах совмещавшему полномочий губернии и министерств внутренних дел, иностранных дел, торговли для своего региона), который назначал воевод всем «понизовым городкам» (городам Нижнего Поволжья). В 1708 году Пётр I провёл территориальную реформу, отменив ставшие анахронизмом воеводства, и разделил Империю на губернии, уезды и волости (с 1797 года). Царицын относился к следующим губерниям: Казанской (1708—1719), Астраханской (1719—1773), Саратовское наместничество (1773—1796), Пензенской (1796—1797), Саратовской (1797—1919). Царицынский уезд смогли образовать только в 1780 году, ранее это не представлялось возможным, так как из-за набегов кочевников мирная жизнь могла быть только внутри крепостных стен. В 1919 году Царицын сам становится центром Царицынской губернии, которая в 1925 году вместе с губернским центром (Царицын в Сталинград) переименовывается Сталинградскую. В мае 1928 году губерния вошла в состав Нижне-Волжской области, которая уже в июне 1921 года преобразована в Нижневолжский край. В 1932 году Сталинград стал краевым центром Нижневолжского края, в этот период ему были административно подчинены Саратов, Астрахань, Элиста. В 1934 году Нижневолжский разделён на Сталинградский и Саратовский край, в 1936 Сталинградский край разделён на Сталинградскую область, Астраханский округ и Калмыцкую АССР. В 1961 году город переименован в Волгоград, область соответственно в Волгоградскую.
После переноса крепости Царицын с острова на берега Царицы и Волги (примерно 1605—1615), вся территория города около 200 лет располагалась внутри крепостной стены примерно на прямоугольнике современной территории: 1 — церковь Иоанна Предтечи, 2 — пересечение улицы Краснознаменской и проспекта Ленина, 3 — пересечение проспекта Ленина и Аллеи Героев, 4 — Центральная набережная. С начала XIX века начинается выход застройки за пределы крепости, к городу прибавляется Царицынский и Зацарицынский форштадты, к началу XX века город занимает территорию в прямоугольнике: с юга ограничен рекой Ельшанкой, с запада улицами Череповецкая-Маршала Рокоссовского (ныне Вторая продольная магистраль), с севера улицами Хиросимы — 7-й Гвардейской Бригады, (таким образом это территория современных Центрального и Ворошиловского районов). На месте остальной современной территории города существовали (по карте Стрельбицкого 1871 года): Ерзовская волость — сёла Рыно́к (примерно на развилке дороги на Волжский и посёлка ГЭС) у Сухой Мечётки, Мечетная и Портяновка (по месту сушки портянок бурлаками) между Сухой и Мокрой Мечёткой, Журавка на месте нижнего Тракторного посёлка. От Городища по Мокрой Мечётке до Волги на месте современных посёлков Вишнёвая Балка и Верхнезареченский расположилось 10 безымянных хуторов. К югу от Царицына Отрадинская волость включала в себя: Ельшанка, хутор Мечников (сейчас улица Никитина в Кировском районе), Бекетовка, Отрада, хутор Солёный (сейчас улица Солёная в Кировском районе). Сарепта и несколько прилегающих безымянных хуторов около Сарепты составляли Сарептинскую волость. За период 1900—1930-х годов на длину до 30 километров от центра вдоль Волги возникли рабочие посёлки при заводах, из которых выросли остальные районы города, поглотившие поселения прежнего Царицынского уезда. За послевоенное время городская застройка стала заполнять пустыри между посёлками, и на северной стороне города образовала сплошную полосу жилья и промзон, на юге же по-прежнему существуют значительные участки пустой степи между жилым и производственным сектором.
В 1890 году разросшийся Царицын впервые административно разделён на части под номерами 1 и 2 — прообраз будущих городских районов. Границей этих частей стала река Царица: нынешний Центральный район стал частью № 1 (неофициально бытовало название «Старый город»), а нынешний Ворошиловский район стал частью № 2 (неофициально «Зацарицынский форштадт»). В 1920 году произошло дополнительное деление по ещё одной границе — идущим параллельно Волге путям Грязе-Царицынской железной дороги (сейчас по этой же сохранившейся насыпи через вокзал Волгоград-1 идёт Приволжская железная дорога): часть № 1 осталась «Старым городом», но из неё выделилась часть № 3 — проходящая за полотном железной дороги от Волги, неофициально «Заполотновская». Частью № 2 остался и «Зацарицынский форштадт», но из неё выделилась часть № 4 — участок городской застройки с существующим уже более 150 лет неофициальным названием «Дар-гора». В 1920-х годах прилегающие сёла стали рабочими посёлками и получили новые «революционные» названия:
- 21 июля 1920 года Сарепта стала городом Красноармейском (будущий центр Красноармейского района);
- 19 сентября 1921 года посёлок завода «Урал-Волга» стал Советским посёлком, а в 1925 году Совпосёлком имени Рыкова (будущий центр Краснооктябрьского района);
- 17 ноября 1925 года село Отрада переименовано в посёлок имени Ермана;
- 7 января (по другим данным 30 марта) 1925 года посёлок Ельшанка переименован в посёлок имени Минина.
- С 1926 года началось возведение рабочего посёлка имени Дзержинского при строящемся Сталинградском тракторном заводе — будущий центр Тракторозаводского района.

Со второй половины 1920-х годов в СССР в связи с масштабной индустриализацией начинается экономическое районирование территориальных единиц — подстройка административного деления под промышленные предприятия, энергетические, транспортные и людские ресурсы. Взамен сельских уездов и городских частей вводится областные и городские районы. По этой реформе в черту города в 1931 году включили вышеперечисленные рабочие посёлки и разделили Сталинград на 5 районов (с севера на юг вдоль Волги): Дзержинский (местность современного Трактозаводского района), Рыковский район (современный Краснооктябрьский), Ермановский район (современный Центральный), Мининский (в 1933 переименован в Ворошиловский в честь Клима Ворошилова) и Красноармейск (Сарепта) стал Красноармейским районом. В 1935 году деление изменено на 4 района: Дзержинский, Ерманский (с 1948 Сталинский, с 1961 Центральный), Ворошиловский, Кировский.
По этому делению в Дзержинский район включён Рыковский, а из Ворошиловского и Красноармейского образован Кировский район, в честь Сергея Кирова. В 1936 году Дзержинский район разделён на Дзержинский, Краснооктябрьский, Баррикадный и Трактрозаводский районы. В 1944 Кировский район разделён на Кировский и вновь образованный Красноармейский. В 1953 Дзержинский район вошёл в Сталинский, а Баррикадный в Краснооктябрьский. В 1970 опять образован Дзержинский район, ему отошла территория Центрального района западнее новой городской доминанты — Второй продольной магистрали. В 1975 Советский район разделён на Советский и вновь образованный Ворошиловский. К концу 1930-х годов граница города приобрела современную форму, и за последующие годы изменилась незначительно, вошедшие позже в черту города рабочие посёлки не слились с городской застройкой и отделены полями и пустырями: Аэропорт, Гумрак, Водстрой −1959, Горьковский 1963, Солянский 1965, Горная поляна 1966, Майский, Горный, Водный — 2010 год. В 1975 году заканчивается изменение границ между городскими районами, но продолжилось присоединение территорий от прилегающих сельских районов: Городищенского, Дубовского, Калачевского районов.
Последнее изменение границ города произошло в 2010 году, когда все населённые пункты, входившие ранее в городской округ города Волгограда, административно были объединены с городом Волгоградом. 20 марта 2010 года Постановлением Волгоградской областной Думы 11 марта 2010 г. № 20/652 «О включении в состав города Волгограда населённых пунктов» в состав города были включены следующие населённые пункты:
- в Советский район: рабочий посёлок Горьковский, село Песчанка, посёлки Водный, Горный, Горная Поляна, Гули Королёвой, Майский;
- в Тракторозаводский район: рабочий посёлок Водстрой, посёлок Заречный;
- в Дзержинский район: рабочий посёлок Гумрак, хутора Каменный Буерак, Овражный;
- в Красноармейский район: рабочий посёлок Южный, посёлки имени XIX Партсъезда, Соляной;
- в Кировский район: хутора Бекетовский Перекат, Бобыли, Волгострой, Зайчики, Кожзавод, Крестовый, Лесной, Лещев, Павловский, Песчаная 1-я, Песчаная 2-я, Песчаная 3-я, Рыбовод.

### Органы власти
С начала основания Царицына в 1589 году и до 1710 года Царицын управлялся по воеводской форме управления, городскую власть представлял воевода. Как правило, они набирались из служилых людей. Царицынским воеводам нередко приходилось откладывать хозяйственные вопросы и вступать в бой при набегах кочевников Поволжья или при крестьянских войнах, некоторые из них погибли в этих конфликтах (Тургеньев 1670, Турченин 1708). Воевода назначался Разрядным приказом, утверждался Боярской Думой и подчинялся ведавшему волжской торговым путём Казанскому Приказу, командовал городским гарнизоном из стрельцов, пушкарей, казаков, отвечал за оборонительные сооружения, полицейские, налоговые, судебные функции. Среди экзотических сегодня функций воеводы как городского главы были забота о своевременном посещении церкви и правильным говением горожан в период православных постов. Роль современной мэрии исполняла Приказная изба, канцелярской работой которой заведовал так же утверждённый Москвою дьяк с подчинёнными подьячьими.
По Петровским губернским реформам в 1710 году Российская Империя была разделена на губернии, управлять городами стали коменданты, которые подчинялись губернаторам. Основная функция коменданта оставалось той же — командование воинским гарнизоном и оборонительными сооружениями, со второстепенными городскими хозяйственными задачами. В 1818 году Царицын исключён из числа крепостей и стал обычным мирным городом, а существующее армейское подразделение переведено из состояния повышенной боевой готовности крепостного батальона в инвалидную команду (то есть охранное подразделение в тылу), власть в городе разделена на гражданскую и военную ветви. Гражданскую ветвь власти с 1818 по 1917 год возглавлял Городской голова.
С 1934 года по 1991 год высшим исполнительным органом государственной власти Волгоградской области (Сталинградского края и Сталинградской области) являлся исполнительный комитет Волгоградского областного Совета народных депутатов. Центральным партийным органом, существовавшим в Волгоградской области (Сталинградском крае и Сталинградской области) с 1934 года по 1991 год являлся Волгоградский областной комитет КПСС. Благодаря своей отваге и организаторским способностям в историю страны вошёл первый секретарь Сталинградского обкома и горкома ВКП(б) в дни Сталинградской битвы, Алексей Семёнович Чуянов.
В 1992 году на выборах мэра победил Юрий Чехов, уже руководивший Волгоградом 2 года как председатель горисполкома. В дальнейшем, мэрами становились: Евгений Ищенко 2003—2006, Роман Гребенников 2006—2011. C 2011 года прямые выборы были отменены, руководители города стали назначаться: Сергей Соколов (и. о.) 2011—2012, Валерий Васильков (он и последующие главы — депутаты Волгоградской городской думы) 2012—2013, Александр Чунаков 2013, Ирина Гусева 2013—2014, Андрей Косолапов 2015—2018. В этот же период администрацию города возглавлял сити-менеджер, приоритетом ответственности которого являлись хозяйственные проблемы города, в отличие от главы Волгограда, приоритетом которого были представительские и политические функции. Осенью 2017 года в устав города вновь были внесены изменения, упразднившие отдельную должность главы администрации.
Органом местного самоуправления является Волгоградская городская Дума, состоящая из 48 депутатов, избираемых на 5 лет. Высшим должностным лицом в городе является глава Волгограда, назначаемый Волгоградской городской Думой.
Председатель Волгоградской городской Думы
- Колесников Владлен Владимирович (с 24 декабря 2019 года)

Главы Волгограда (глава администрации)
- Лихачёв Виталий Викторович.

## Символы города и официальные даты
С 1729 по 1854 год не имеющий собственного герба Царицын использовал эмблему расквартированного в городе Царицынского драгунского полка — 2 перекрещённых серебряных осетра на красном поле. В 1854 году город получил официальный герб: разделённый на две части французский щит, в верхней части которого помещён герб губернского Саратова (три стерляди на голубом поле), в нижней части на красном поле — две перекрещённые серебряные стерляди. Щит увенчан башенной короной о пяти зубцах, соответствующей статусу уездного города. После 1917 года этот герб не использовался. В 1965 году, после получения Волгоградом статуса город-герой, принят действующий по настоящее время герб: в верхнем красном поле Звезда Героя и зубцы крепостной стены, символизирующей крепость Сталинград, в нижнем голубом поле шестерня и сноп пшеницы, как символы развитого машиностроения и земледелия. Флаг Волгограда представляет собой полотнище красного цвета с изображением герба города. В качестве неофициальных символов города очень часто используются силуэты скульптур «Родина-мать», «Стоять насмерть» и «Скорбящая мать».

Герб Царицынского драгунского полка, герб Царицына (1729—1854 годы)
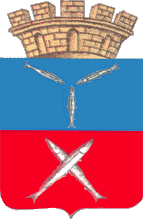
Герб Царицына (1854 — конец XIX века)
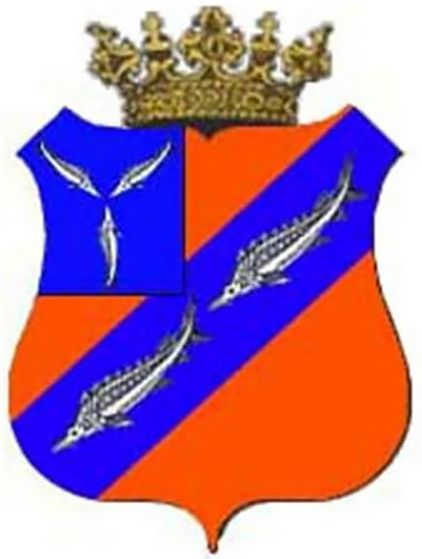
Герб Царицынского уезда (конец XIX века — 1918 год)
Герб Волгограда (с 1965 года)
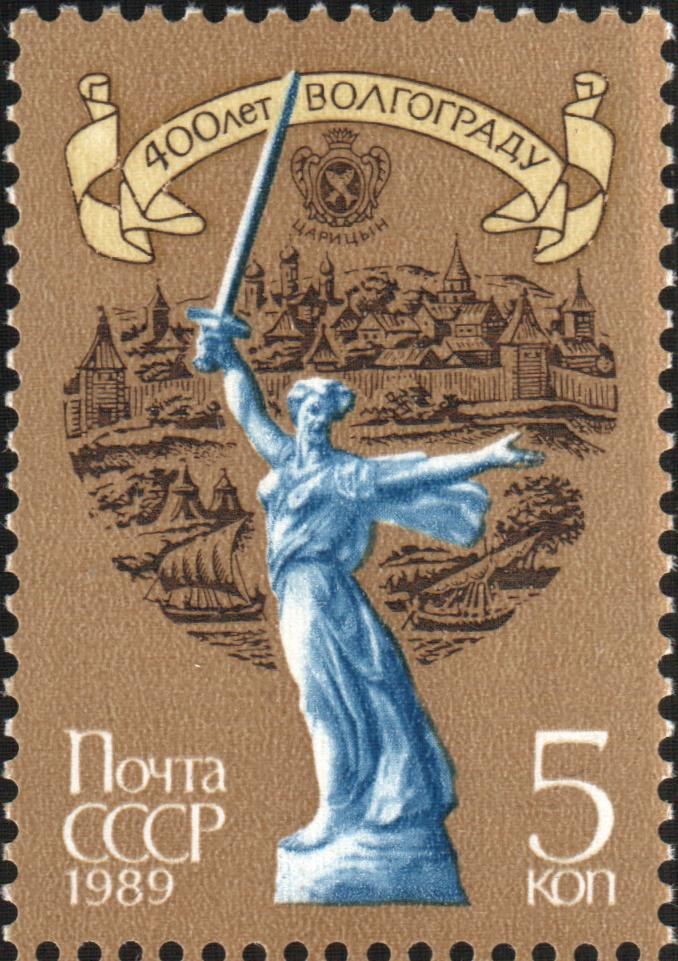
Родина-мать — символ Волгограда

Официальные даты
- День города отмечается в первое воскресенье сентября.
- 2 февраля — день капитуляции немецкой группировки в Сталинградской битве (в 1943 году)[125].
- 12 сентября — день памяти духовного покровителя города Александра Невского, по одной из версий отравленного в столице улуса Джучи Сарай-Берке (сейчас село Царев Волгоградской области)[126][127][128].

## Население
| 1786       | 1811       | 1840       | 1847       | 1856       | 1857       | 1860       | 1861       | 1863       | 1873       | 1877       | 1884       |
| ---------- | ---------- | ---------- | ---------- | ---------- | ---------- | ---------- | ---------- | ---------- | ---------- | ---------- | ---------- |
| 627        | ↗3800      | ↗4400      | ↗4805      | ↗7200      | ↘6478      | ↗7027      | ↘6700      | ↗8400      | ↗13 932    | ↗26 510    | ↗36 308    |
| 1897       | 1901       | 1903       | 1904       | 1905       | 1906       | 1907       | 1909       | 1914       | 1917       | 1920       | 1923       |
| ↗56 500    | ↗70 000    | ↗79 759    | ↘79 312    | ↗82 020    | ↗86 756    | ↗93 084    | ↗100 000   | ↗117 675   | ↗130 000   | ↘87 300    | ↗117 200   |
| 1925       | 1926       | 1927       | 1928       | 1929       | 1930       | 1931       | 1933       | 1937       | 1939       | 1941       | 1943       |
| ↗145 400   | ↗153 502   | ↗171 200   | ↗179 700   | ↗188 200   | ↗217 000   | ↗304 097   | ↗388 000   | ↗392 088   | ↗445 312   | ↗500 000   | ↘32 181    |
| 1944       | 1956       | 1959       | 1962       | 1967       | 1970       | 1973       | 1975       | 1976       | 1979       | 1982       | 1985       |
| ↗284 800   | ↗525 000   | ↗593 844   | ↗649 000   | ↗742 000   | ↗817 647   | ↗869 000   | ↗900 000   | →900 000   | ↗928 692   | ↗956 000   | ↗974 000   |
| 1986       | 1987       | 1989       | 1990       | 1991       | 1992       | 1993       | 1994       | 1995       | 1996       | 1997       | 1998       |
| ↗977 000   | ↗988 000   | ↗998 894   | ↘998 000   | ↗1 001 000 | ↘1 000 000 | ↘998 000   | ↘996 000   | ↗999 000   | →999 000   | ↗1 000 000 | ↘999 000   |
| 1999       | 2000       | 2001       | 2002       | 2003       | 2004       | 2005       | 2006       | 2007       | 2008       | 2009       | 2010       |
| ↘996 000   | ↘989 000   | ↘983 000   | ↗1 011 417 | ↘1 011 400 | ↘1 004 200 | ↘999 100   | ↘991 700   | ↘986 300   | ↘983 900   | ↘981 909   | ↗1 021 215 |
| 2011       | 2012       | 2013       | 2014       | 2015       | 2016       | 2017       | 2018       | 2019       | 2020       | 2021       | 2023       |
| ↘1 021 200 | ↘1 018 739 | ↗1 018 790 | ↘1 017 985 | ↘1 017 451 | ↘1 016 137 | ↘1 015 586 | ↘1 013 533 | ↘1 013 468 | ↘1 008 998 | ↗1 028 036 | ↘1 025 662 |
| 2024       | 2025       |            |            |            |            |            |            |            |            |            |            |
| ↘1 018 898 | ↘1 012 219 |            |            |            |            |            |            |            |            |            |            |

На 1 января 2025 года по численности населения город находился на 16-м месте из 1124 городов Российской Федерации.
До середины XIX века население Царицына измерялось несколькими тысячами человек. К 1913 году население уездного Царицына достигло 100 000 человек. До конца 1980-х годов население неуклонно росло, и в 1989 году Волгоград стал городом-миллионером. В 1995 и в 1998 году город дважды терял этот статус, а затем возвращал. В 1999 году, в результате депопуляции населения, город окончательно выбыл из этого статуса. В 2002 году, в результате расширения городской черты (включения в состав города ближайших рабочих посёлков), Волгоград вновь стал городом-миллионером, однако ещё раз потерял этот статус в 2004 году в результате продолжившегося сокращения численности населения. В 2010 году в городскую черту Волгограда включены все рабочие посёлки и сельские населённые пункты, которые входили в состав городского округа Волгограда, это уже в третий раз дало городу статус города-миллионера, также в 2013 году впервые за постсоветские годы отмечен незначительный прирост населения (51 человек), но в 2014 году вновь зафиксирована депопуляция и на 1 января 2015 года численность составила 1 017 424 человека, что ставит Волгоград на 15 место по списку численности городов России. Показатели рождаемости и смертности отрицательные, на 1000 человек в 2014 году родилось 11,0 а умерло 13,0. По демографическим показателям на 2014 год районы города различаются между собой, самая высокая рождаемость в Советском районе — 12,7, самая низкая в Центральном — 9,7. Самая высокая смертность в Краснооктябрьском и Красноармейском районах — 14,7, а самая низкая в Советском — 11,4.
Волгоград, Волжский, Городище, Краснослободск, находящиеся между собой в 1—2-часовой транспортной доступности неофициально образуют Волгоградскую агломерацию, население которой составляет не менее 1355 тыс. человек, что ставит её на 10 место по численности населения среди агломераций России.

### Национальный состав
Национальный состав Волгограда по переписи 2010 года: русские — 922 321 (92,3 %); армяне — 15 200 (1,5 %); украинцы — 12 216 (1,2 %); татары — 9760 (1 %); азербайджанцы — 6679 (0,7 %); казахи — 3831 (0,4 %); белорусы — 2639 (0,3 %); корейцы — 2389 (0,2 %), остальные национальности менее 2000 человек, также 21 430 не указавших национальность.
По итогам переписи населения 2020 года проживали следующие национальности (национальности менее 0,1 % и другое см. в сноске к строке «Другие»):
| Национальность | Численность, чел. | Доля     |
| -------------- | ----------------- | -------- |
| Русские        | 811 228           | 78,91 %  |
| Армяне         | 7866              | 0,77 %   |
| Татары         | 4463              | 0,43 %   |
| Азербайджанцы  | 3356              | 0,33 %   |
| Украинцы       | 2462              | 0,24 %   |
| Казахи         | 2207              | 0,21 %   |
| Другие         | 196 454           | 19,11 %  |
| Итого          | 1 028 036         | 100,00 % |

### Языковой состав
Родной язык населения по данным переписи 1897 года:
| Язык        | Численность, чел. | Доля     |
| ----------- | ----------------- | -------- |
| Русский     | 49 284            | 89,31 %  |
| Татарский   | 1 671             | 3,03 %   |
| Немецкий    | 1 299             | 2,35 %   |
| Украинский  | 1 141             | 2,07 %   |
| Еврейский   | 705               | 1,28 %   |
| Белорусский | 589               | 1,07 %   |
| Калмыцкий   | 140               | 0,25 %   |
| Польский    | 119               | 0,21 %   |
| Другие      | 238               | 0,43 %   |
| Итого       | 55 186            | 100,00 % |

по данным переписи 2010 года :
| Язык      | Численность, чел. | Доля     |
| --------- | ----------------- | -------- |
| Русский   | 2414814           | 94,3 %   |
| Казахский | 30425             | 1,2 %    |
| Армянский | 20626             | 0,8 %    |
| Другие    | 94 810            | 3,7 %    |
| Итого     | 2560675           | 100,00 % |

## Экономика

### Промышленность
После распада СССР промышленный потенциал Волгограда используется частично и уже понёс значительные потери. Предприятия в зависимости от отрасли и эффективности руководства по-разному пережили переход к новому экономическому укладу. Энергетический комплекс (Волжская ГЭС, ГРЭС, ТЭЦ-2, ТЭЦ-3) не снизил производство электроэнергии и тепла, предприятия проводят модернизацию и чувствуют себя уверенно. В транспорте произошёл переход промышленных перевозок от речного транспорта к автомобильному, значение речного пути Волга-Дон упало, поэтому строительство канала Волгодон-2 было заморожено, а трафик канала Волгодон значительно упал с в 1990—2010 годы, однако сейчас вновь подходит к рекордным значениям. Оборонные предприятия Баррикады и Южное производство ВГТЗ (Судоверфь) после кризиса 1990-х годов получают государственные заказы на производство вооружений и проводят модернизацию. Перерабатывающая сырьё промышленность (Красный Октябрь, Алюминиевый завод) и производящие оборудование для добычи сырья предприятия (Волгограднефтемаш, Завод буровой техники, Завод имени Петрова) находится в сильной зависимости от мировой конъюнктуры и при каждом общероссийском спаде снижают или останавливают производство. Примером неудачной судьбы тяжёлого машиностроения может служить судьба ВГТЗ. Прежде давший название Тракторозаводскому району завод был одним из крупнейших производителем гусеничных тракторов, производителем ДТ-75 — самого массового в СССР (более 2 миллионов тракторов). Однако гражданской промышленности нужны прежде всего колёсные трактора, а завод не смог предоставить конкурентоспособную продукцию и сейчас находится в состоянии банкротства. Примером удачной судьбы может служить корпорация ВОЛМА, которая в кризис 1998 года купила разорившийся Волгоградский гипсовый завод, на его базе наладила эффективное производство строительных смесей и гипсокартона, и стала одним из лидеров этого рынка в России. Туристический потенциал города используется слабо, несмотря на имеющиеся «туристические магниты» — памятники Сталинградской битвы, Сарепта, отдых и рыбалка в Волго-Ахтубинской пойме, путь на Эльтон. Представлялся шанс на привлечение туристов в связи с проведением чемпионата мира по футболу в 2018 году, под который в городе строятся гостиницы и стадион Победа.
Прекратили своё существование Завод тракторных деталей и нормалей, Завод транспортного машиностроения, Моторостроительный завод, Химпром, Судостроительный завод, завод медицинского оборудования — ВЗМО.
Город находится в очень сложном экономическом положении — он самый бедный из городов России с миллионным населением. Также Волгограду принадлежит ещё несколько антирекордов среди городов его размера: самые низкие зарплаты (19 тысяч рублей на 2013 год), самая изношенная инфраструктура, самое маленькое число предприятий малого бизнеса на 1000 населения (29,6 в 2012 году) и при этом самые высокие зарплаты чиновников среди регионов ЮФО — в среднем 54 000 рублей.
| Отрасли                                 | Крупнейшие предприятия города |
| --------------------------------------- | --- |
| Машиностроение и оборонное производство | Баррикады \| Тракторный завод \| Волгограднефтемаш \| Завод буровой техники \| Северсталь-Метиз \| Завод весоизмерительной техники \| Завод имени Петрова |
| Металлургия                             | Красный Октябрь \| Алюминиевый завод |
| Транспорт                               | Волгоградское отделение Приволжской железной дороги \| Волго-Донской канал \| Волгоградский аэропорт \| Метроэлектротранс |
| Строительная промышленность             | ЖБИ-1 \| ВОЛМА |
| Химическая промышленность               | Каустик \| Завод технического углерода \| Лукойл-Волгограднефтепереработка |
| Энергетика                              | Волжская ГЭС \| ГРЭС \| ТЭЦ-1 \| ТЭЦ-2 \| ТЭЦ-3 |
| Конструкторское бюро                    | Тяжпромэлектропроект \| Титан |
| Пищевая промышленность                  | Сады Придонья \| Конфил \| Горчичный завод «Сарепта» \| Пивовар \| Волгомясомолторг \| Сарепта-ПомидорПром \| Сарептская мельница \| Хлебозавод № 5 \| Красноармейский хлеб \| МегаМикс \| Макарна \| Здоровье \| Молочный комбинат Волгоградский \| Волгоградский горчичный завод РОДОС \| Русский хлеб \| Волгоградоблпродукт \| Волгоградский экспериментальный завод напитков |
| Местные торговые сети                   | МАН \| Радеж \| Покупочка |

Почтовые марки и фалеристика, посвящённые промышленности города:

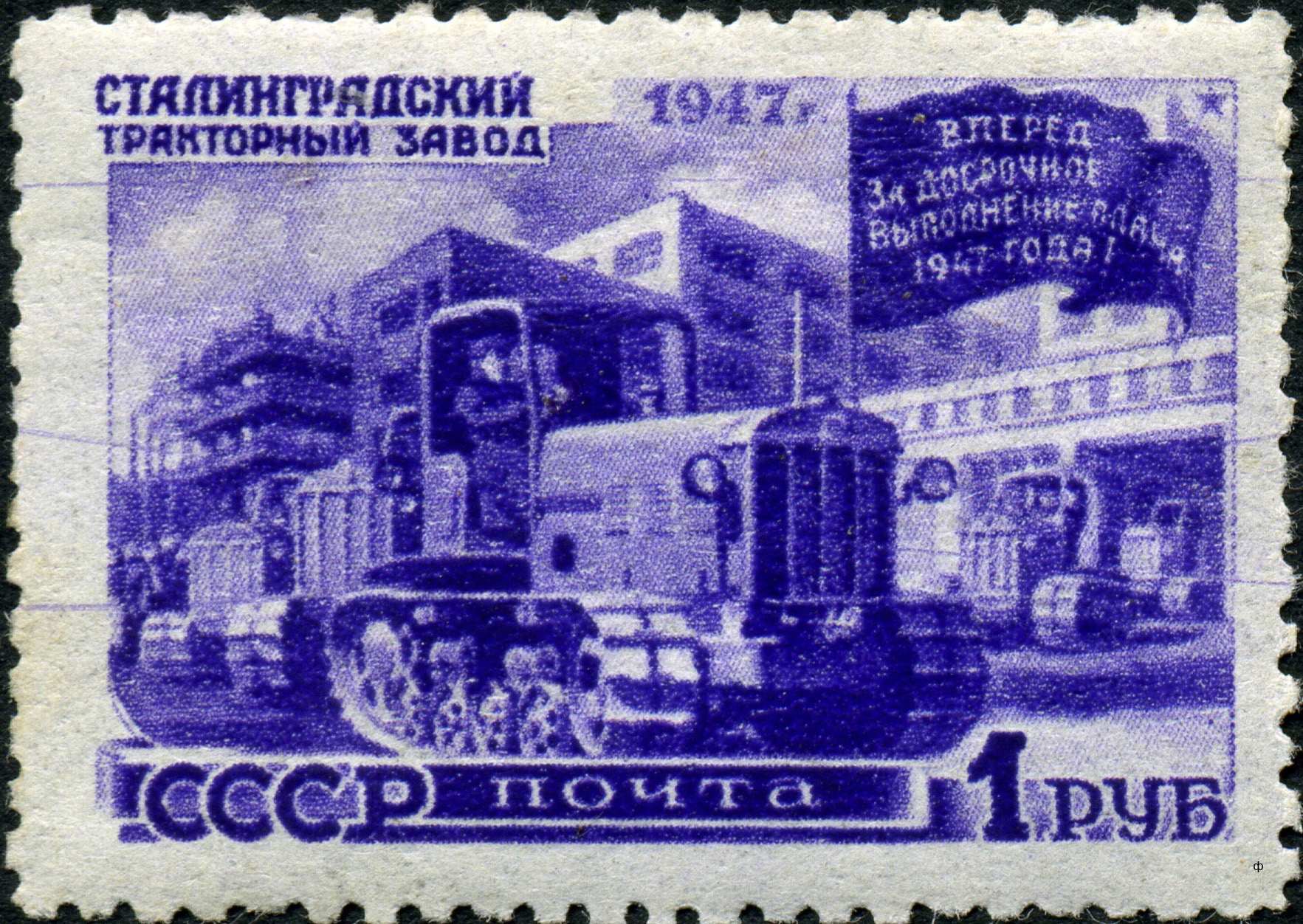
Тракторный завод 1947
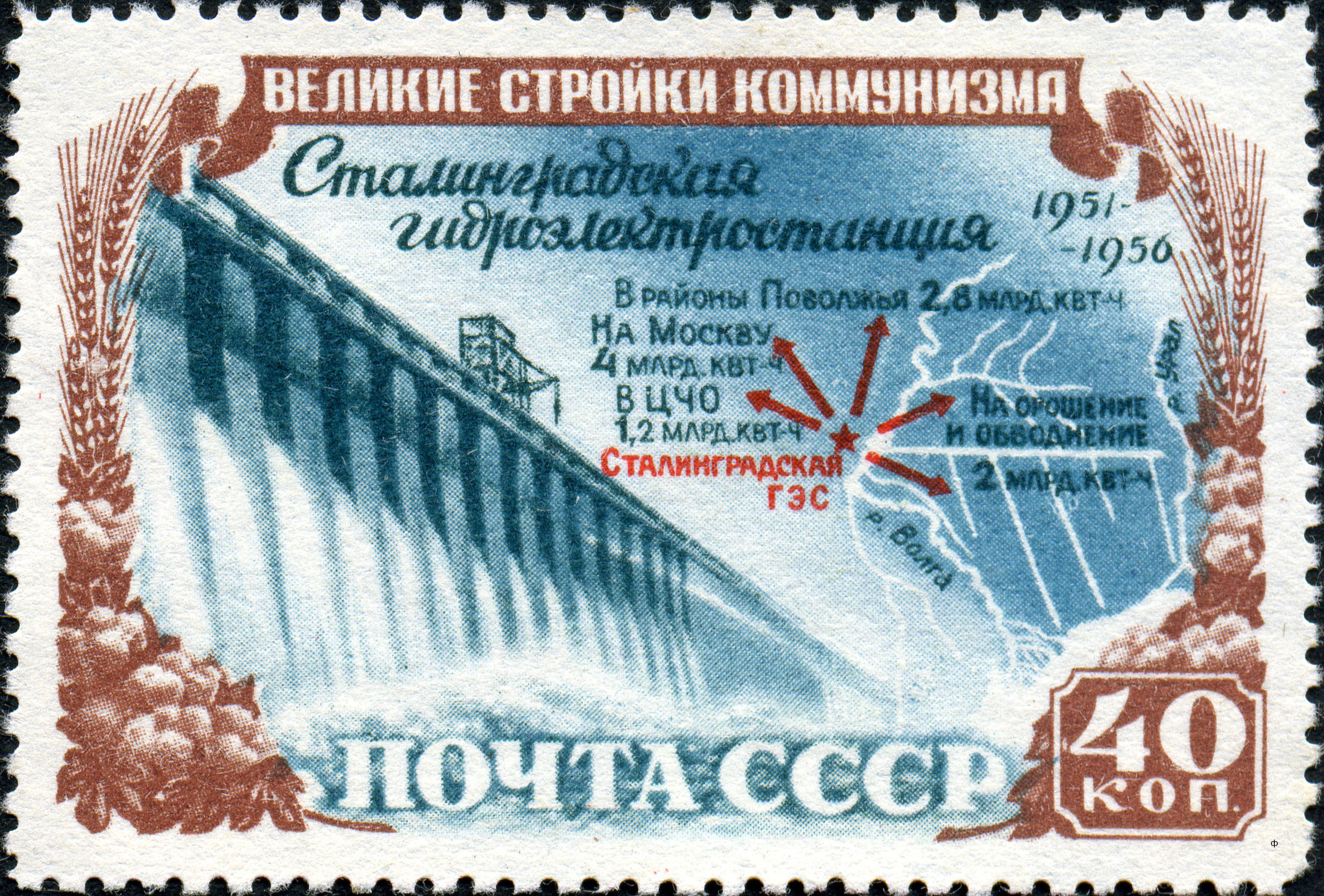
Волжская ГЭС 1951
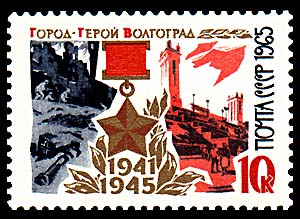
Почтовая марка, 1965 год
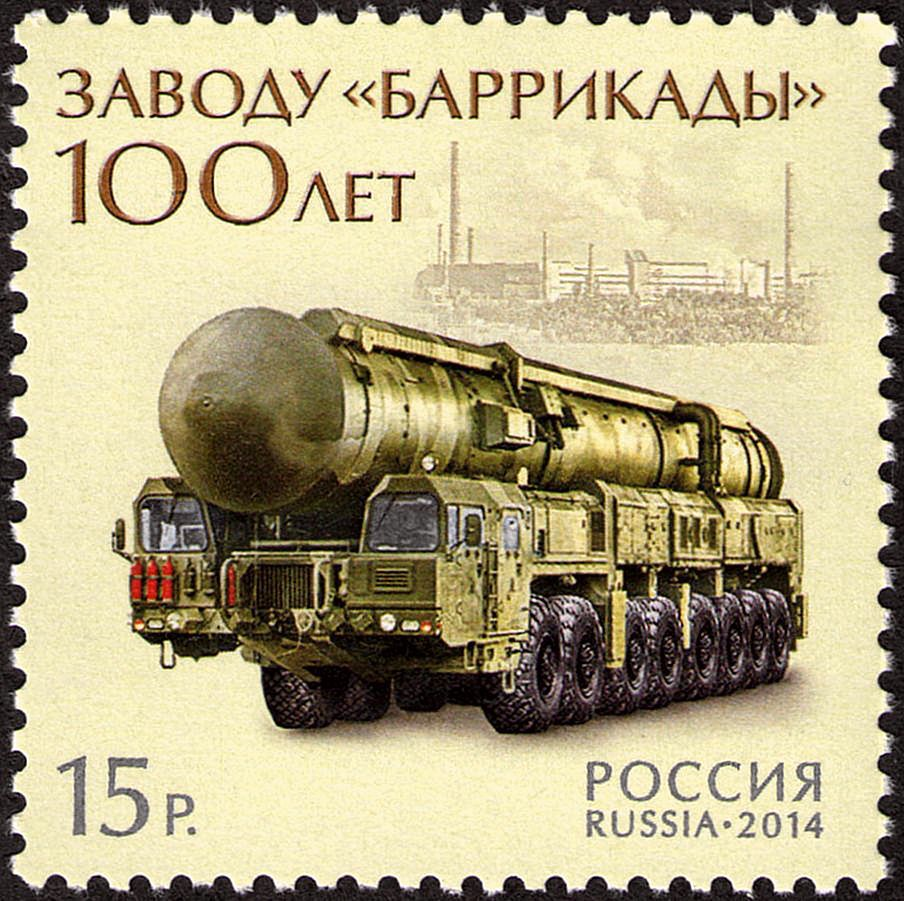
Баррикады 2014

### Транспорт

#### Междугородный
Волгоград можно представить в центре 6-конечной звезды отходящих федеральных и региональных дорог. Город пересекает трасса Р22 (Москва-Астрахань), начинаются трассы: Р228 (на Сызрань), Р22 "Подъезд к Элисте" (на Элисту), Р260 (на Луганск), Р226 (через Волжский на Самару), 18К-1 (на Тихорецк через Котельниково и Сальск), 18Р-1 (через Волжский на Астрахань). Объездная дорога для транзитного транспорта есть только частично в северной части города (3-я продольная), что вынуждает далее съехать на Вторую Продольную, идущую по городской застройке. Волгу можно переехать по плотине ГЭС в Волжский или по Волгоградскому мосту в Краснослободск. С центрального автовокзала организованы регулярные автобусные маршруты по России, а также в республики Закавказья и Средней Азии.
Железнодорожные пассажирские ворота города — вокзал Волгоград-1, для грузоперевозок (ранее и пригородных) используется также вокзал Волгоград-2. Оба вокзала относятся к Волгоградскому отделению Приволжской железной дороги. С этих вокзалов идут 4 направления: московское (у Иловли разветвляется на московское и саратовское направление), астраханское, краснодарское, ростовское. Воздушными воротами города является международный аэропорт Сталинград, расположенный в посёлке Гумрак в 10 километрах от Волгограда.
В южной части города начинается Волго-Донской канал — звено единой глубоководной системы, через которую город по воде связан с Каспийским, Чёрным, Балтийским и Белым морем, Москвой и Санкт-Петербургом. Пассажирские и туристические рейсы Волгоград принимает на Центральной набережной, у причала Речного Вокзала, грузовые — в речном порту Татьянка.

#### Городской

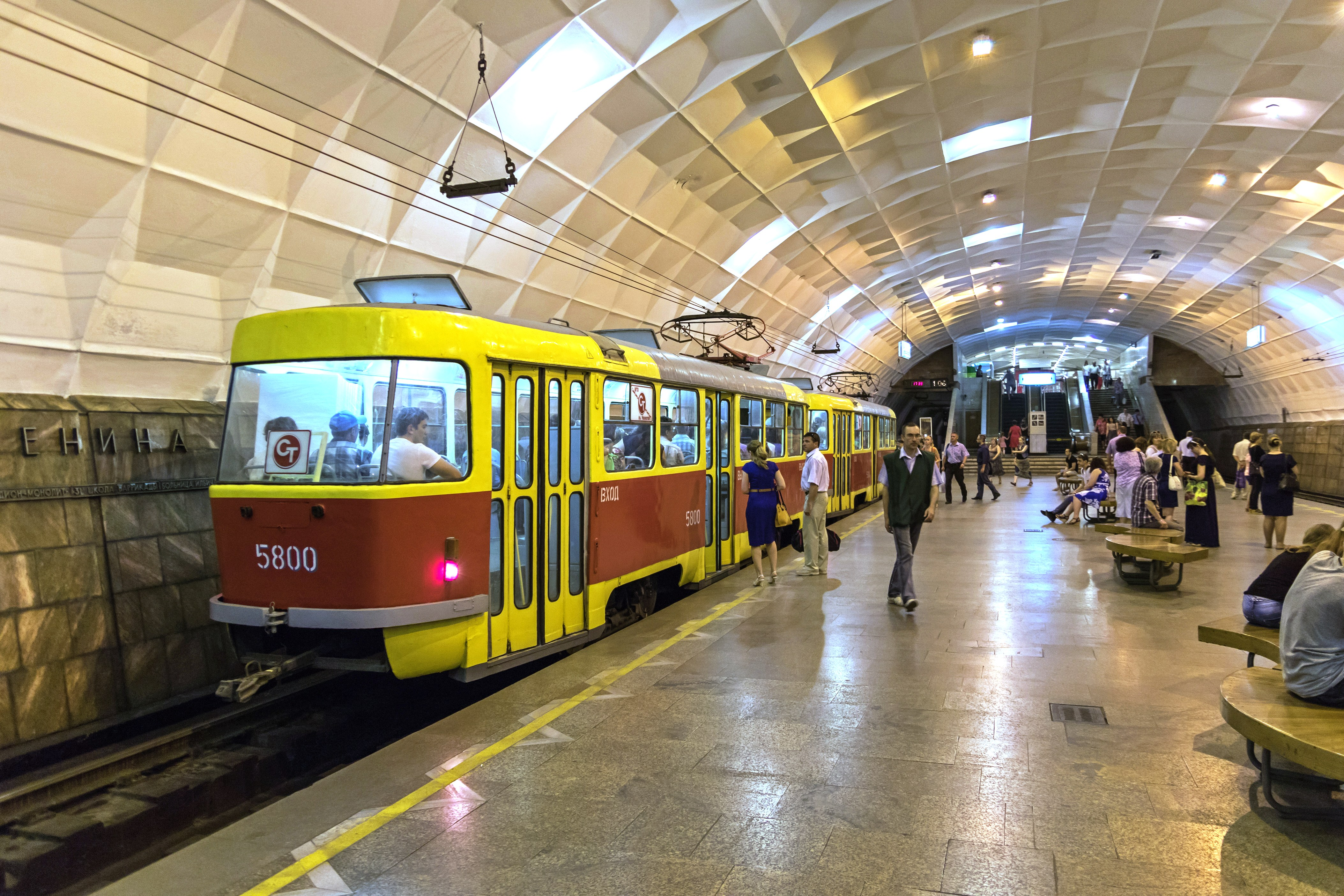
Подземная станция скоростного трамвая — «Площадь Ленина»

Специфика автодорожной сети Волгограда происходит из его необычной формы: полоса застройки шириной от одного до пяти и длиной около шестидесяти километров, в которой несколько раз чередуется многоэтажная комплексная застройка, частный сектор, промышленные зоны, участки незастроенной степи. Так сложилось исторически, город прирастал вдоль Волги промышленными предприятиями и посёлками со всей необходимой инфраструктурой. По длине Волгоград пересекают три основные продольные транспортные магистрали: 1-я, 2-я и 3-я Продольные. «Продольные» — это обиходное название, отражающее реальную ситуацию; административно это цепь разных улиц:
- 1-я Продольная (с севера на юг: улица имени Николая Отрады + Проспект Ленина + Рабоче-Крестьянская + имени Льва Толстого + Электролесовская) — ближняя к Волге (1-3 километра); пересекает центр, именно вдоль неё расположены почти все достопримечательности города;
- 2-я Продольная (с севера на юг: Ополченская + Ерёменко + Лермонтова + Рокоссовского + Череповецкая + проспект Университетский + 64-й Армии + Колосовая + Лимоновая + Рославльская + Песчаная + Лазоревая + проспект Героев Сталинграда + 40 лет ВЛКСМ) — наиболее протяжённая и загруженная;
- объездная 3-я Продольная позволяет объехать только северную и центральную части города; чтобы попасть на юг города, надо выехать на 2-ю Продольную. Ситуация с объездными дорогами тяжёлая, с ростом количества автотранспорта стало легче попасть в соседние районные центры области, чем на другой конец города. Фактически город разорван на слабо связанные между собой север и юг.

За советский период волгоградское автобусное сообщение сложилось в типичную для областных центров СССР схему. Из отдельных микрорайонов и посёлков автобусные маршруты приходили в ядро своего района, откуда другие маршруты по самым оживлённым улицам шли в центр города к автомобильному и железнодорожному вокзалам. Парк городских автобусов был также типично советским: ПАЗ-672 и ПАЗ-32053 у ведомственных предприятий, ЛиАЗ-677 и ЛАЗ-695 на внутригородских рейсах, к районным центрам ходили Икарусы. За постсоветское время частично изменилась схема внутригородского сообщения: ведомственные автобусы почти исчезли при смене форм собственности предприятий с государственной на частную, все городские ПАТП (пассажирское автотранспортное предприятие) сведены в единого оператора ГУП ВО «Волгоградавтотранс», почти весь прежний парк внутригородских автобусов сменён на новые модели Волжанин-5270, ЛиАЗ-5256, ЛиАЗ-5293, ПАЗ-3204, ПАЗ-3237, парк междугородных автобусов сменился на более комфортабельный. В конце 2016 года в город пришло дочернее предприятие компании «Питеравто» — ООО «Волгоградский автобусный парк» (ВАП). Оно использует на своих маршрутах автобусы ЛиАЗ 5292.67 и ПАЗ-3203. Как и в большинстве городов России конкуренцию автобусам составляют маршрутные такси на моделях семейства Газель в большинстве случаев. Междугородное автобусное сообщение осуществляется с двух автовокзалов — основной «Центральный» в Центральном районе и обслуживающий южные областные направления автовокзал «Южный». В связи с подготовкой к чемпионату по футболу 2018 года проводились мероприятия по переносу Центрального автовокзала на прилегающую к аэропорту Гумрак территорию с целью строительства нового современного здания и ухода из перегруженного автотранспортом Центрального района Волгограда. Идея переноса автовокзала вызывает нарекания; в 2017 году на общественных слушаниях был одобрен перенос автовокзала, но не к аэропорту, а гораздо ближе.
Царицын стал первым уездным городом России, построившим себе трамвай. В 1913 году была проложена существующая линия, которая положила начало волгоградскому трамваю. Сейчас трамвайная система состоит из трёх не связанных между собой линий, одна из которых — скоростной трамвай, включающий в себя 6 подземных станций, построенных по стандартам метрополитена, и 15 наземных станций. По трамвайным маршрутам города ходят трамваи Татра-Т3, которые являются основой трамвайного парка. За постсоветское время оператором городского волгоградского общественного электротранспорта МУП Метроэлектротранс парк трамваев незначительно обновлён моделями ЛВС-2009 (10 штук), КТМ-23.03 (20 штук), и модифицированными моделями Tatra T3 МТТА-2. Общая протяжённость трамвайной сети составляет 137,1 километр и 13 маршрутов.
Новогодним подарком горожанам стало открытие 31 декабря 1960 года первой линии Волгоградского троллейбуса по маршруту «Железнодорожный вокзал Волгоград-1 — Нижний посёлок ВГТЗ». За прошедшие полвека троллейбусные маршруты проложены во все без исключения районы города. Основой парка являются модели ЗиУ-9, Тролза-5275.03 «Оптима» и БКМ-32100D. Общая протяжённость троллейбусной сети составляет 159 километров и 14 маршрутов.
В 1959 году пущен первый маршрут городской электрички. На 2015 год Волгоградская городская электричка состоит из 5 линий и 11 маршрутов (из них 7 областных), кроме Волгограда обслуживая Волжский, Котельниково, Суровикино. Электричка — единственный вид пассажирского электротранспорта, маршруты которого проложены по всей протяжённости города — от станции «Южная» до северной станции «Спартановка» и дальше, в город-спутник Волжский. Центром сети является железнодорожный вокзал Волгоград-1.
В 2023 году в Волгограде появился электробус. всего в городе эксплуатируется 21 электробус.

## Образование и наука
Первые упоминания об организации начального образования в Царицыне относятся к 1808 году, городским магистратом заключён договор с отставным сержантом Иваном Власовым об образовании детей «сколько оных набратца может. 1-е — читать, 2-е — писать прописи и цифирный щит, 3-е — арифметика в четырёх частях». Также при церквях Царицына возникают церковно-приходские школы. Но это было лишь обучение писать, считать и основам православия. Начало системного образования начато с 1880-х годов, когда основаны более десятка учебных заведений. На это выделялись средства из городского бюджета, значительную часть заняла помощь царицынских предпринимателей. В 1911 году в Царицыне имелось 14 мужских, 9 женских и 2 смешанных школы. Под школой подразумевались все учебные заведения, но в то время они делились на гимназии (более престижное классическое образование с углублённым изучением латыни, древнегреческого и иностранных языков) и протогимназии (с 1871 года реальные училища — менее престижное прикладное образование). Дошло до наших дней в перестроенном виде здание первой царицынской гимназии — Алексадровской 1875 года, сейчас южное крыло здания областной администрации по адресу проспект Ленина 9, и здание первого реального училища 1881 года — северное крыло этого же здания. Все четыре здания женских гимназий дошли до нашего времени: № 1 министерская (то есть государственная, в XIX веке существовало такое деление школ) Мариинская, основана в 1877 году — сейчас Управление областной статистики по улице Чуйкова 7, № 2 министерская, основана в 1908 году — сейчас 83-я средняя школа по проспекту Ленина 21, № 3 частная госпожи Стеценко — сейчас музыкальная школа № 1 по улице Пушкина, 13, № 4 министерская женская гимназия — сейчас Казачий театр по улице Академической, 3 Сохранилось здание церковно-приходской школы Вознесенской церкви, открытой в 1887 году — сейчас дом по улице Циолковского 15А

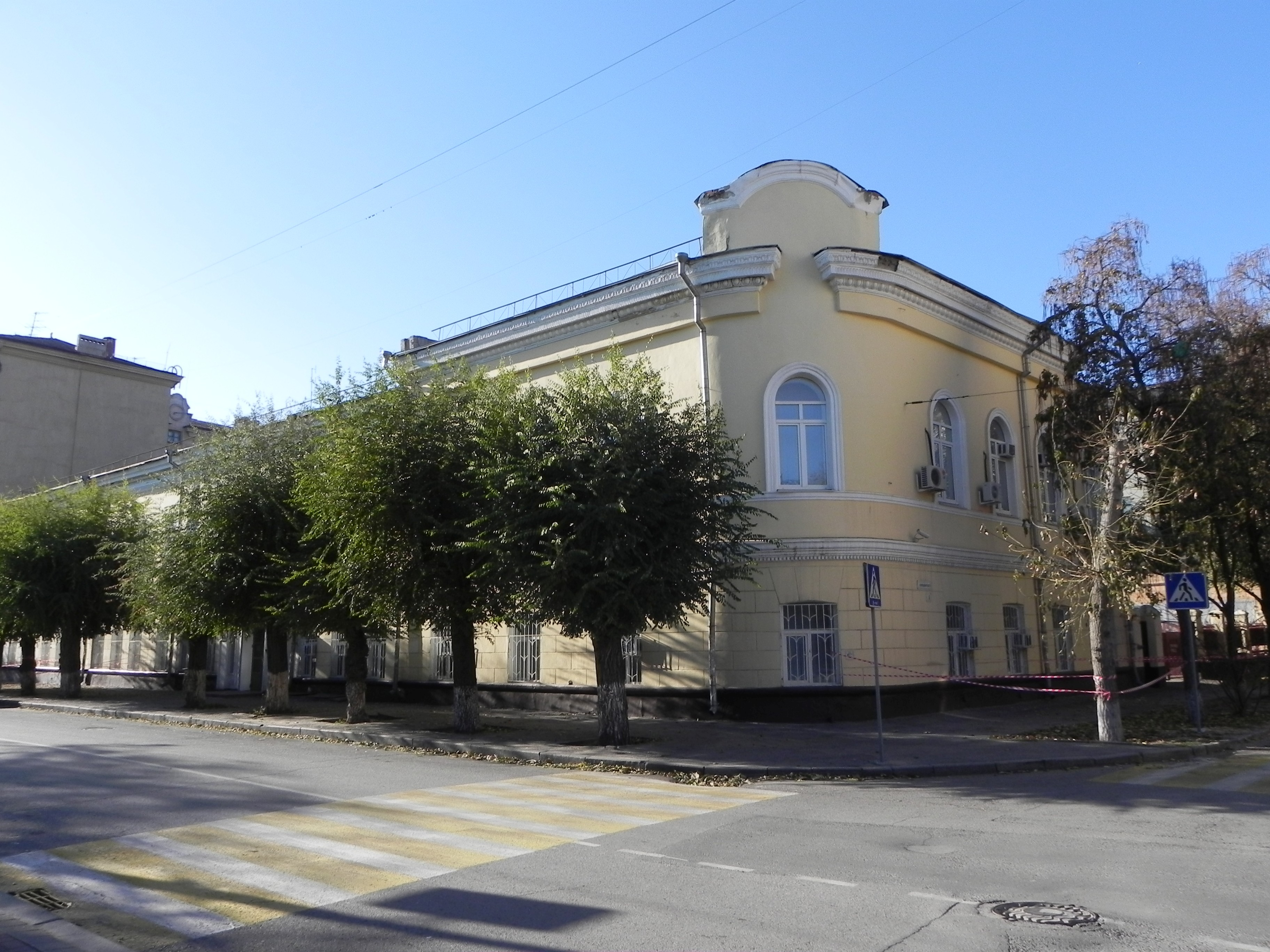
Мариинская 1-я женская гимназия, сейчас Областное отделение статистики
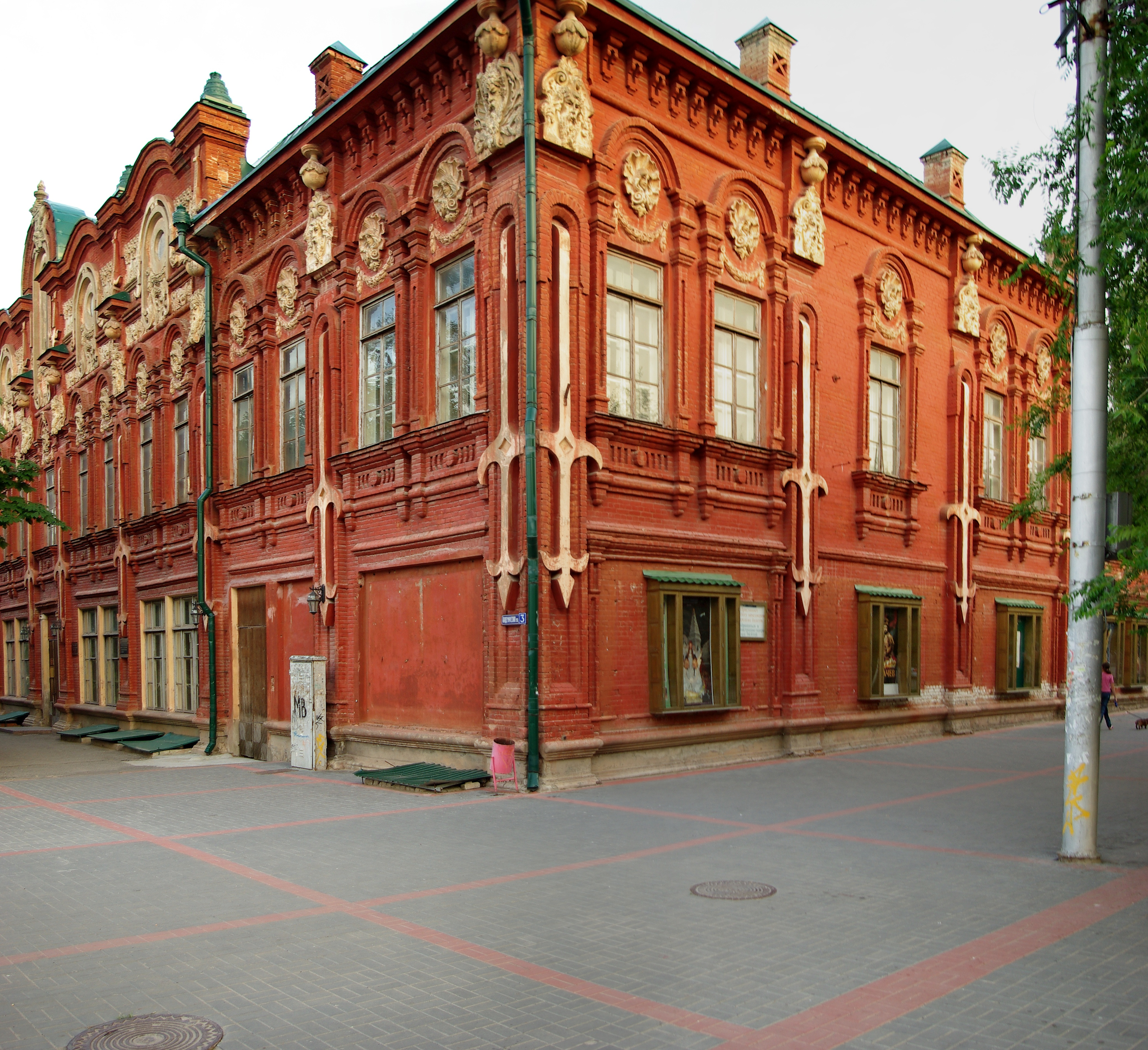
4 женская гимназия, сейчас Казачий театр
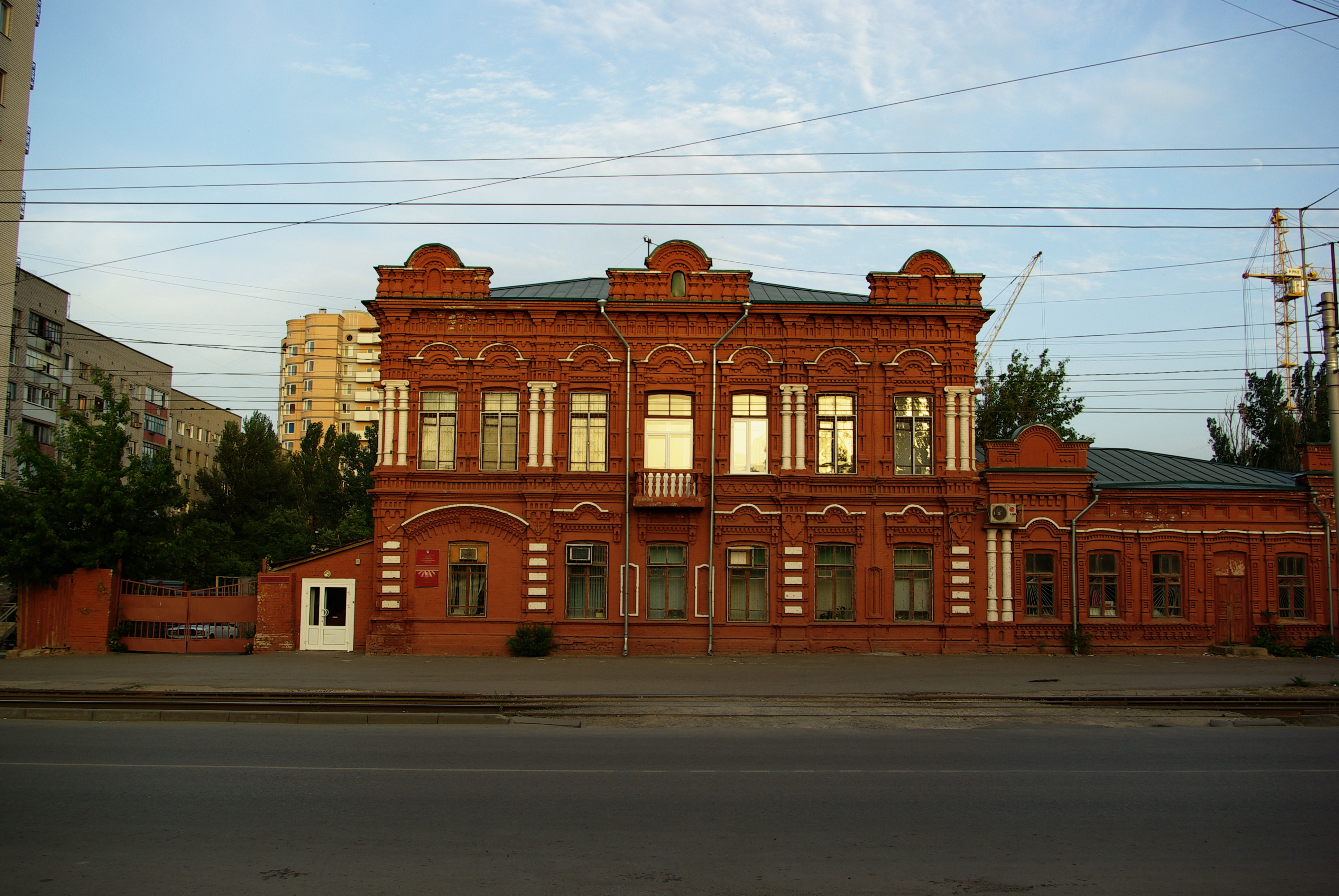
Церковно-приходская школа Вознесенской церкви, сейчас офисное помещение
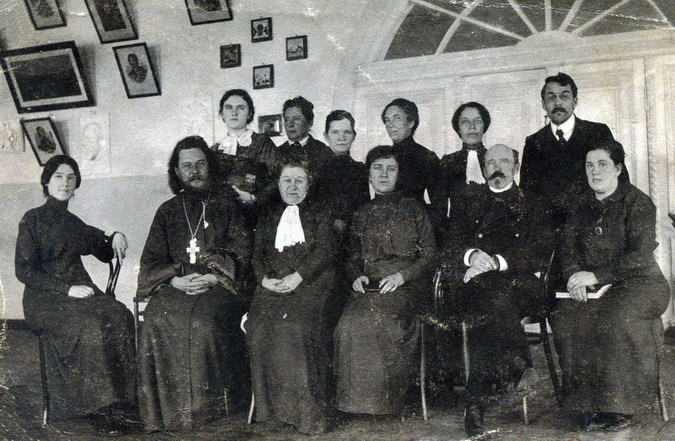
Преподавательский состав Мариинской женской гимназии
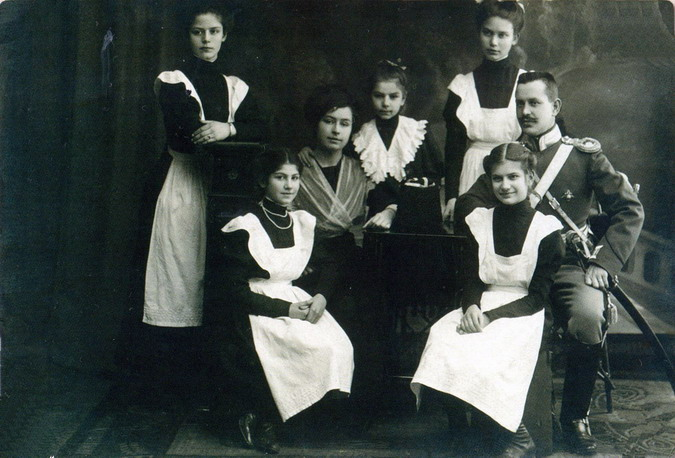
Ученицы Мариинской гимназии

После революции и Гражданской войны все школы переведены на советские стандарты образования, введено всеобщее школьное бесплатное образование, количество школ увеличилось многократно. В 1930-е годы заложен фундамент высшего образования, выпускниками которого развиты важнейшие сферы деятельности города по настоящее время: Индустриально-педагогический институт 1931, Строительный институт 1931 (расформирован по другим ВУЗам в 1933 году, снова создан в 1963 году), Тракторный институт 1930, Медицинский институт 1935. До нашего времени сохранилось довоенное здание Тракторного университета по адресу ул. Дегтярёва, 2, оно принадлежит университету и в нём работают кафедры вечернего и заочного обучения. Для остальных высших учебных заведений после Сталинградской битвы построены монументальные здания в Центральном районе. Ещё в военный 1944 год открыт Сельскохозяйственный институт (в городе Урюпинск Сталинградской области, с 1948 года в Сталинграде), 1957 год — музыкальное училище (переоткрыто из Царицынского музыкального училища, ведущего историю с 1917 года), 1960 год — институт физической культуры, в 1967 — Высшая следственная школа МВД, в 1980 году открыт Волгоградский государственный университет. В 1929 году начала обучение военных лётчиков Сталинградская авиашкола, в 1942 году в связи с приближением линии фронта эвакуирована в Кустанай. В 1946 году школа в разрушенный Сталинград не вернулась, а была перебазирована в Новосибирск, где расформирована в 1960 году. На существующей инфраструктуре Сталинградского училища стало базироваться Качинское авиаучилище, переведённое в Сталинград в 1954 году, и существовавшее до расформирования в 1998 году.
После 1991 года открыты православный университет (1993) и ряд других негосударственных ВУЗов, и открылись филиалы ВУЗов других российских городов. По состоянию на 2014 год в Волгограде 244 детских сада, 123 общеобразовательных школы, 15 гимназий, 10 лицеев, 12 школ-интернатов, 18 школ искусств, 27 спортивных, 9 музыкальных школ.

## Культура

### Музеи

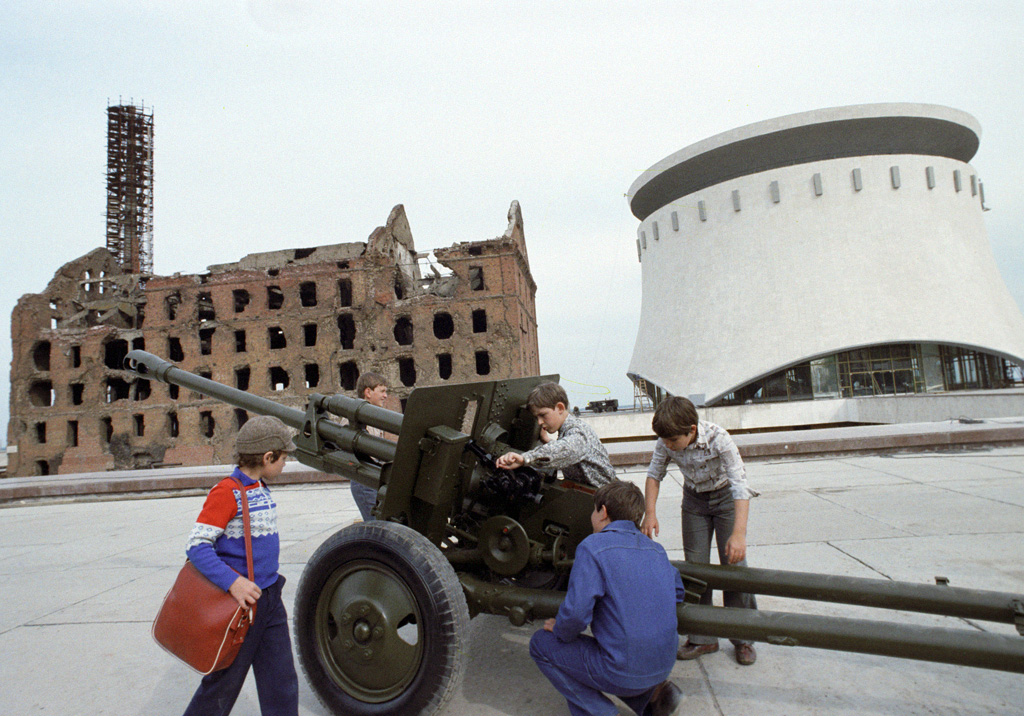
1982 год. Музей-панорама «Сталинградская битва»

Музейному делу в Царицыне положил начало Пётр I, подарив в 1722 году горожанам свои картуз и трость. Подарок Петра не был уникальным, это обычная черешневая палка и войлочный головной убор, но благодаря легендарной личности они стали первыми городскими реликвиями и все последующие годы по настоящее время демонстрируются как музейные экспонаты. Но это были экспонаты городского магистрата (нынешней аналог — мэрия), а первый музей Царицына — Краеведческий, основан в 1914 году в здании Дома Науки и Искусств (сейчас расположен в здании бывшей земской управы).
В 1937 году советской властью основан 2-й музей города — Музей Обороны Царицына имени тов. Сталина. И уже на следующий 1938 год арестован и расстрелян его директор и основатель — В. М. Алексеев. После Сталинградской битвы музей дополнился многочисленными экспонатами 1942—1943 годов, и стал музеем «Обороны Царицына-Сталинграда им. товарища Сталина». В 1984 году основан музей «Сталинградская Битва», в его монументальное здание Панорамы переданы экспонаты ВОВ, и музей опять стал специализироваться на Обороне Царицына. С 1991 года, в отличие от советских времён, посвящён памяти обеих сторон гражданской войны, в том числе Белой гвардии.
Музей-панорама «Сталинградская битва» стал самым большим и известным музеем Волгограда. Расположен на месте «Пензенского узла обороны» — группы зданий вдоль улицы Пензенской (сейчас — Советская), которые обороняла 13 гвардейская дивизия. Музейный комплекс включает в себя Мельницу Гергардта, панораму «Разгром немецко-фашистских войск под Сталинградом» — самое большое живописное полотно России, экспозицию военной техники 1940-х годов, стелу городов героев, многочисленные экспонаты оружия и наград, личные вещи военного быта генералов и простых солдат. Рядом расположен переживший бои Дом Павлова.
В 1960 году открыл свои двери Волгоградский музей изобразительных искусств имени Машкова, специализирующийся на творчестве сталинградских/волгоградских художников и скульпторов. В 1989-м открылся музей Старая Сарепта — посвящённый памяти немецких колонистов XVIII века. Музей стал ядром центров немецкой, калмыцкой, татарской и русской культуры, открыта библиотека на немецком языке. На базе завода весоизмерительной техники в 2009 году открыт музей мер и весов. В историческом здании городской водокачки в 2010 году открыт музей города, посвящённый городскому водоснабжению «Водоканал».
5 октября 2017 года в центре города, в пойме реки Царицы, открылся интерактивный музей-парк «Россия — моя история» площадью более 7000 м2, оснащённый проекционным куполом, голограммами, аудиогидами, звуковыми и световыми системами. Музей реализован в рамках всероссийского проекта «Россия — моя история».

### Театры и музыка
До второй половины XIX века театральное искусство в Царицыне существовало в виде народных балаганов. Первое упоминание о возникновении театра даёт саратовский полицмейстер в 1872 году: «В Саратовской губернии имеется три театра: два в Саратове, летний и зимний, третий в Царицыне в частном каменном здании, принадлежащем купцу Калинину, и содержится почётным гражданином Александром Астаповым, по театру Ярославцевым». В 1882 году на месте нынешней станции метротрама «Пионерская» в пойме Царицы возник сад и вокзал (так тогда называли открытую сцену) «Конкордия», ставшим первым музыкальным театром города. «Конкордию» в 1905 году покупает царицынский промышленник Владимир Миллер и строит новое здание театра на 1300 посадочных мест (этот рекорд городом не достигнут и сейчас, у Волгограда нет таких больших помещений театров). Конкордия превращается в знаменитую на всю Россию оперу, где выступали Фигнер, Шаляпин, Собинов и другие выдающиеся артисты. В 1913 году царицынский купец, меценат и тенор-любитель Репников строит здание Дома науки и искусств на Александровской площади, где даёт представления Царицынский драматический театр.
Во время Первой мировой и Гражданской войн в зданиях театров находятся лазареты для раненых, с 1922-го в бывшей Конкордии даёт первые представления Сталинградский театр музыкальной комедии — будущий Волгоградский музыкальный театр, а в бывшем доме Науки и искусств Сталинградский музыкально-драматический театр — будущий НЭТ. В 1933-м дал первую премьеру городской ТЮЗ. В 1937 году самодеятельный театр кукол лесозавода признан профессиональным коллективом и через череду переименований стал областным Театром кукол. В следующие годы открылись театры: Волгоградский театр одного актёра 1989, Волгоградский музыкально-драматический казачий театр 1992, Царицынская опера 1993, Волгоградский молодёжный театр 2006, Волгоградская лаборатория современного театра 2008, Первый драматический театр 2012. Традицию первых выступлений оркестра Конкордия через 100 лет продолжает Волгоградский академический симфонический оркестр. В городе есть два органа — в центральном концертном зале и кирхе музея Сарепты.

### Кинотеатры
В 1915 году Владимир Миллер на месте нынешнего дома по улице Ленина, 6 построил первый в Царицыне кинотеатр «Парнас», который уже через 2 года был национализирован и получил новое название — «Красноармеец». С 1920-х годов все городские церкви, кроме Казанского собора, были закрыты и переоборудованы под клубы, библиотеки и кинотеатры. Так, в кинотеатры переоборудованы церкви Сошествия Святого Духа (на этом месте жилой дом по улице Чапаева, 26), Святотроицкая церковь завода ДЮМО и некоторые другие. В растущих рабочих посёлках Сталинграда строились новые здания кинотеатров. Некоторые из них разрушены в дни Сталинградской битвы, некоторые переведены в новые, более монументальные здания. До 1991 года в Волгограде действовали десятки кинотеатров, в настоящее время из «советских» показывают кино только в «Ударнике» Тракторозаводского района, остальные старые кинотеатры не выдержали конкуренцию с современными многозальными при торгово-развлекательных центрах. На 2015 год в городе действуют 15 кинотеатров (из них 8 в технологии 3D) и СинемаПарк в ТРЦ «Европа» — в технологии IMAX.

### Другие сферы
К наступающему в 1949 году 70-летию Сталина была приурочена постройка планетария. Сроки сдачи объекта затянулись, планетарий сдан в 1954 году, но элементы посвящения юбилею — цифры 70 в плафонах светильников и других элементах декора — остались до настоящего времени. Также сохранился портрет-панно Сталина из полудрагоценных камней, выложенный в фойе планетария; он был аккуратно замурован после смерти Сталина и без повреждений открыт в 2004 году. Специальное оборудование для планетария подарено фирмой Carl Zeiss из ГДР. Планетарий стал третьим в СССР после Московского и Киевского и одним из самых монументальных и красивых среди планетариев СССР.
Сталинградский цирк построен в 1932 году в Тракторозаводском районе, открывал цирк прокурор Вышинский. Здание было разрушено в Сталинградской битве и как цирк не восстанавливалось, сейчас это овощной рынок. Нынешнее здание Волгоградского цирка открыто в Центральном районе в 1967 году.
Первой библиотекой в Царицыне стал платный читальный зал при книжной лавке Апабеловой, открытый в 1894 году, хотя уже существовали закрытые для публики библиотеки при Общественном Собрании и Земской управе. Первая общественная библиотека открылась в 1900 году при помощи царицынского мецената Лапшина в здании 1 пожарной части. За 20 предвоенных лет произошёл огромный рывок в развитии библиотечного дела, были открыты десятки библиотек при учебных заведениях, заводах, в рабочих посёлках. Почти весь их книжный фонд погиб в дни войны, но возрождён и приумножен за послевоенные годы. Сейчас в Волгограде действуют десятки библиотек, в том числе Областная библиотека имени Горького и Волгоградская областная специальная библиотека для слепых. В 2014—2016 годах на территории Волгограда осуществлялась оптимизация структуры муниципальных библиотек. В 2014—2016 годах всего были освобождены 11 помещений, в том числе это филиалы № 5, 14, 16 и 19, а также детские библиотеки № 11, 15 и 16. Книжный фонд локализован в более крупных библиотеках, а читатели переведены в соседние библиотеки. В 2017 году планируется оптимизировать ещё 5 библиотек из 50 оставшихся. Таким образом, один филиал библиотеки в городе-миллионнике Волгограде удовлетворяет потребности более 20 000 человек. Всего в России 44 500 библиотек, население составляет 144,1 млн человек. Одна библиотека в среднем обеспечивает доступ к литературе 3238 россиянам.

### Город в произведениях культуры
Вариант легенды о происхождении первого названия города — Царицын — излагается в романе-эпопее этнографа-беллетриста П. Мельникова-Печерского «На горах» (глава 15):
…Одаль оставя дружину, тихо подъехал хан (Золотой Орды) к окнам. И видит: Звезда Хорасана (любимая жена), сродницы её и рабыни все в светлых одеждах, с весёлыми лицами, стоят перед гяуром, одетым в парчеву, какую-то громкую песню поют. Вот Звезда Хорасана подходит к гяуру и целует его в уста. Свету не взвидел яростный хан, крикнул дружину, ворвался в палаты и всех, кто тут ни был, избить повелел. А было то в ночь на светлое Христово воскресенье, когда, под конец заутрени, Звезда Хорасана, потаённая христианка, первая с иереем христосовалась. Дворец сожгли, останки его истребили, деревья в садах порубили. Запустело место. А речку, что возле дворца протекала, с тех пор прозвали речкою Царицей. И до сих пор она так зовётся. На Волге с одной стороны устья Царицы город Царицын стоит, с другой — Казачья слободка, а за ней необъятные степи, и на них кочевые кибитки калмыков.
До второй половины XIX века Царицын оставался небольшим уездным городом с населением в несколько тысяч человек, в литературе своего времени он остался только в очерках путешественников. Исключения составляют описания восстаний Пугачёва, Булавина, Разина. Со второй половины XIX века Царицын завоёвывает статус промышленного и торгового центра региона, упоминание и описание нового — купеческого и ремесленного уклада его жизни на страницах книг и газет стало появляться значительно чаще.
В XX веке на жизнь города огромное влияние оказала Сталинградская битва, разделив все сферы жизни, в том числе и культуру, на «до» и «после». Поэтому сегодня документальные и художественные произведения о Царицыне—Сталинграде—Волгограде делятся на три основных периода:
- Царицын и довоенный Сталинград. Произведения: очерк «Царицынское пожарище» А. И. Куприна (1901), художественный фильм «Оборона Царицына» (1942 год), роман И. К. Реброва «Хищники» о строительстве Волго-Донской железной дороги (1959).
- Сталинградская битва. Самый упоминаемый период[246], нашедший отражение в наибольшем количестве произведений искусства о сражениях в городе. С развитием технологий появились компьютерные игры, в которых в трёхмерном пространстве по фотографиям и топографическим картам смоделированы здания Сталинграда 1942—1943 годов, где происходили самые известные уличные бои.
- Возрождённый из руин Волгоград. Произведения: стихотворение, ставшее песней «Растёт в Волгограде берёзка» Маргариты Агашиной (1962 год).

Все три эпохи истории города нашли отражение в стихотворении «Царицыну — Сталинграду — Волгограду» волгоградского поэта Павла Великжанина.
Волгоград в филателии (список) и нумизматике (список):

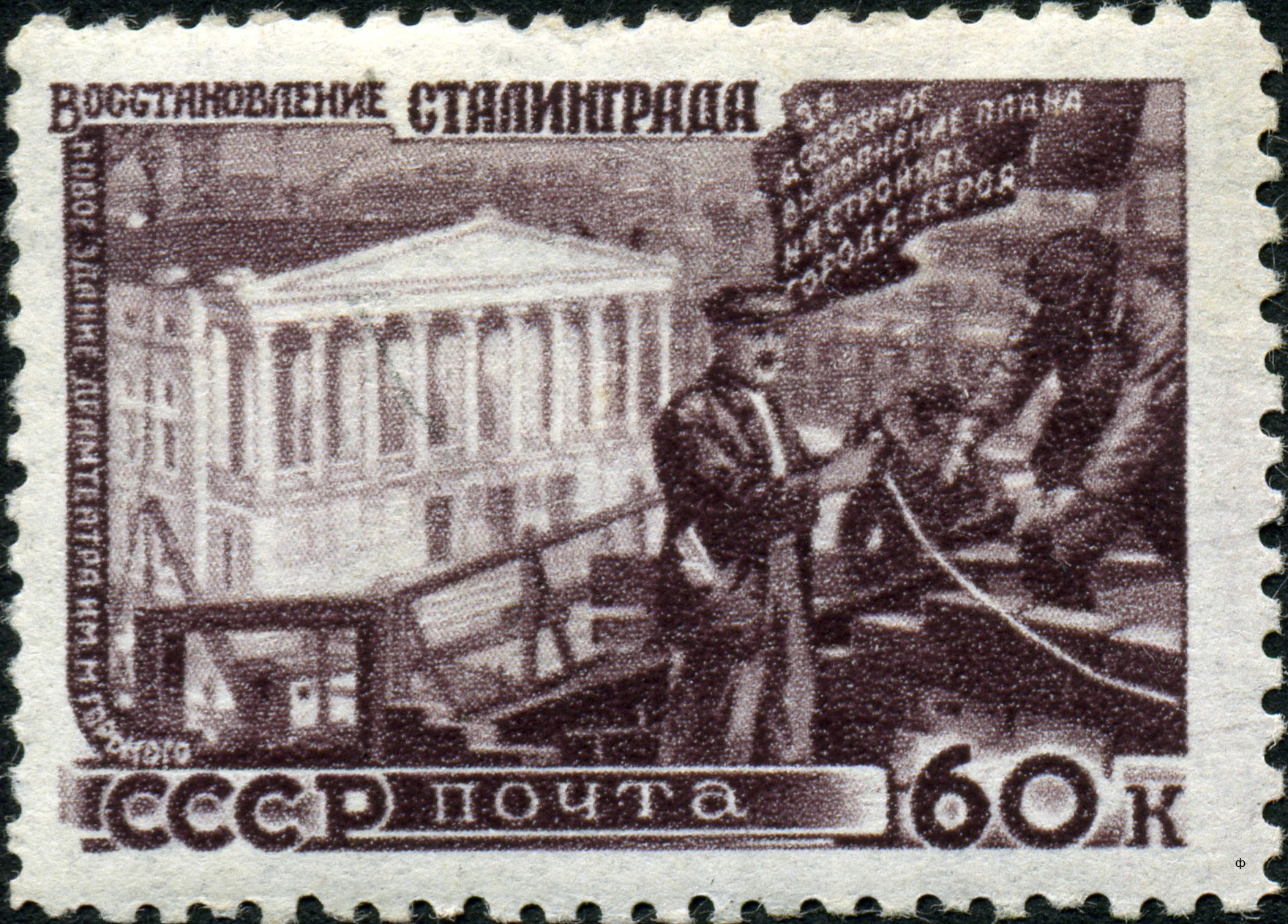
«Музыкальный театр» (1947 г.)
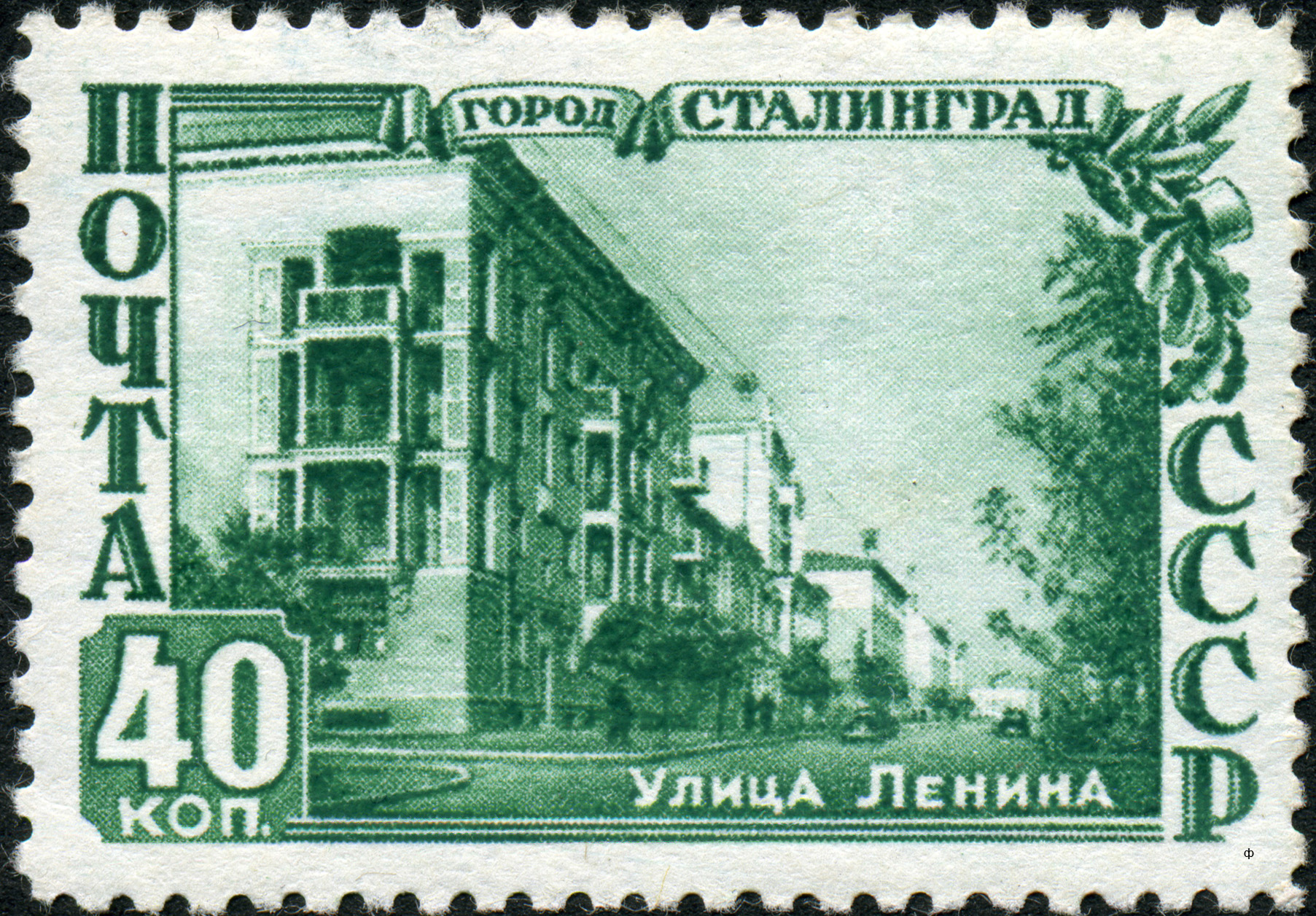
Улица Ленина (1950 г.)
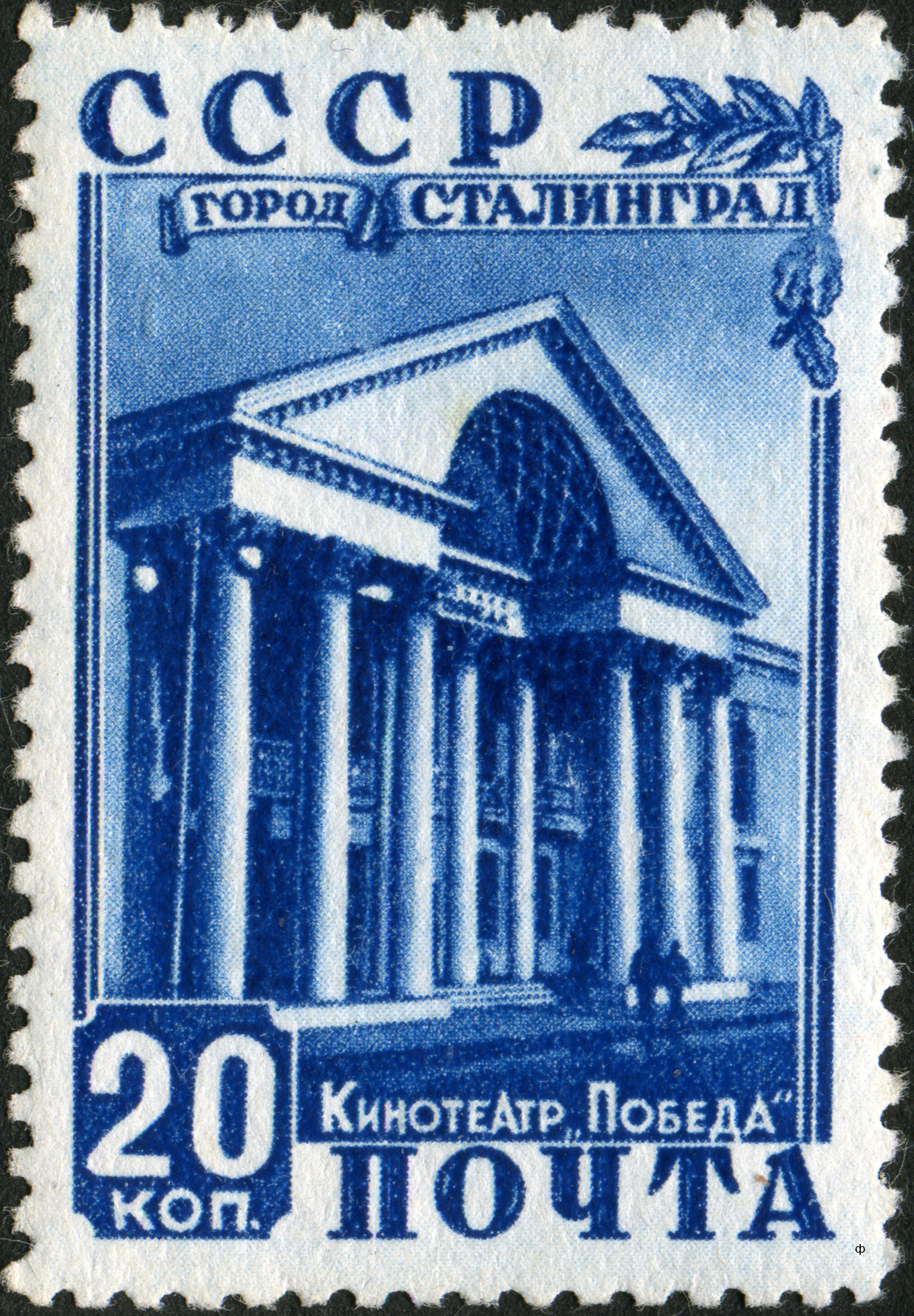
Кинотеатр "Победа" (1950 г.)
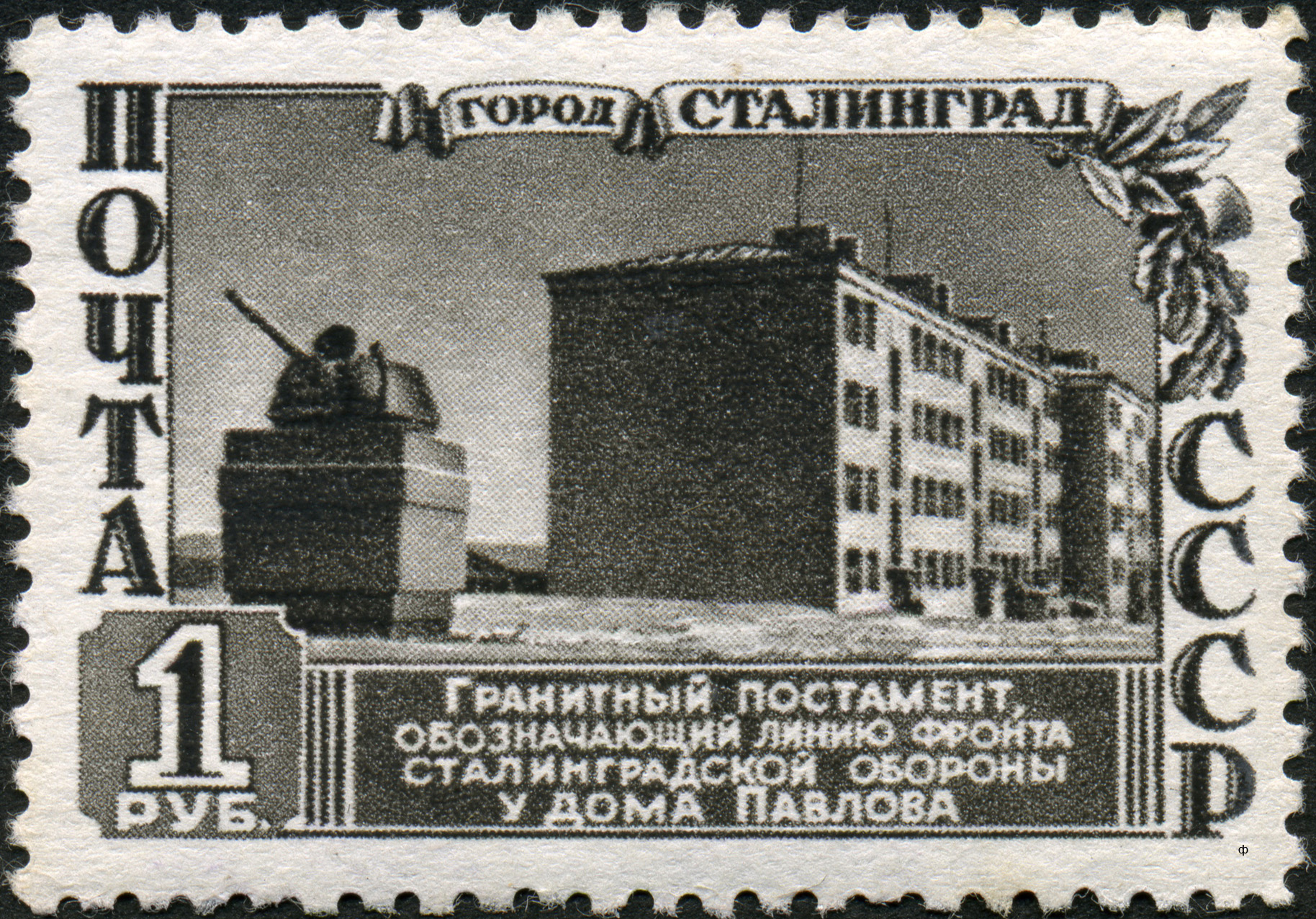
Дом Павлова (1950 г.)
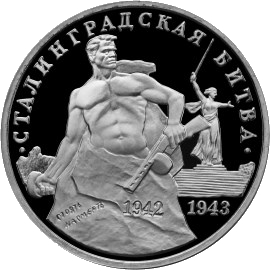
Памятная трёхрублёвая монета в честь 50-летию победы в Сталинградской битве (1993 год)

### Архитектура
Архитектура города пережила несколько волн разрушений. Первая началась в 1880—1910-х годах, когда за этот период население и экономика города выросли более чем в 10 раз. Внезапно разбогатевший город сносил избы и сараи, дожившие до этого периода остатки крепостных стен и валов и строил шикарные магазины, гостиницы и доходные дома. Строительный бум 1870—1910 годов смёл крепость-полудеревню Царицын практически полностью, за исключением храмов. Следующая волна пришлась на гражданскую и последовавшею за ней идеологическую войну. В это время храмы всех конфессий или уничтожались, или перестраивались здания другого назначения. В 1932 году уничтожено старейшее строение города — 300-летняя церковь Иоанна Предтечи. Огромный ущерб нанесла Великая Отечественная война, когда Сталинград стал зоной боевых действий. В разрушение города внесли свою лепту советские кинематографисты, снимавшие псевдодокументальную хронику и для эффектных кадров взрывавшие уцелевшие в боях здания. В послевоенные годы восстановление Сталинграда велось по плану города с просторными улицами и проспектами, в котором право на жизнь довоенная архитектура имела только в том случае, если «не мешала» новым магистралям города: Улица Мира, Аллея Героев, проспект Ленина. Ещё в 1960-х годах сносились дома, восстановленные после Сталинградской битвы, в которых уже 15-20 лет после войны жили люди. Всё же Волгограду удалось сохранить частицы комплексной застройки почти каждой эпохи, а число отдельных зданий в послевоенных кварталах исчисляется сотнями. Вообще ничего не осталось только от стен и бастионов крепости Царицын.
- 1770—1820 годы. Самые старые в городе — дома немецкой колонии гернгутеров в Сарепте, сейчас музей Сарепты. Кирха (1772 — старейшее здание Волгограда), винокурня, библиотека, «дом незамужних женщин», «дом холостых мужчин» и другие здания этой эпохи выстроились вокруг небольшой площади. Сарепта находится в очень плачевном состоянии. Только несколько зданий отреставрированы, остальные постепенно переходят из аварийного состояния в руины.
- 1800—1900-е годы. Уездный Царицын частично сохранился в Бекетовке. Дошла до наших дней церковь Никиты-Исповедника 48°35′26″ с. ш. 44°24′00″ в. д.HGЯO (1795 — старейшая сохранившаяся), церковь Параскевы Пятницы 48°36′43″ с. ш. 44°25′53″ в. д.HGЯO (конец XVIII века). Сохранились старейшие деревянные избы XIX века, из леса, приплывшего сюда ещё на волжских белянах, в том числе изба Шумилова 48°35′13″ с. ш. 44°25′59″ в. д.HGЯO, где в годы ВОВ размещался штаб 64-й армии.

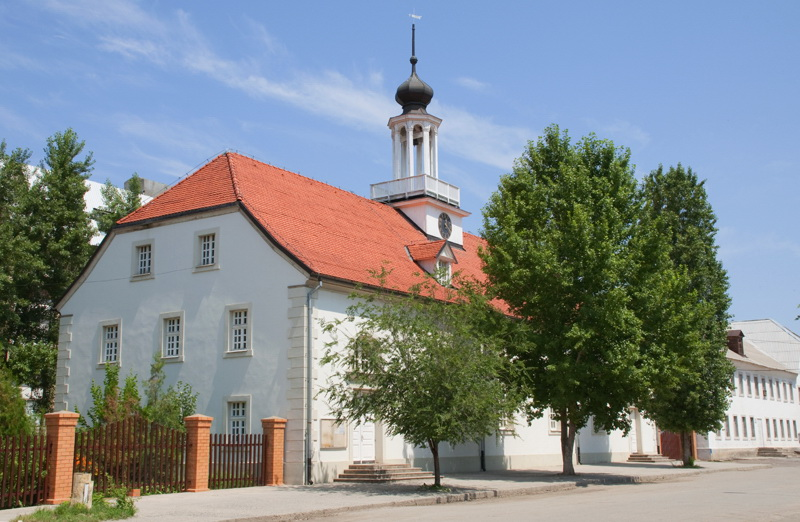
Кирха в Сарепте (1772 г.)
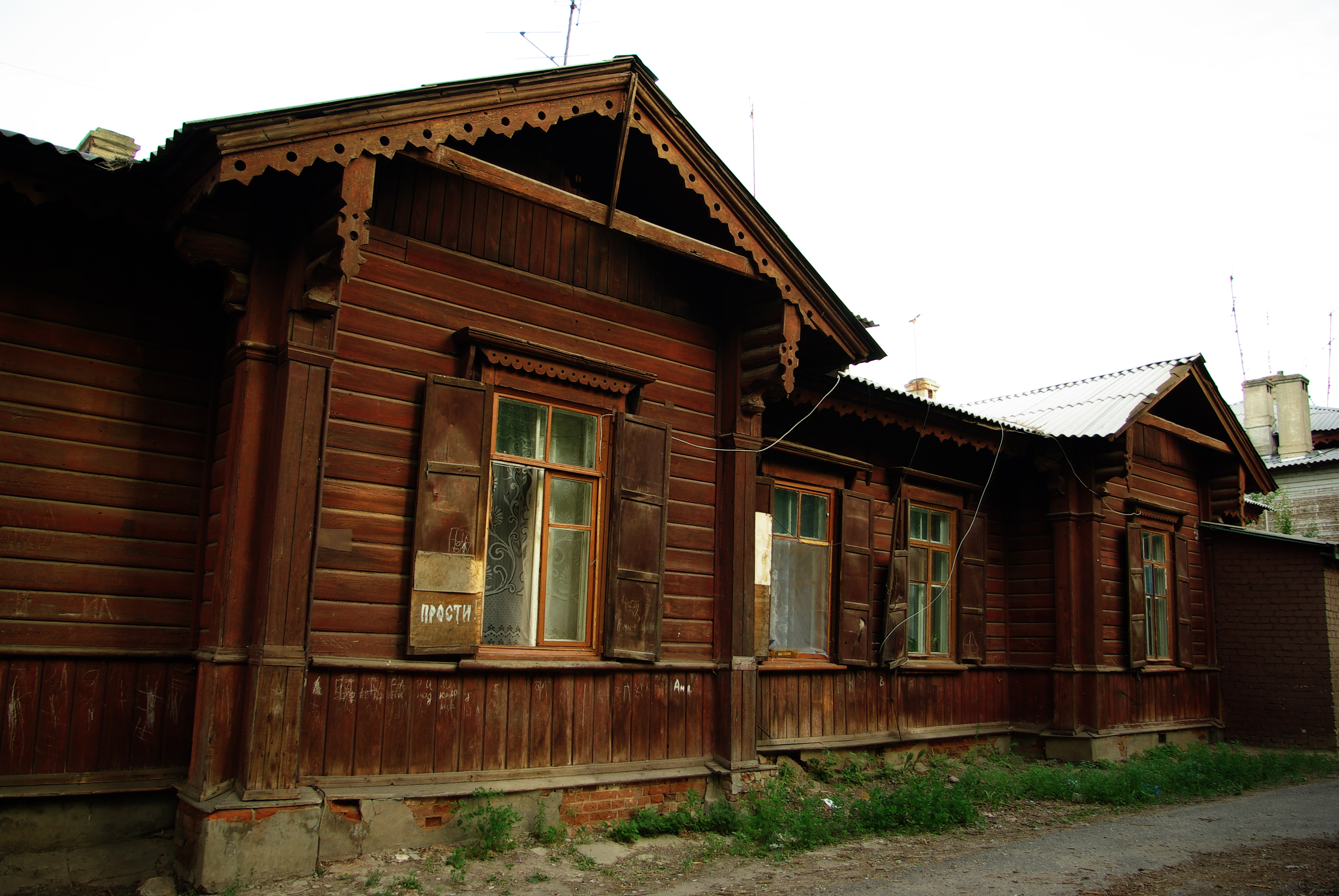
Жилые дома XIX века по улице Пугачёвской

- 1880—1915 годы. Одна из особенностей архитектуры Волгограда — «спрятавшиеся улочки», когда внутри периметра монументальной сталинской застройки неожиданно находятся царицынские домики, часто под углом от существующих улиц, повторяя обводы давно не существующей крепостной стены. Спрятавшиеся улочки сохранилась на улицах Островского, Пушкина, Володарского, Кирсанова. Царицинскому купечеству больше всего нравился русский стиль популярного в XIX веке течения историзм — это самый распространённый исторический стиль города. Зданий в другом стиле до нашего времени дошло немного: Мясной корпус 1910 года в стиле модерн, Мариинская женская гимназия 1877 года в стиле классицизм.

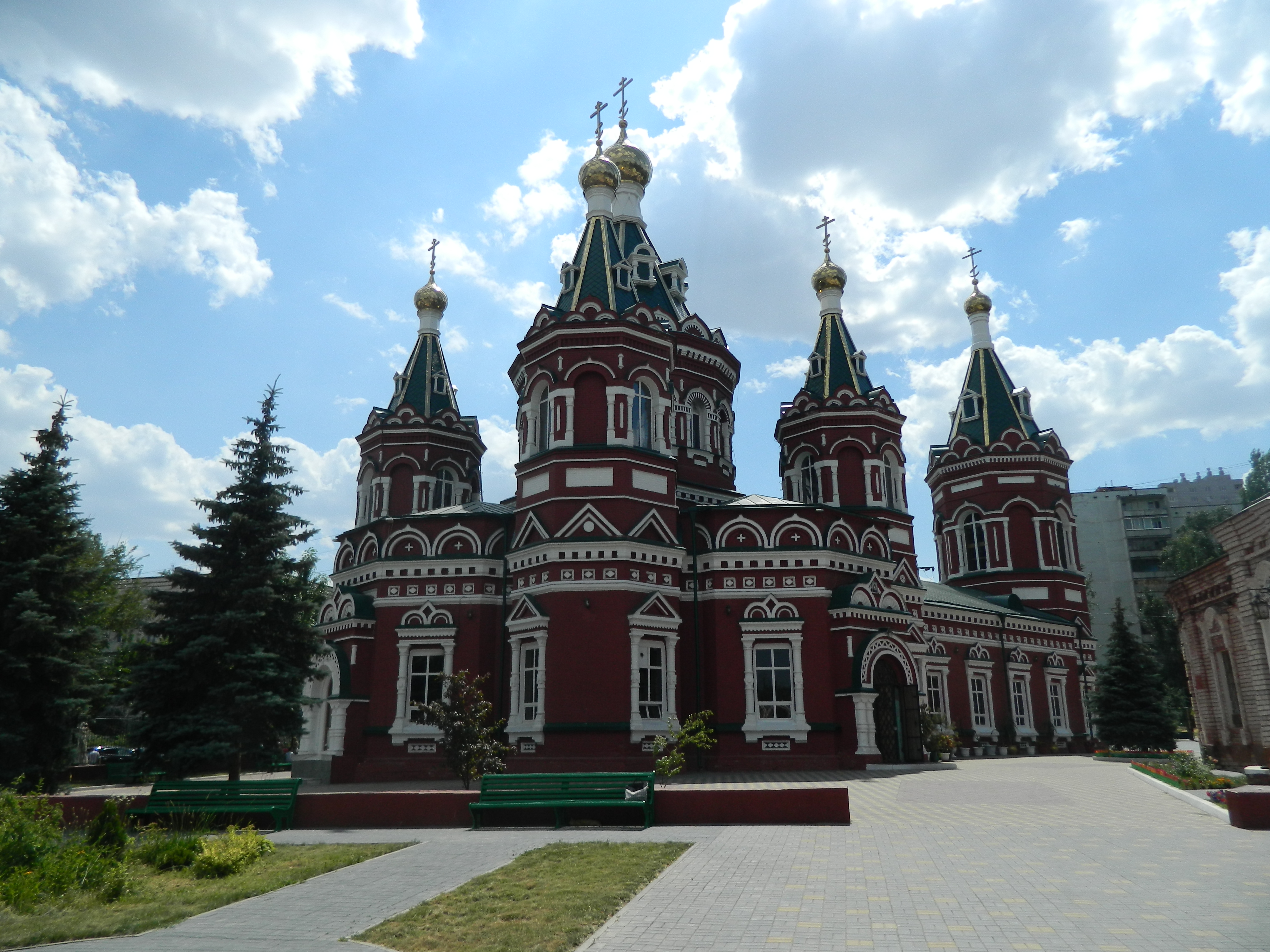
Казанский кафедральный собор (1899 г.)
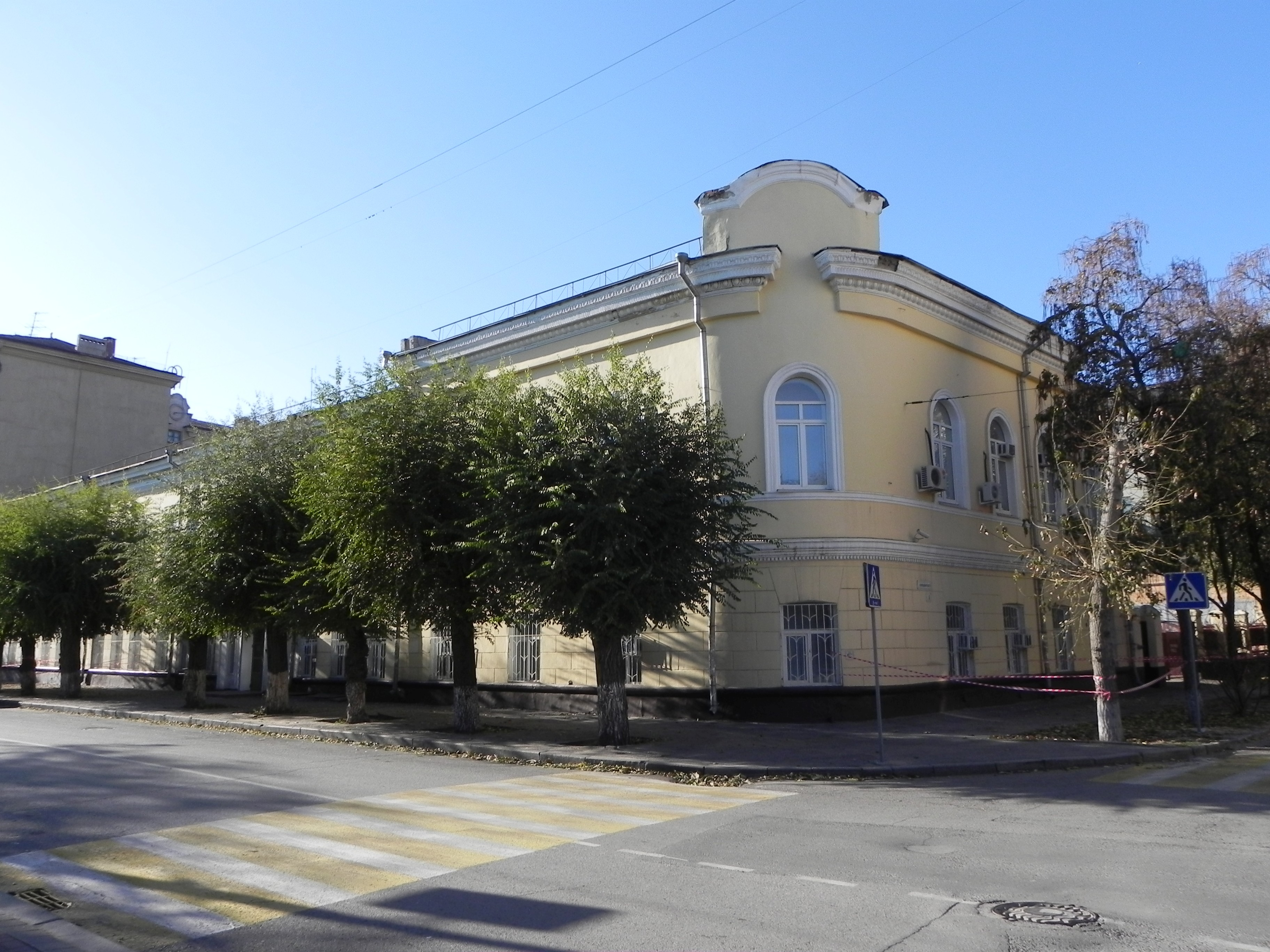
Мариинская женская гимназия. Сейчас ул. Чуйкова, 7
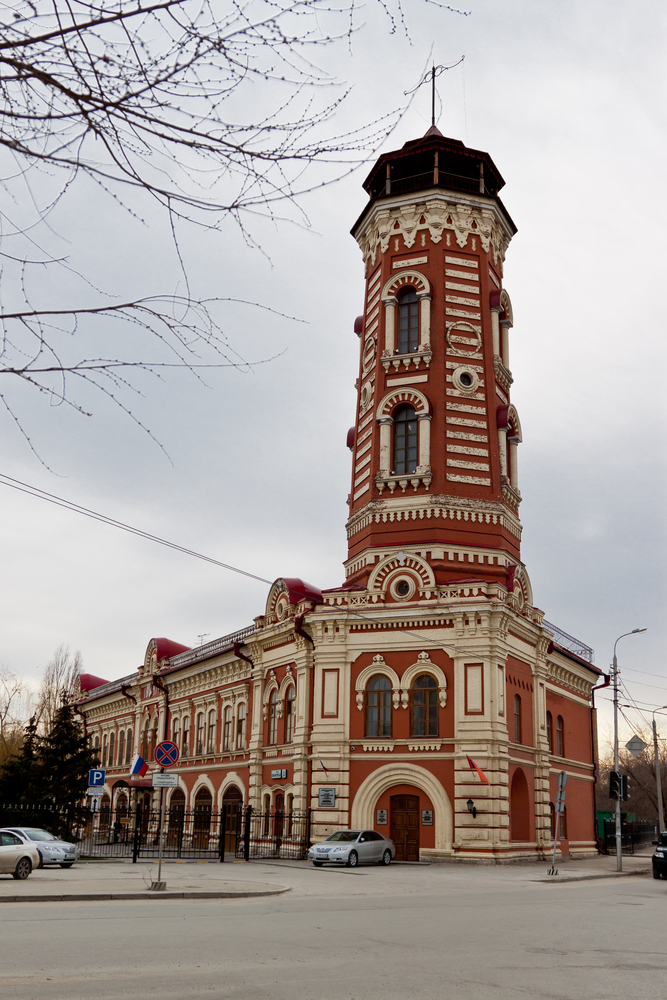
Пожарная часть Царицына (1897 г.)
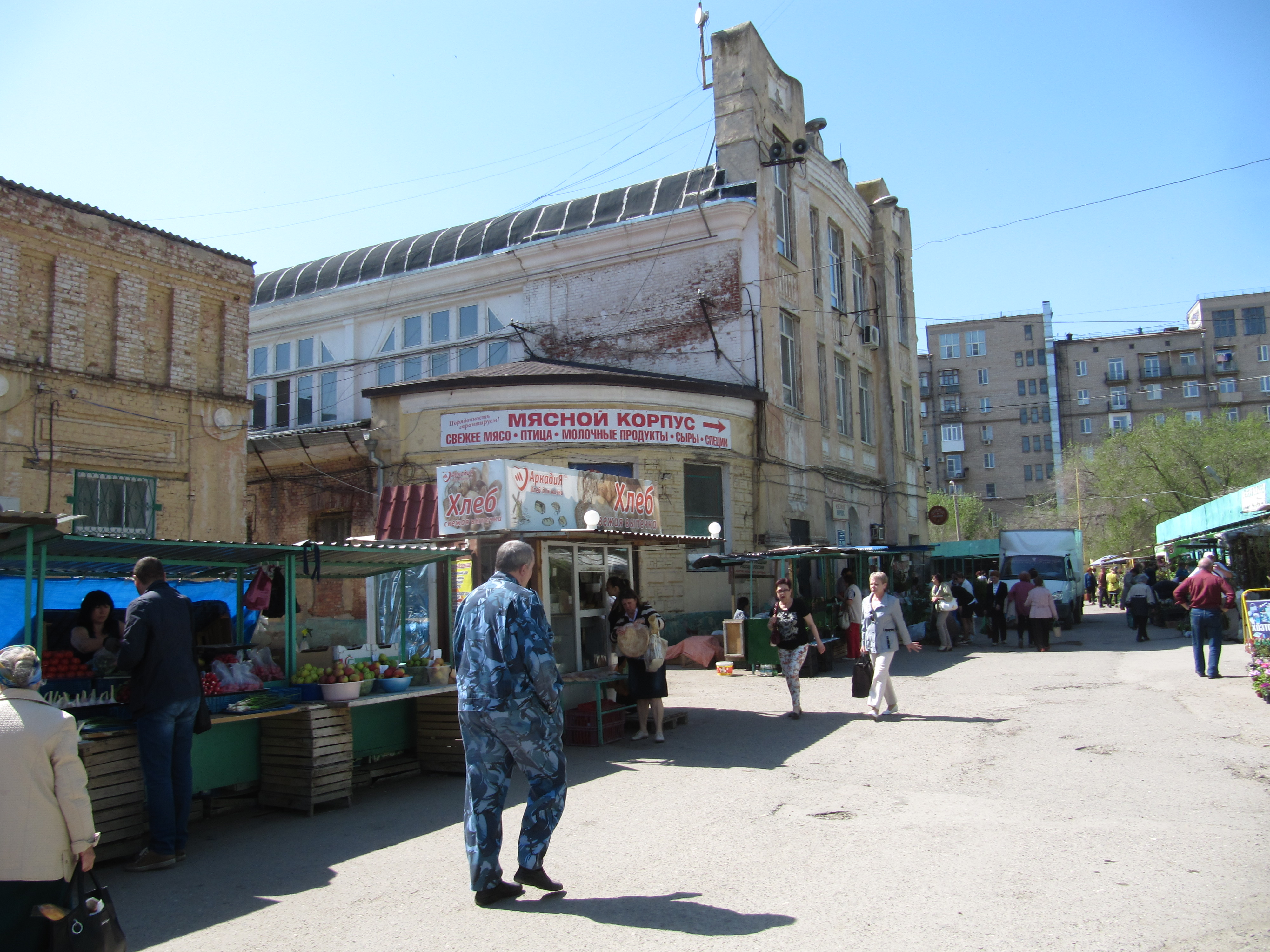
Мясной корпус 1910 года. Центральный рынок
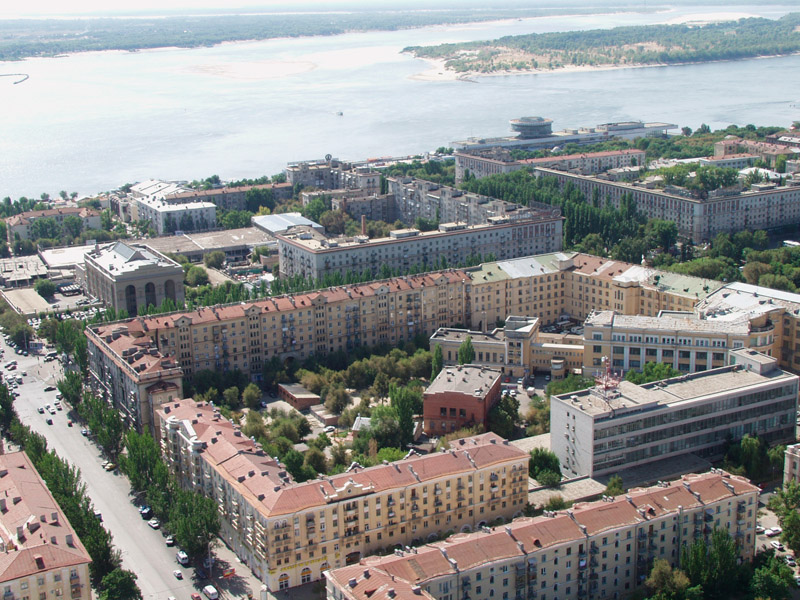
«Спрятавшаяся улочка» Островского внутри квартала

- 1910—1912 годы. Как своему союзнику в будущей Первой мировой войне, Англия в лице фирмы «Виккерс» помогла построить Царицынский артиллерийский завод и жильё для рабочих. Этот посёлок Нижние Баррикады вошёл в историю как Остров Людникова и был сильно разрушен, но большая часть зданий восстановлена в 1943—1945 годах в первоначальном виде. Сейчас улица Прибалтийская 48°46′28″ с. ш. 44°35′10″ в. д.HGЯO и Волжский проспект 48°46′27″ с. ш. 44°36′13″ в. д.HGЯOвыглядят, как и другие английские рабочие кварталы начала XX века, с небольшими вкраплениями послевоенной сталинской застройки.
- 1920-е годы. Страна в эти годы стала восстанавливаться после потрясений 1914—1920 годов, но темп ещё не был набран. Поэтому дома стиля социалистический конструктивизм разбросаны по городу как и строились — поодиночке: Дом приезжих, Татарские бани, Швейная фабрика имени 8 марта.
- 1930-е годы. Очень мощное десятилетие с точки влияния на архитектуру Сталинграда, осталась многочисленная комплексная застройка по всему городу, кроме Центрального района, где после войны решили строить с «чистого листа». Наиболее многочисленная (более 50 зданий) — Соцгород тракторного завода- улица Дзержинского и другие улицы Верхнего и Нижнего тракторных посёлков. Представляет собой социалистический мини-город с огромными школами, институтом, фабрикой-кухней, кинотеатром, цирком48°47′58″ с. ш. 44°35′49″ в. д.HGЯO (сейчас овощной рынок со стандартным цирковым диаметром — 16 метров), парками, набережной. Пострадал в войне, но восстановлен уже в 40-е годы почти в том же стиле — послевоенный сталианс. По адресу Дзержинского, 32 находится дом48°48′22″ с. ш. 44°35′35″ в. д.HGЯO, на своём торце отразивший историю улицы: социалистическое строительство — надпись «На третьем году второй пятилетки — 1930 г.», Сталинградская битва — многочисленные сколы кирпича от пуль и осколков, крупная пробоина от взорвавшегося снаряда, ветшание — наше время.
- В 1930-х годах в городе работал знаменитый американский архитектор Альберт Кан, известный застройкой Детройта. В Сталинграде он работал над объектами Тракторного завода и экспериментальным Соцгородом рабочих.

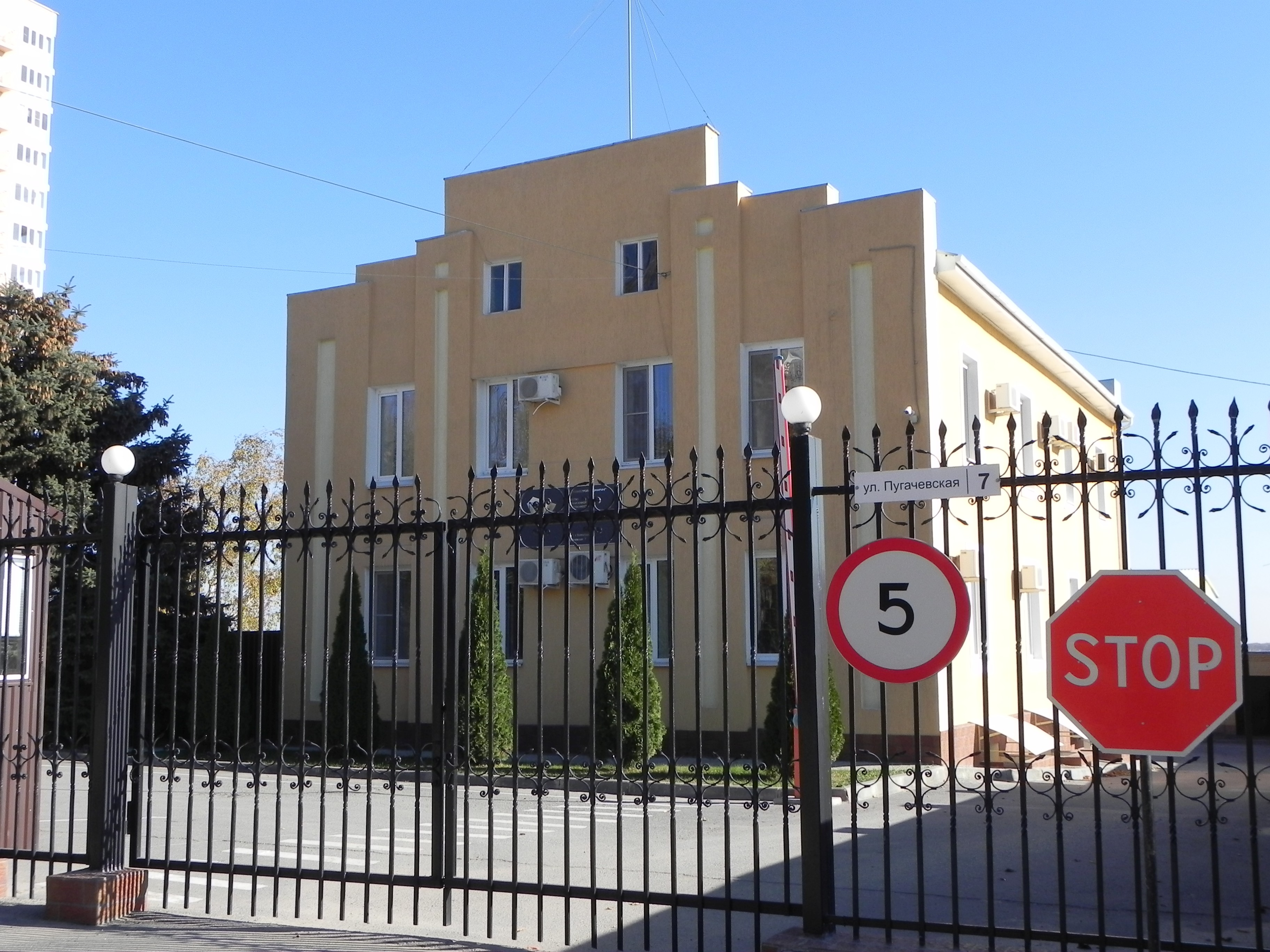
Татарские бани (сейчас жилой дом) (1920 г.)
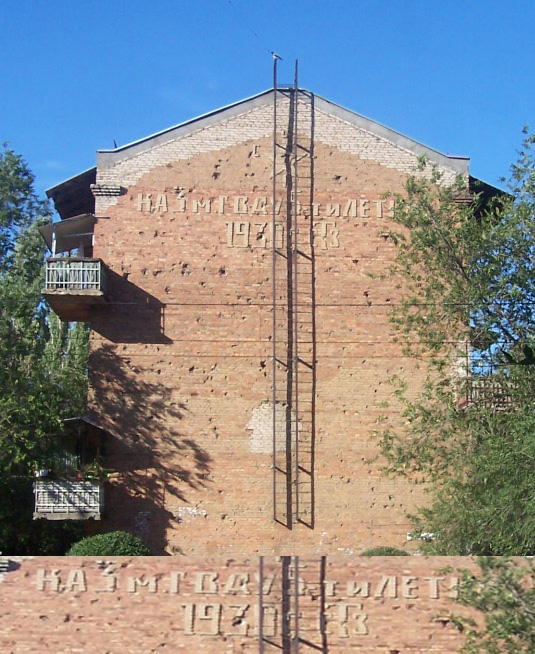
Соцгород, улица Дзержинского, жилой дом (1930 г.)
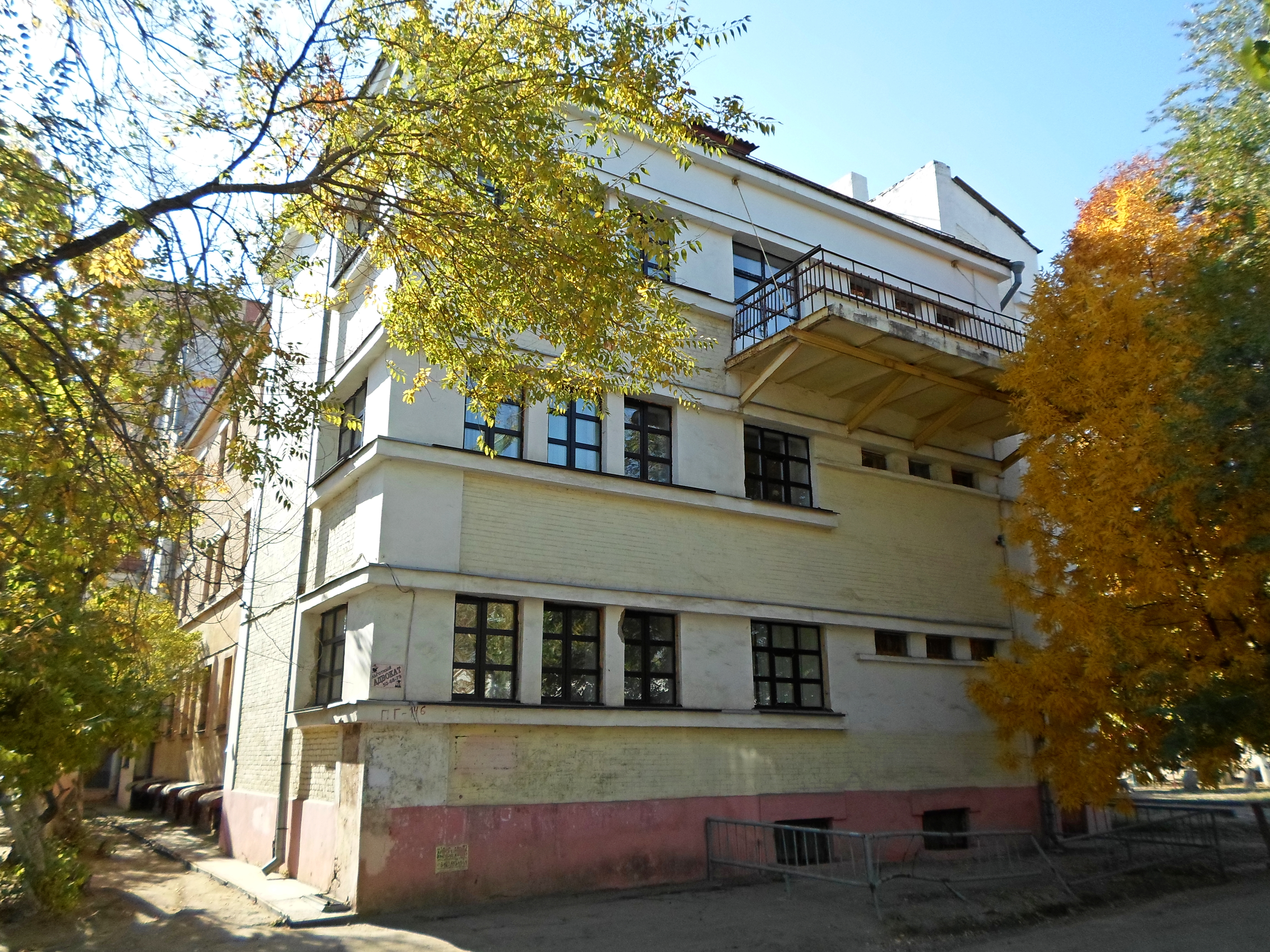
Дом приезжих (сейчас музыкальная школа № 2) (1932 г.)
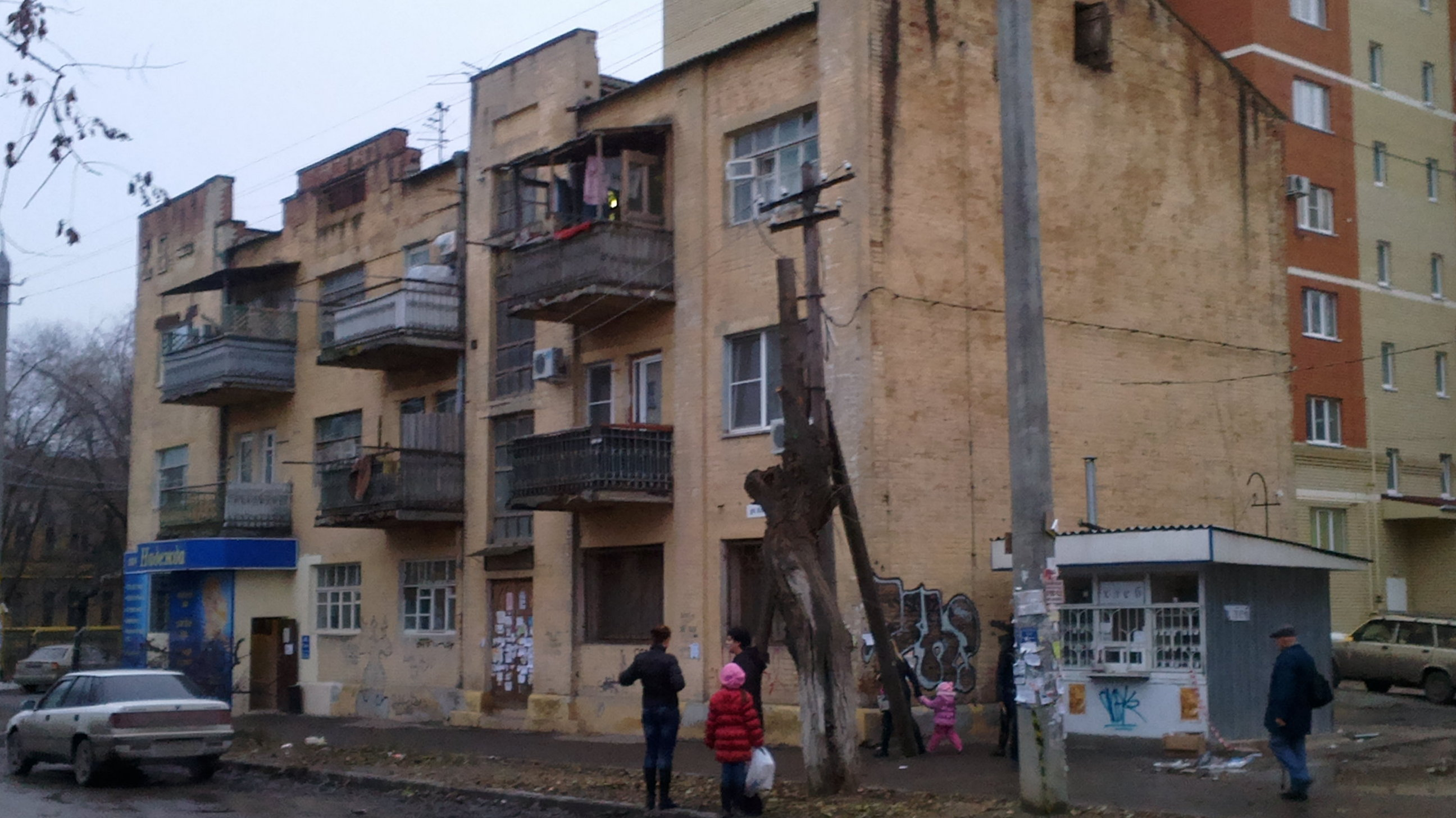
Жилой дом Клинская 32 (1928 г.)
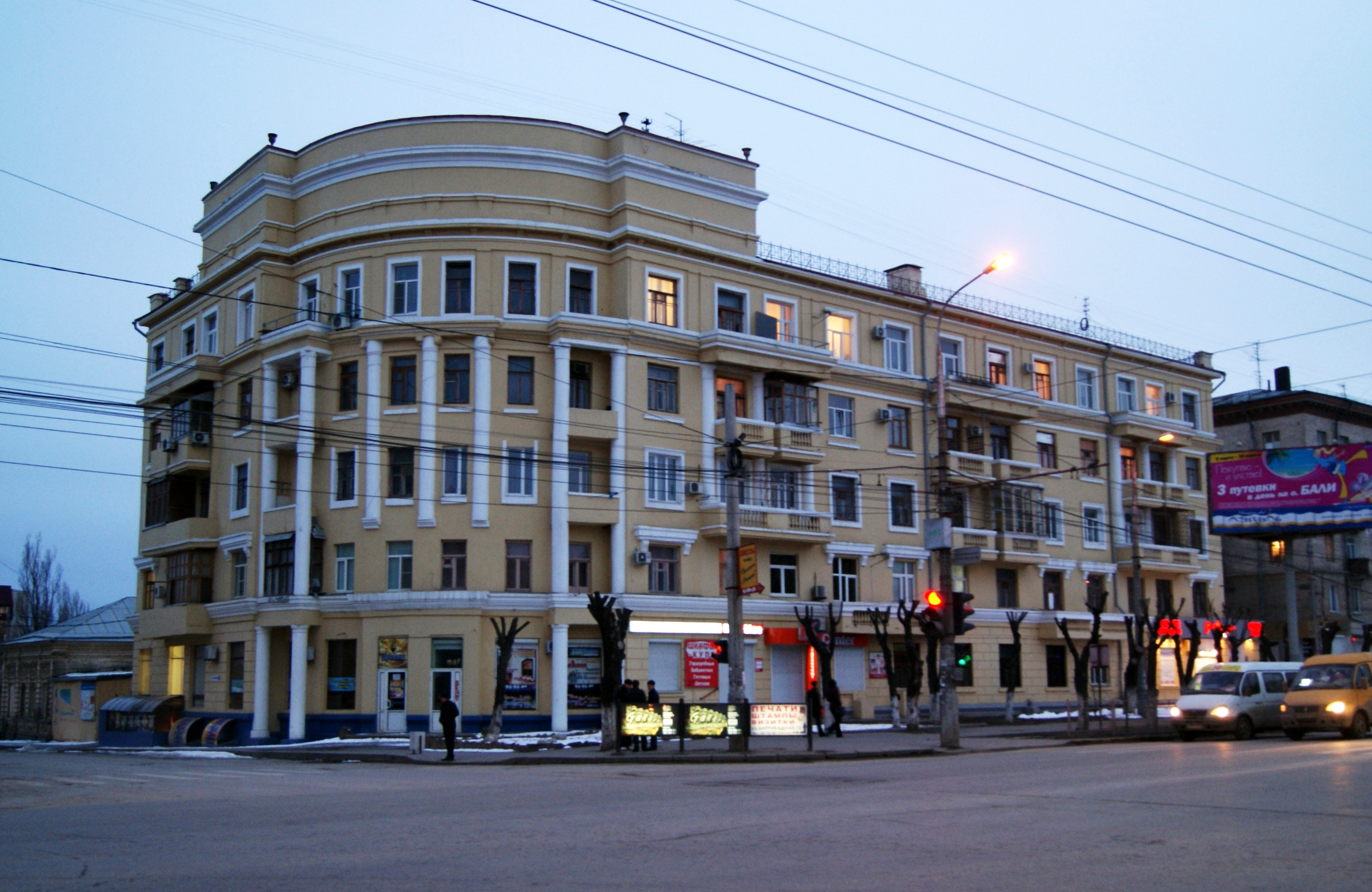
Дом консервщиков (1939 г.)

- 1950—1960-е годы. Возрождённый из руин Волгоград — послевоенный сталинский ампир. Именно этот архитектурный стиль стал визитной карточкой города — почти в первоначальном виде украшают Волгоград архитектурные ансамбли этого направления. Из утрат этого периода — советская неоновая реклама на крышах зданий.

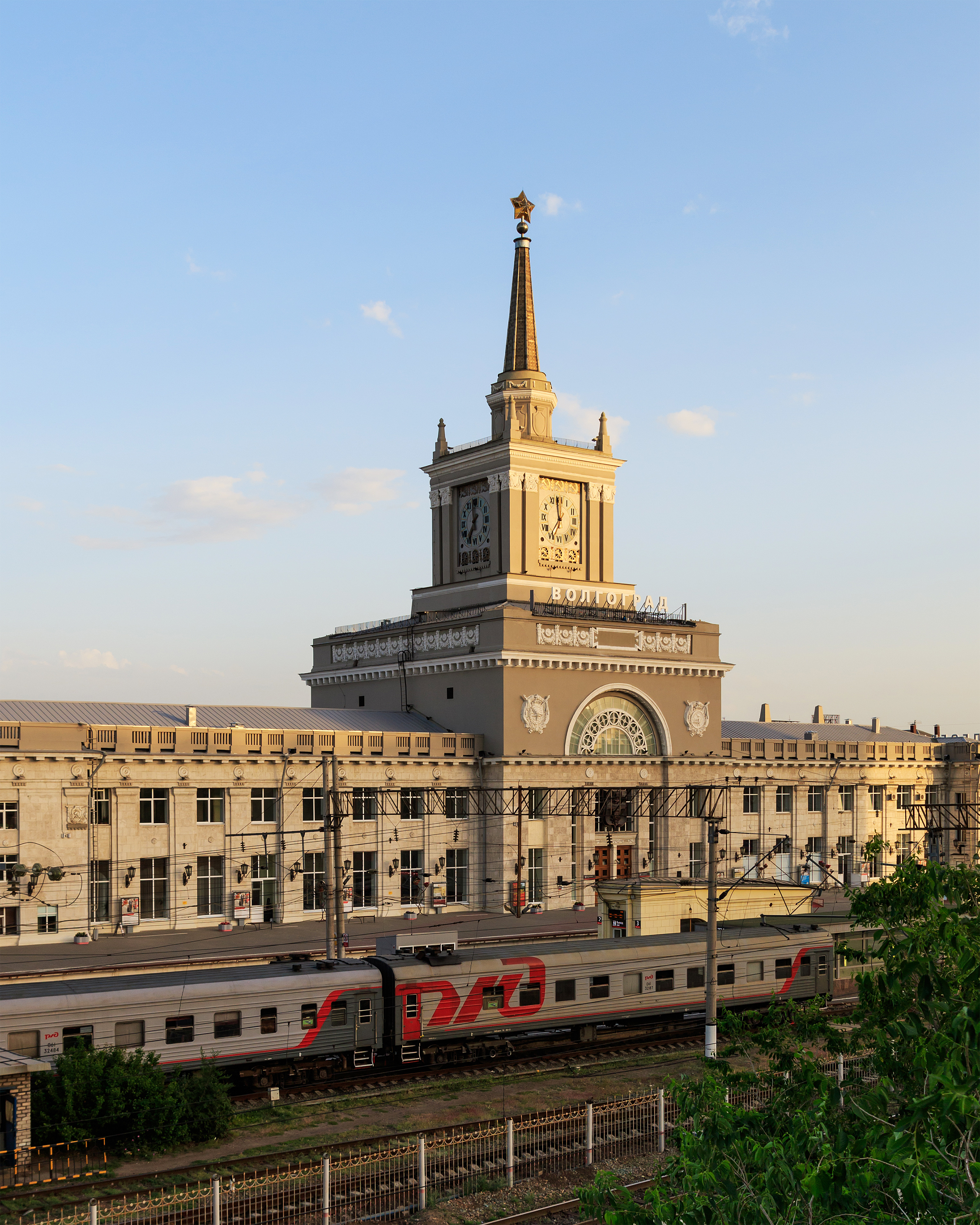
Железнодорожный вокзал Волгоград-1 (1954 г.)
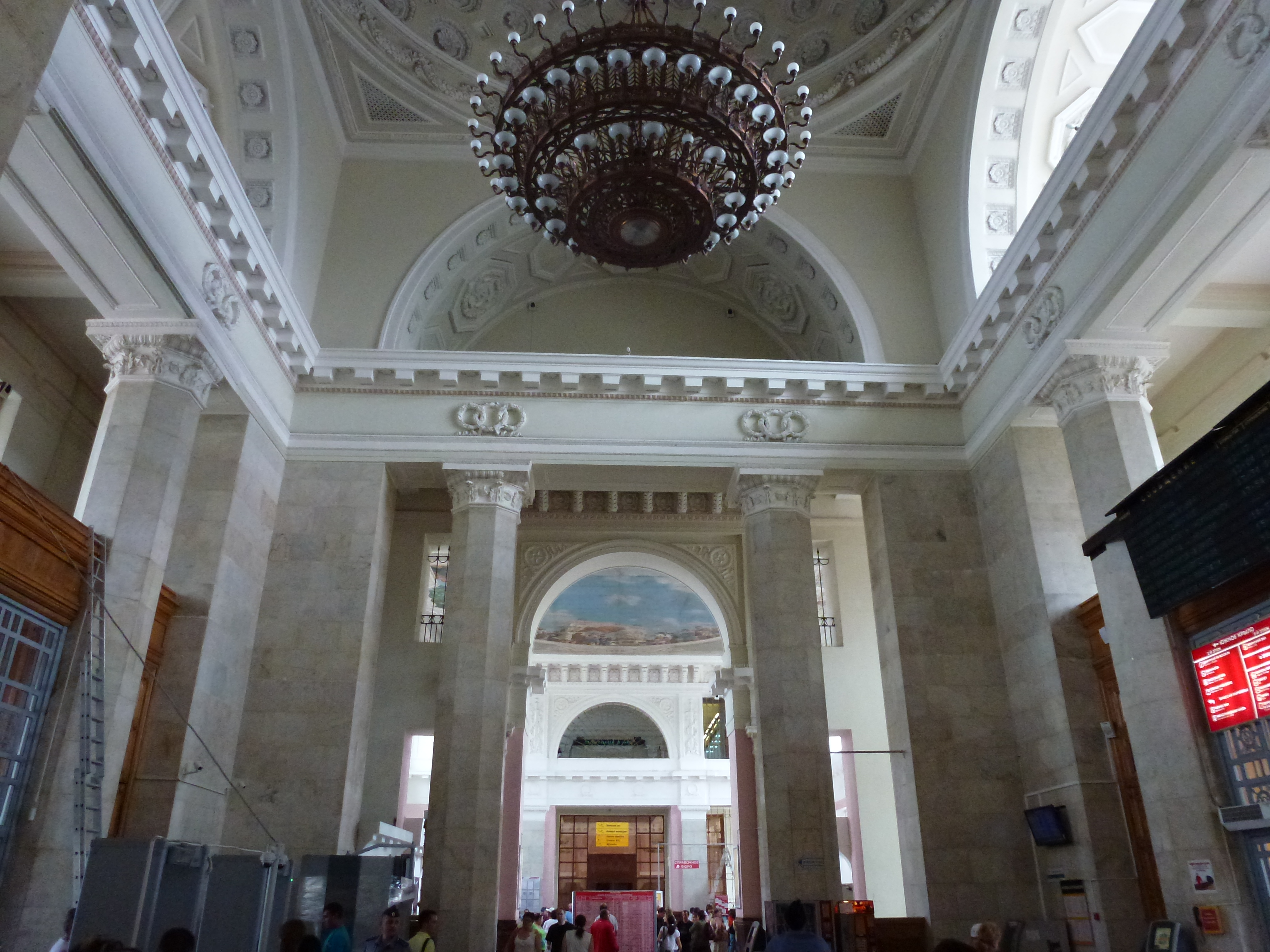
Внутри железнодорожного вокзала
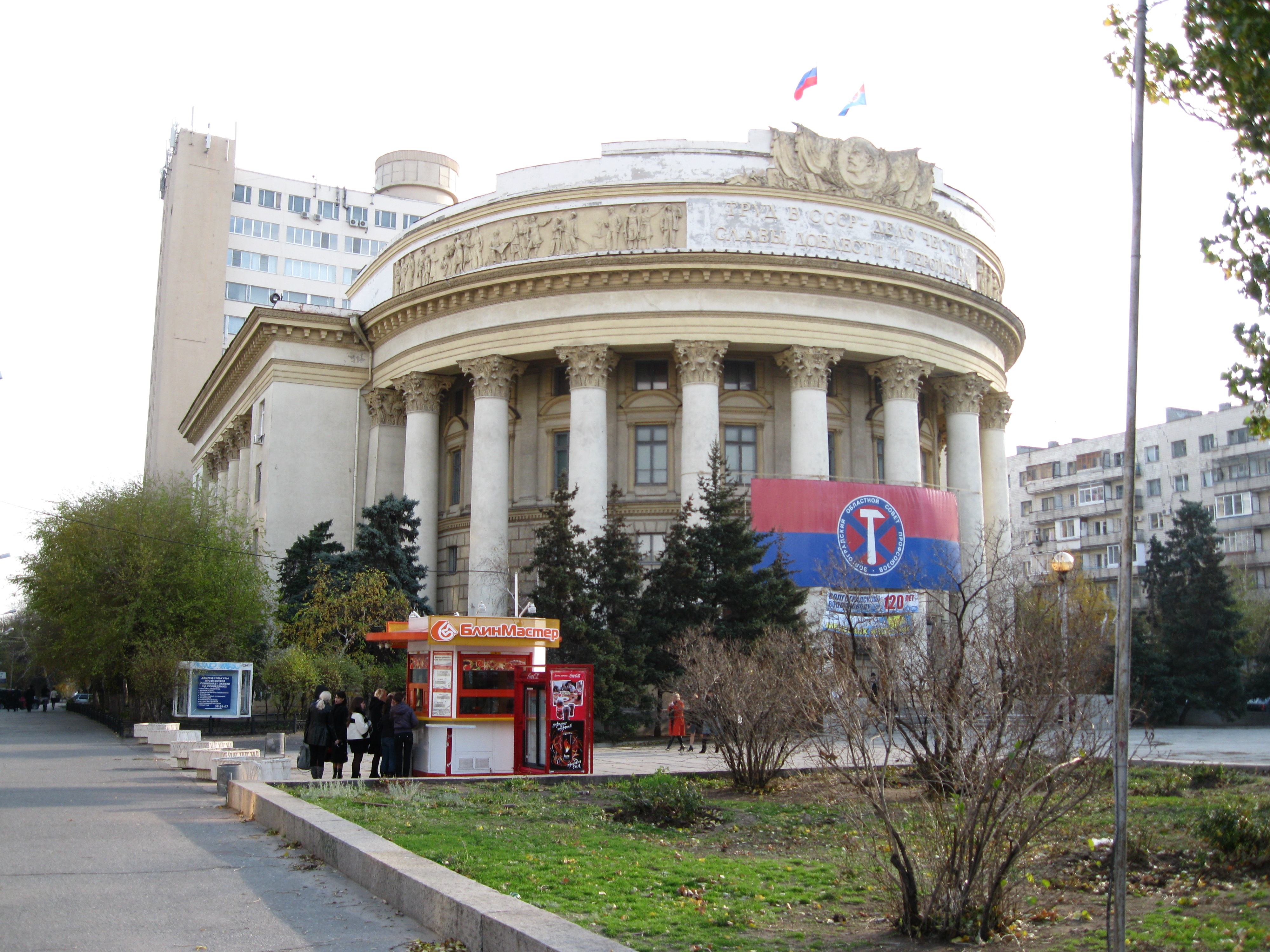
Дом профсоюзов
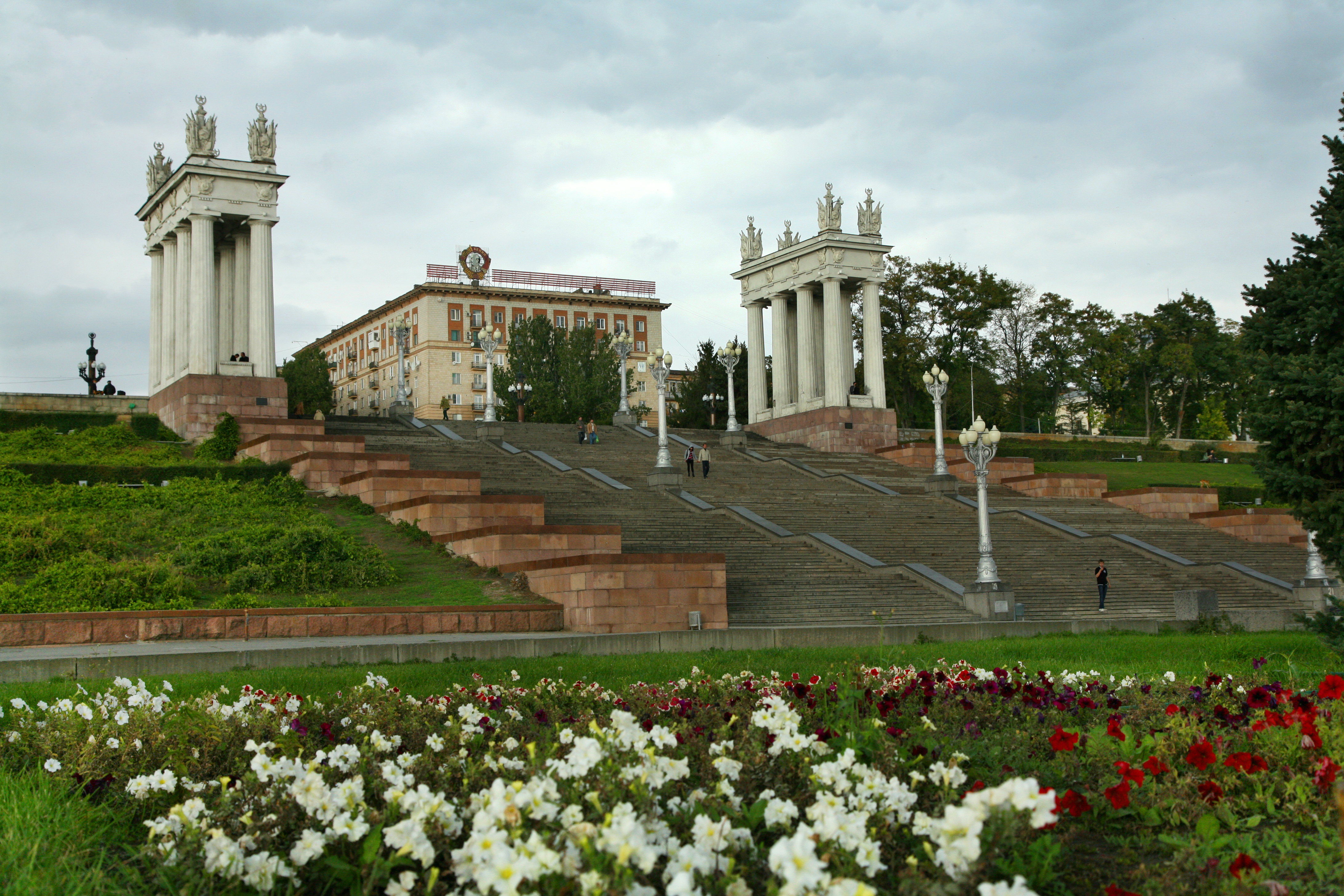
Центральная набережная

- 1970—1980-е годы. В эти годы построено очень много типового жилья — хрущёвки и брежневки, но знаковых зданий почти нет. Исключения — круговые здания Панорамы, Речного вокзала (крупнейший в Европе и России)[250], ресторана «Белый Аист».

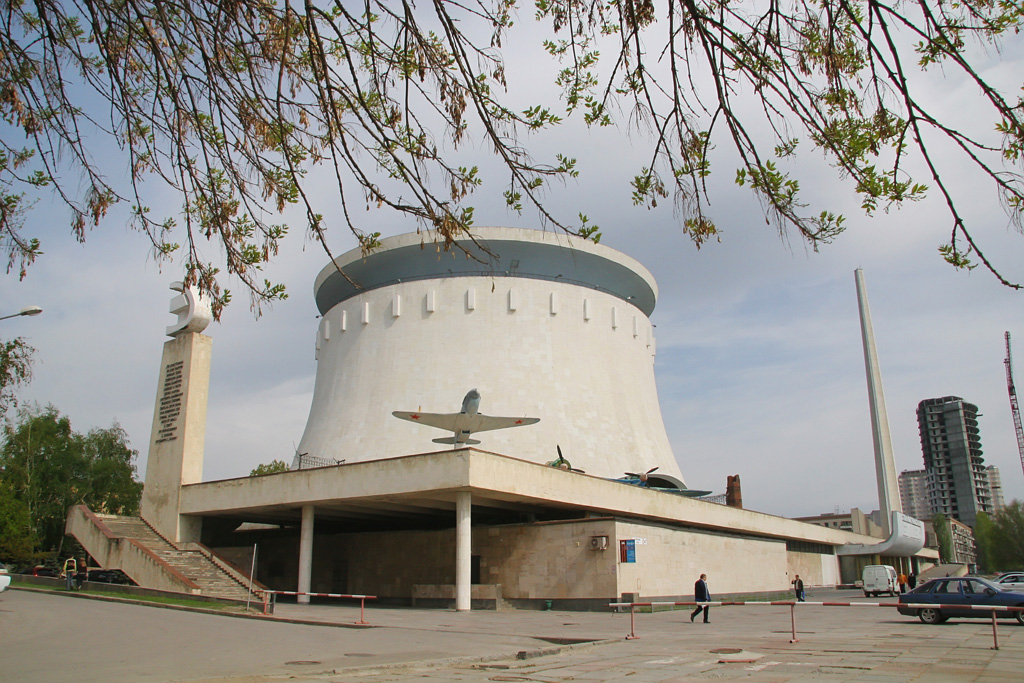
Панорама Сталинградской битвы (1984 г.)
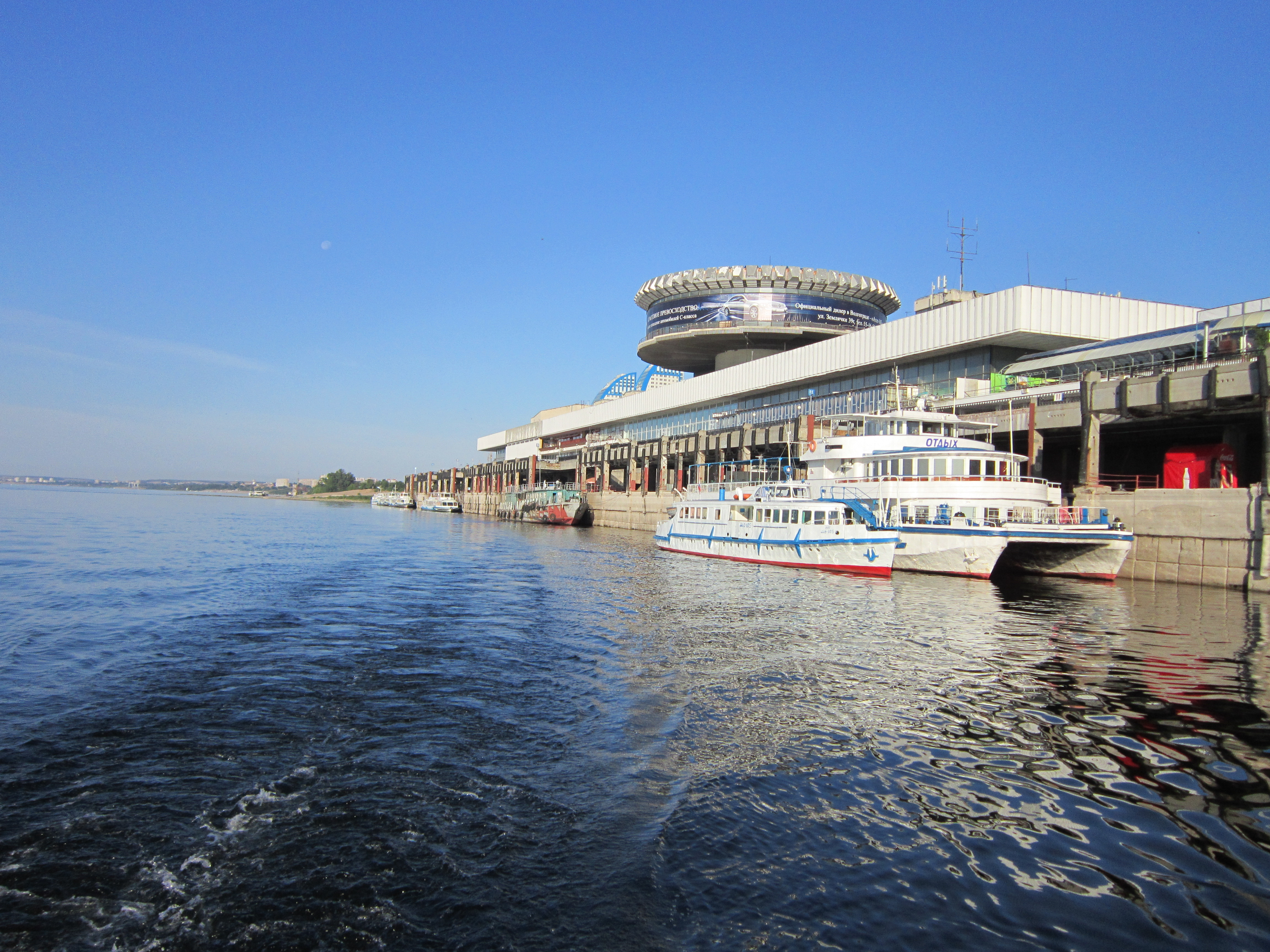
Речной вокзал

- 1990-е. В это десятилетие не строились многоквартирные дома, но в частном секторе оно оставило свой след — застройка престижных мест около Волги частными домами новых русских. «Пацаны» строили в своём представлении о прекрасном: огромный дом с маленькими, похожими на бойницы окнами, нелепые для обычного дома колонны, пристройка к дому крыльца в виде пародии на древнерусский терем из некачественного красного кирпича.
- 2000-е — по настоящее время. В этот период возобновилась высотное строительство, в том числе жилыми комплексами. Новые дома впервые после Сталина стали стараться сделать красивыми, но уже в современном виде. В частном секторе всё более появляется чувство меры — новые дома даже в бюджетном варианте гармоничные, с большими окнами, с фасадами из облицовочного кирпича. С 2014 года ведётся подготовка городу к матчам Чемпионата мира по футболу. У подножия Мамаева кургана построен международный стадион «Волгоград Арена». Кроме того, к Чемпионату мира в городе построены и реконструированы 3 тренировочные площадки на базе академии физической культуры и спорта, СК «Олимпия» и стадиона «Зенит»; 3 новых гостиницы. Реконструированы клиническая больница скорой медицинской помощи № 25 со строительством на её территории вертолётной площадки; дороги (общей протяжённостью 280 км); инженерные коммуникации, ряд объектов аэропорта.

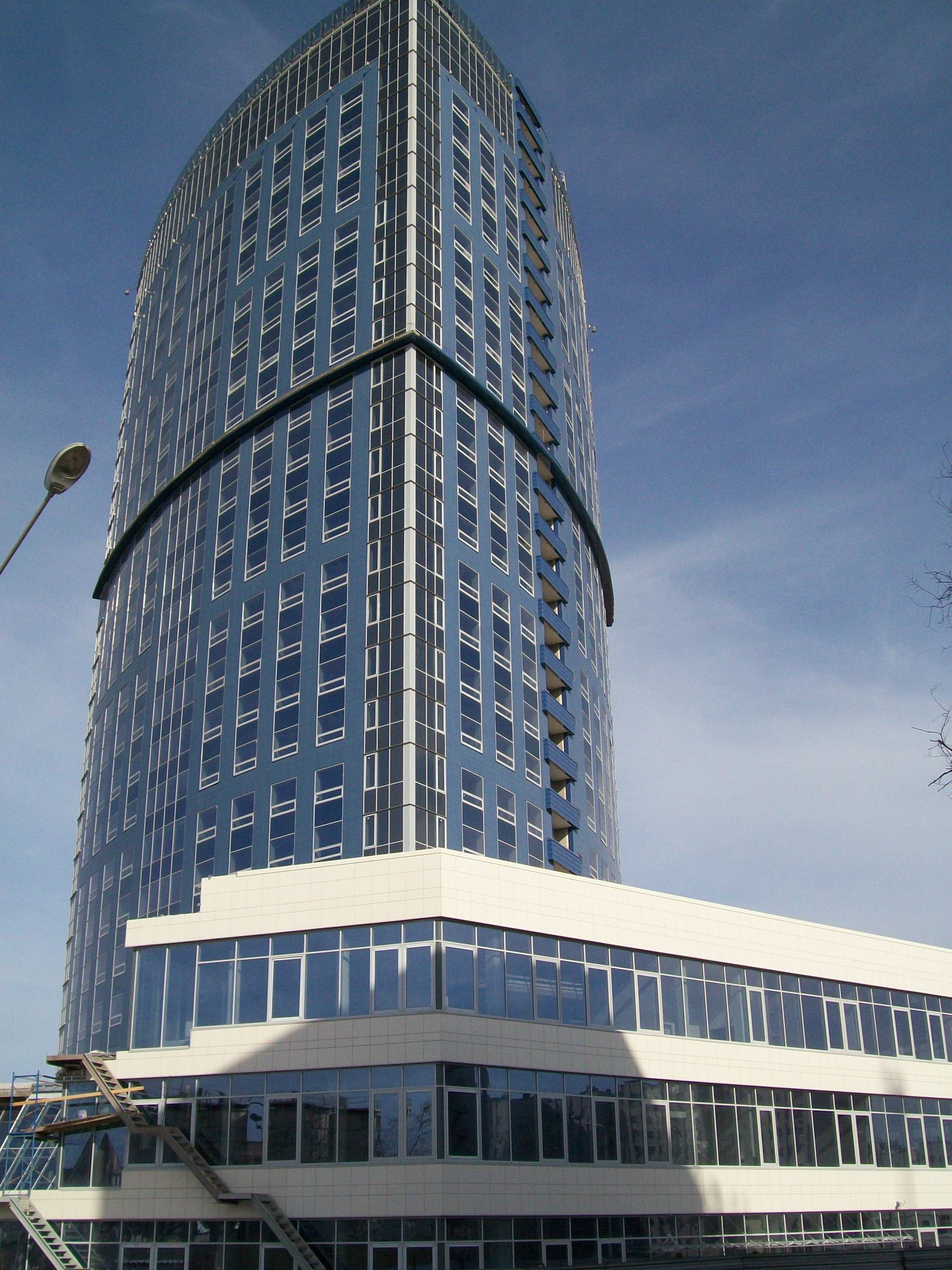
Бизнес-центр Волгоград-Сити
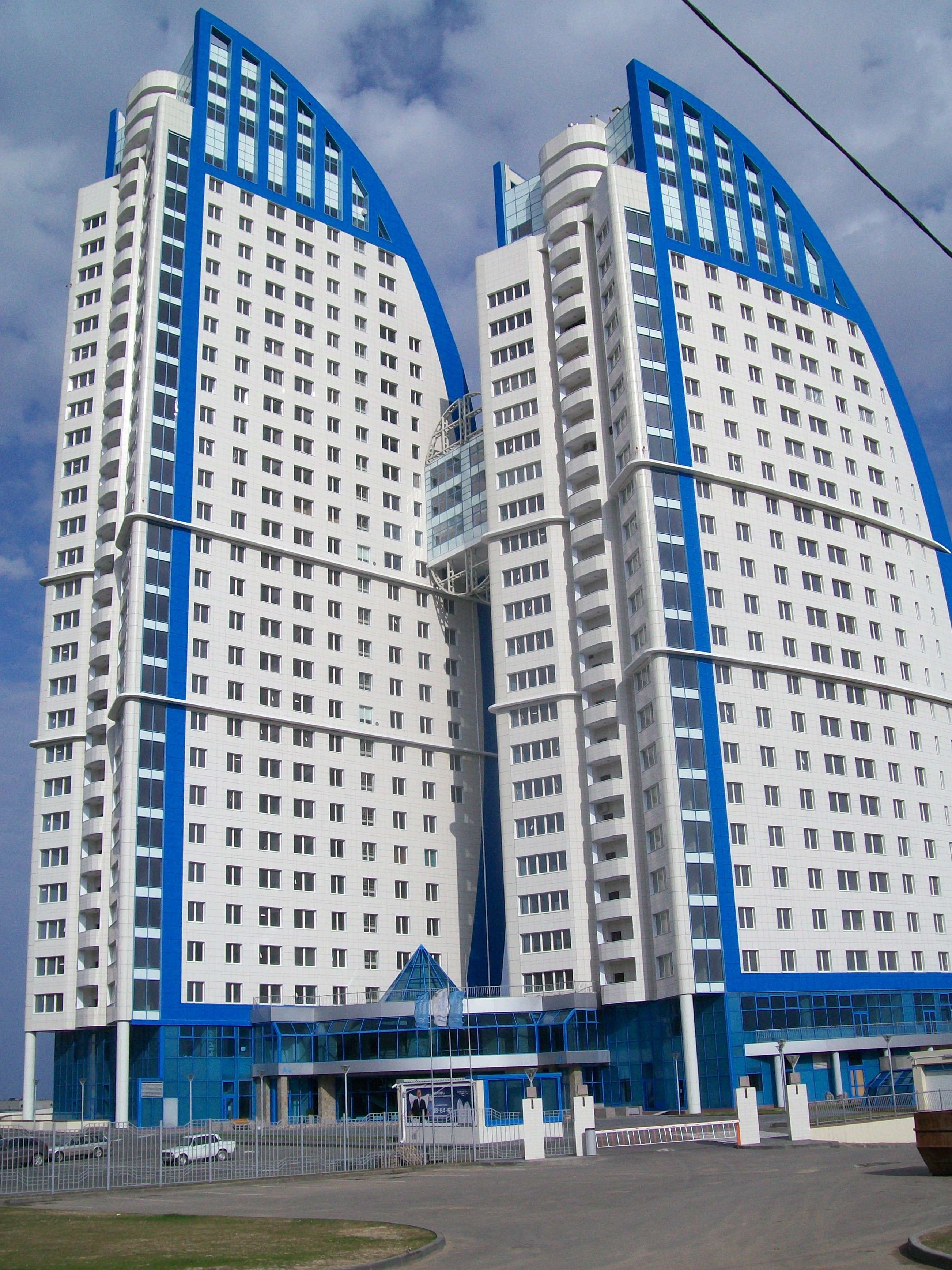
Жилой комплекс "Волжские паруса"

### Памятники и скульптуры

Монумент «Родина-мать зовёт!» на Мамаевом кургане

Старейший из сохранившихся — памятник Гоголю 1910 года в Комсомольском саду возле театра НЭТ. Уцелел, потому что писатель Гоголь не имел отношения к власти и политике, все остальные памятники государственным деятелям царской эпохи уничтожены в 1920-х годах. Также дошли до наших дней 3 предвоенных памятника: Ерману 1925, Дзержинскому 1935 и Хользунову 1940. Пережил войну с повреждениями и восстановлен после типовой фонтан Бармалей, однако в 1951 году снесён как не представляющей художественной ценности. Но благодаря знаменитой фотографии Евзерихина, показавшей ужас войны — скульптуры детского хоровода на фоне горящего города и с годами ставшей символом Сталинградской битвы, реплика фонтана воссоздана на Привокзальной площади.
После войны в ключевых местах боёв установлены многочисленные памятники Сталинградской битвы, 3 разрушенных здания оставлены как памятники: мельница Гергардта, Остров Людникова, заводская лаборатория завода «Красный Октябрь». У соединения Волго-Донского судоходного канала и Волги в 1952 году построена гигантская скульптура Сталина, позже заменённая скульптурой Ленина — самой большой в мире реально живущему человеку. За хрущёвский период снесены многочисленные типовые памятники Сталину, а установлены такие же многочисленные типовые памятники Ленину. На крыше планетария в 1954 году установлена последняя работа Веры Мухиной «Мир». В 1967 году на Мамаевом Кургане построена скульптура «Родина-мать зовёт», на момент создания самая высокая статуя в мире, а сейчас (2020 год) 11-я из списка самых высоких. Для жителей СССР она стала символом Волгограда, а для иностранцев вместе с плакатом «Родина-мать зовёт!» представлением о Матушке-России. Также символами города стали скульптуры «Стоять насмерть» и «Скорбящая мать». Линию фронта между Красной армией и вермахтом на самый тяжёлый для советских войск момент — ноябрь 1942 года отмечает памятник «Линия обороны» — цепь из танковых башен Т-34, ещё 3 танка Т-34 стоят на постаментах в черте города.
После перестройки поставлены военные памятники: погибшим в Первой мировой войне, в Афганистане, в войнах на Северном Кавказе, ушедшим на войну казакам. В Волгограде установлены: Памятник в честь основания Царицына (1589—1989), первому воеводе Царицына Григорию Засекину, небесному покровителю города Александру Невскому, «Благословение» — памятник Святым Петру и Февронии, «Защитившим от атома» — памятник ликвидаторам последствий аварии на Чернобыльской АЭС. Также впервые в городе стали появляться памятники без исторического или патриотического повода: Ангел-Хранитель, первая учительница, скульптура «Знание — сила», байкер, автомобилист, копейка, скульптура влюблённых, подкова счастья, девочка с аккордеоном, аист с новорождённым, идущий гиппопотам, собаки, кот и кошка.
В Волгограде построен самый большой вантовый стадион в России.

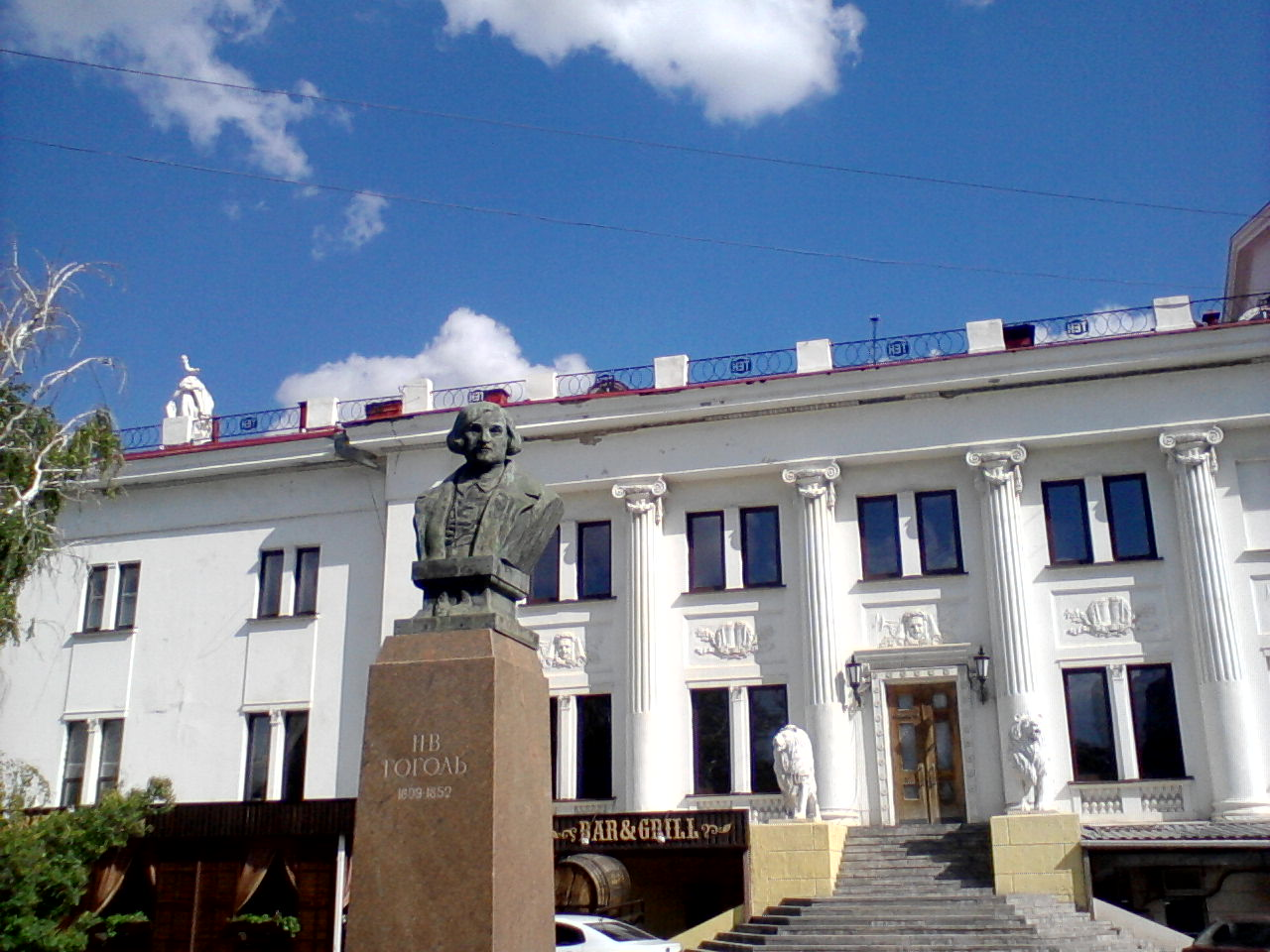
Бюст Гоголя 1910 год
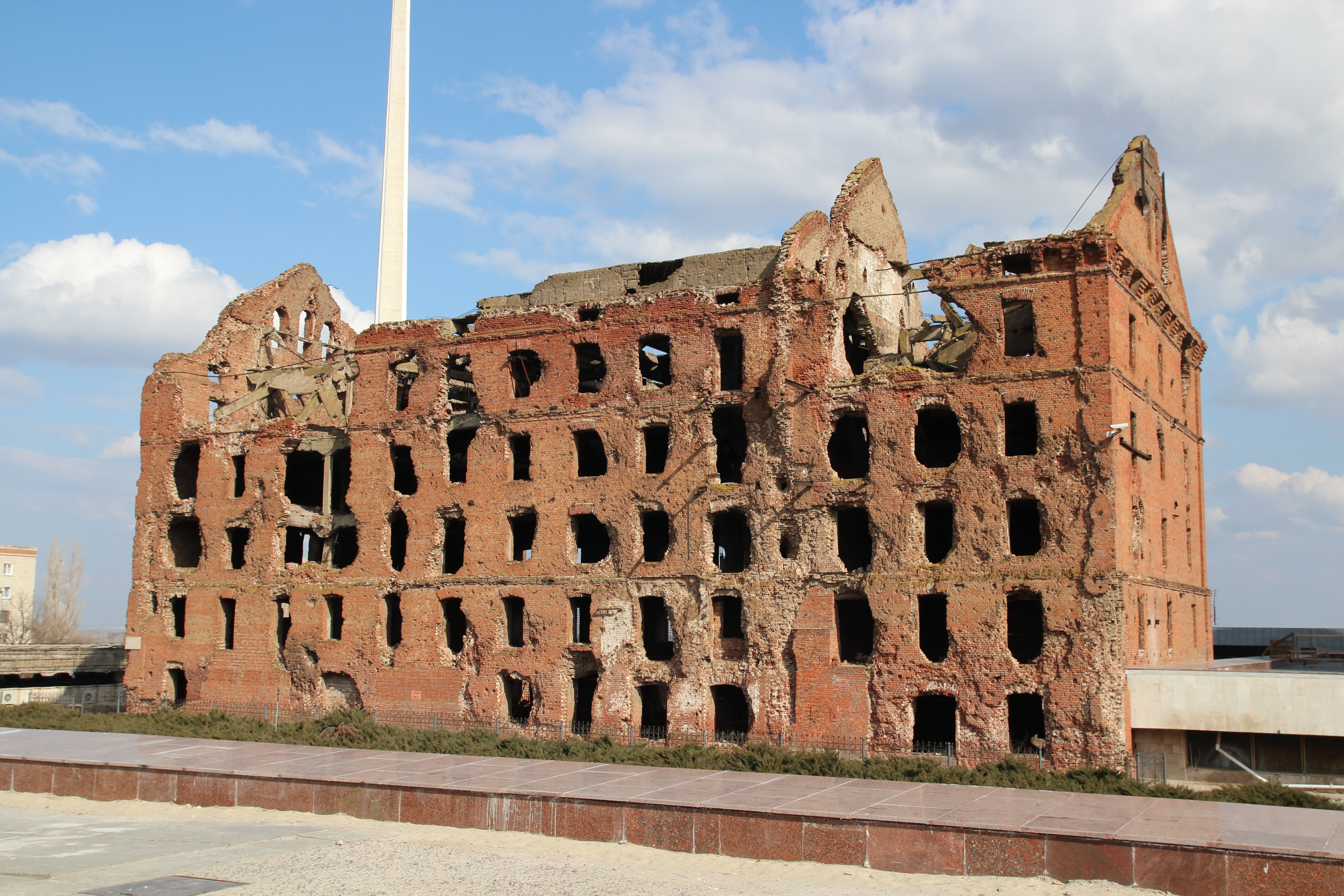
Мельница Гергардта
«Стоять насмерть»
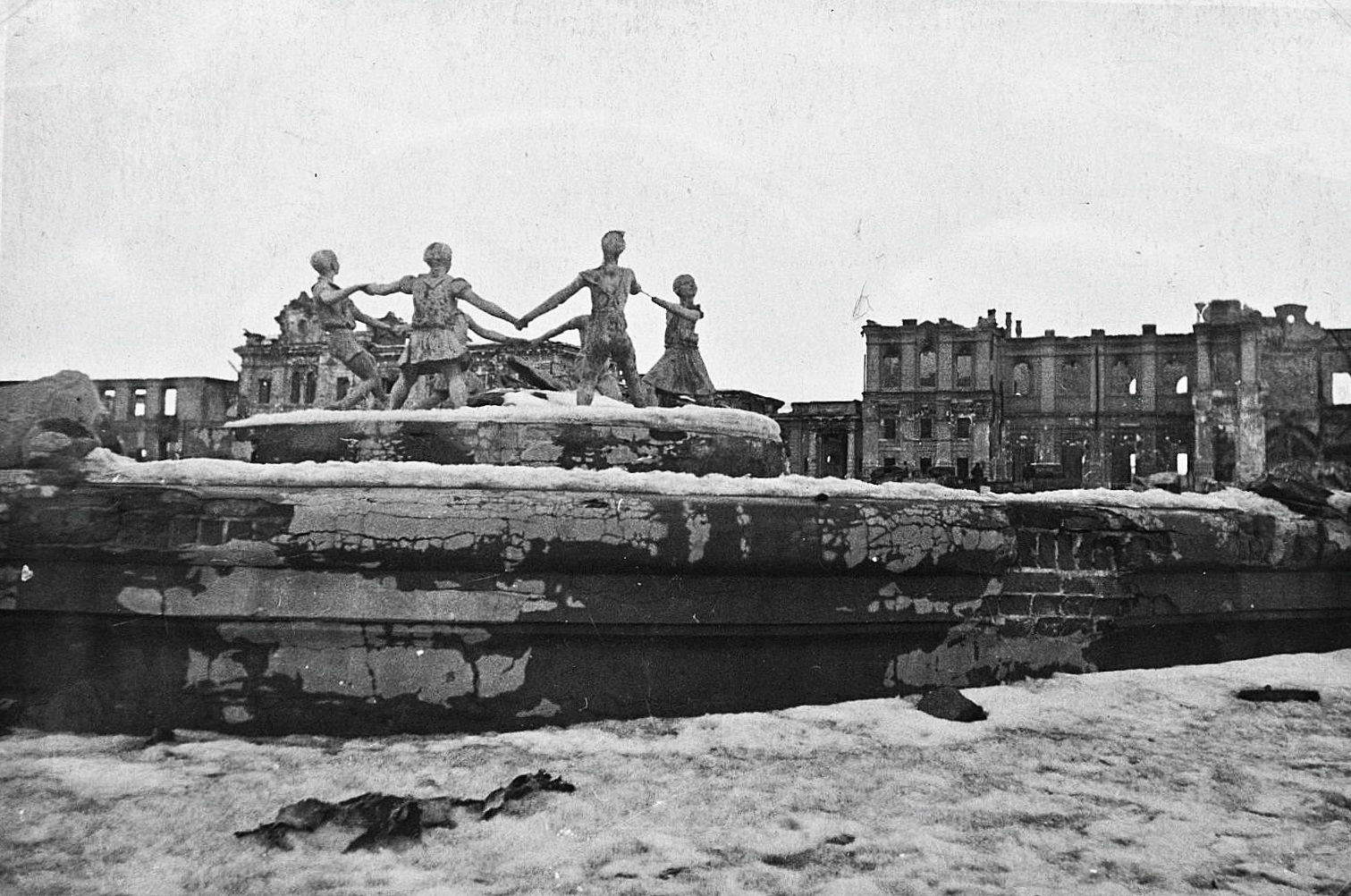
Исторический Бармалей 23.08.1942
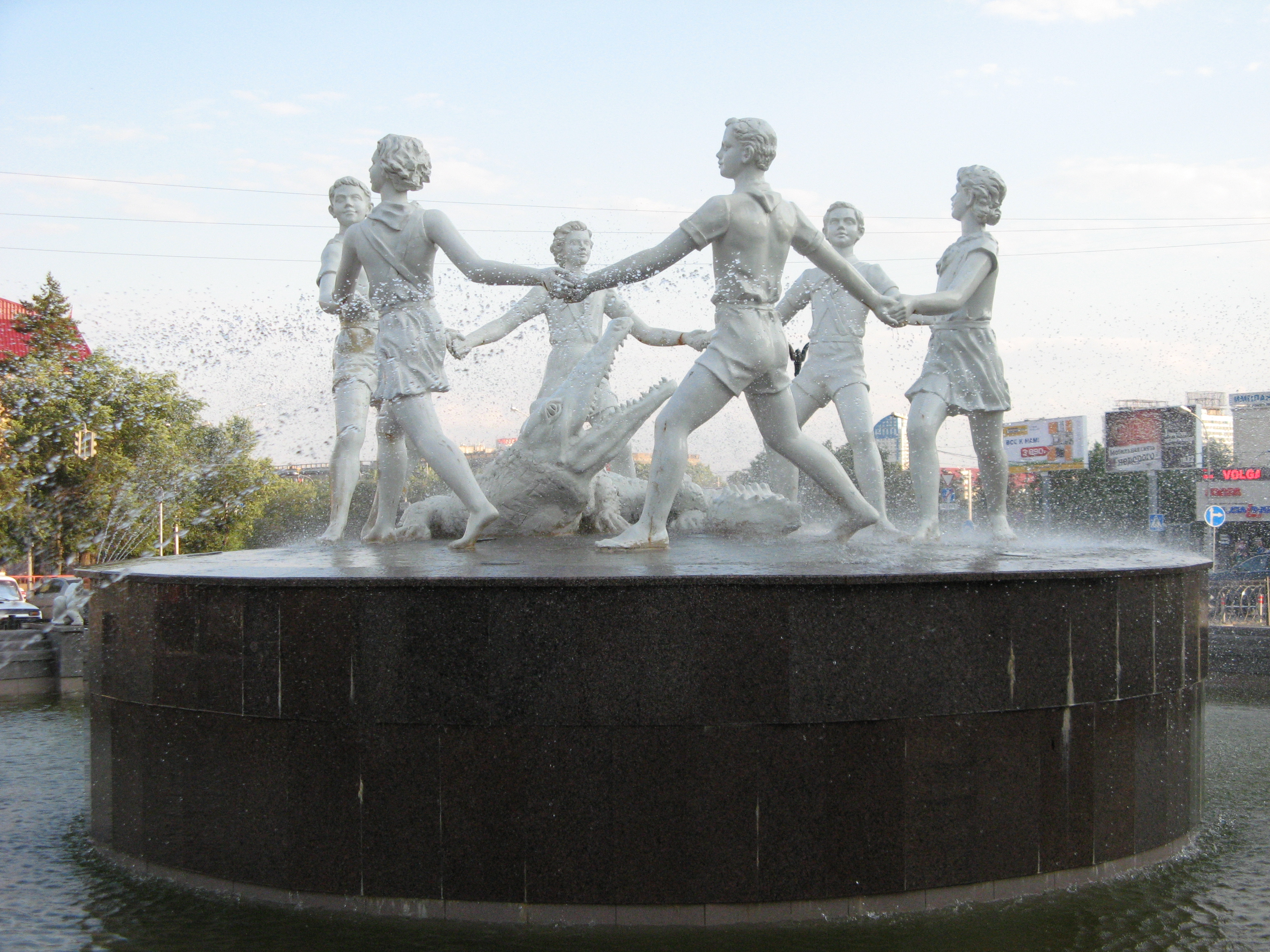
Воссозданный «Бармалей»
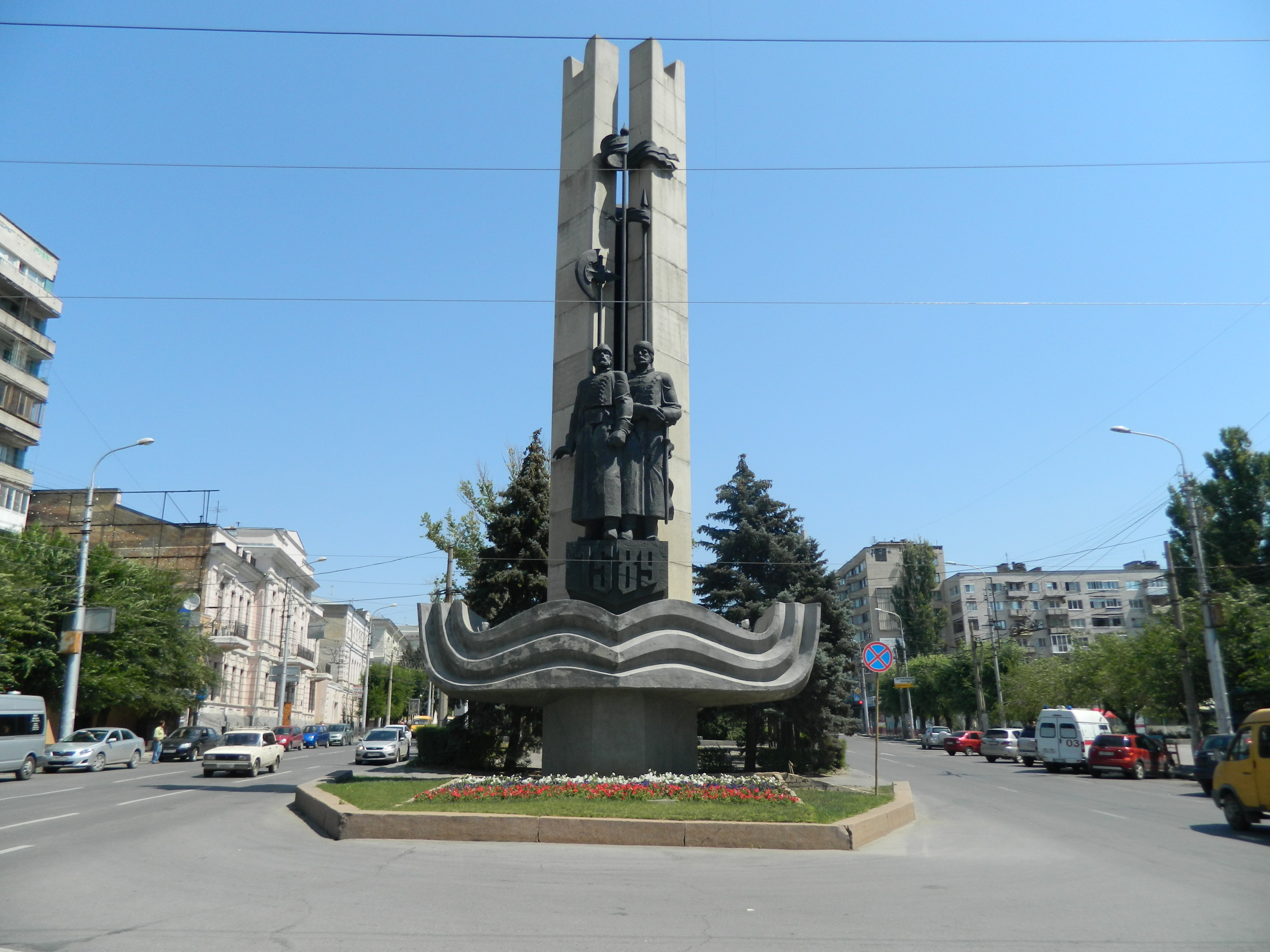
Памятник основателям Царицына
Первый воевода Царицына Григорий Засекин
«Благословение»-памятник св. Петру и Февронии
Ангел-Хранитель Волгограда
«Защитившим от атома»-Памятник ликвидаторам последствий аварии на Чернобыльской АЭС

### Набережные и парки

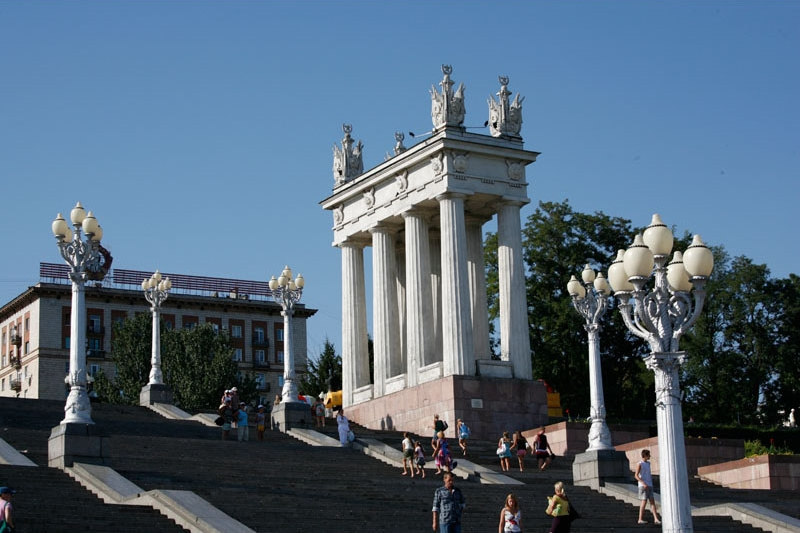
Центральная набережная

Набережные занимают не более десятой части общей протяжённости (около 60 километров) берега и чередуются с промышленными зонами. Такое положение складывалось с начала XX века, когда от центра города на север и юг стали строиться промышленные комплексы со своими рабочими посёлками. Старейшая — Центральная набережная была речным портом и торговым складом со времён основания города. В 1930-х годах на ней снесли деревянные пристани и купеческие пакгаузы, берег забетонировали, посадили деревья и цветники, проложили прогулочные аллеи. В Сталинградскую битву центральная набережная разрушена и после войны перестроена в стиле сталинский ампир, став одной из самых красивых волжских набережных. В Тракторозаводском, Краснооктябрьском, Кировском и Красноармейском районе также есть набережные, построенные в 1930—1950-х годах. Тогда они были освещены, украшены клумбами с цветами, лавочками, типовыми гипсовыми советскими статуями. За позднесоветский период и особенно за постсоветский период эта инфраструктура утрачена. Сейчас эти набережные стали просто бетонированным берегом, они используются для купания, занятий спортом и рыбаками, но функцию прогулочной зоны отдыха исполняет только Центральная.
Парковым отдыхом горожан городские власти стали заниматься ещё в середине XVIII века. В 1886 году открыт старейший парк города — Комсомольский сад на месте переставшего использоваться по назначению Скорбященского кладбища XVII века. Центральным парком Царицына до революции был парк «Конкордия» в пойме реки Царица — не сохранился в XX веке. В 1930-х годах возле рабочих посёлков сталинградских предприятий заложены парки, все они пережили войну и использовались по назначению до перестройки. Сейчас их судьба различна: часть вписалась в новые реалии — там кафе и аттракционы, часть заброшены.
В 1960-х годах в Центральном районе заложен ЦПКиО — самый большой парк Волгограда. Большие свободные площади в самом центре города возникли из-за решения послевоенных властей города не восстанавливать нефтебазу (бывшую нефтебазу Нобелей), которая разрушена в дни Сталинградской битвы, а перенести нефтеналивные работы на южную окраину города. В 90-х годах парк пережил запустение, сейчас восстановлен при содействии правительства Азербайджана и завоёвывает прежнюю любовь горожан.

## Спорт

Команда футболистов завода «ДЮМО» 1916 год — первая спортивная команда города

История спорта в городе начинается с переходом от деревенско-купеческого на промышленно-городской уклад жизни во второй половине XIX века. Вместе с иностранными специалистами заводов «ДЮМО» и нефтебазы Нобелей пришло увлечение футболом. Его история в Царицыне началась в 1909 году с команд «Штурм» и «Штандарт» завода ДЮМО, которые благоустроили пустырь под футбольное поле (сейчас старейший стадион Волгограда «Монолит») для проведения матчей. Из футболистов этой команды в 1916 году образована команда «Республика». В 1925 году основана профессиональная команда «Динамо». С 1930-х годов спорт приобрёл значение государственной важности, городскими властями проведена огромная работа по созданию спортзалов, стадионов, бассейнов по всем районам. В 1929 году основана команда «Тракторостроитель» — будущий «Ротор». После Сталинградской битвы спортивная жизнь города возрождена, о приоритете спорта для городской власти говорит дата проведения первого футбольного матча — 2 мая 1943 года (через 3 месяца после освобождения Сталинграда). В послевоенное время основаны команды: гандбольные «Динамо» и «Каустик», ватерпольный «Спартак», баскетбольный «Красный Октябрь», футбольный «Олимпия». В 1960 году начала работу Академия физической культуры.
За период 1920—1980 годов построены многочисленные спортивные сооружения, самые большие из них: стадион «Трактор» (1931), Центральный стадион (1962), Дворец Спорта (1967), Центральный бассейн (1967), стадион «Зенит» (1980). В постсоветский период построен стадион «Олимпия», к чемпионату мира по футболу 2018 года построен футбольный стадион «Волгоград Арена», расположенный на месте Центрального стадиона. Развитая в советский период спортивная инфраструктура породила известных волгоградских спортсменов: Исинбаеву, Слесаренко, Опалева, Петрова, Ильченко и других чемпионов мира и олимпиад.

### Чемпионат мира 2018 в Волгограде
В 2018 году Волгоград принял 4 матча Чемпионата мира по футболу. Для этого в городе построен современный стадион «Волгоград Арена». Стадион вмещает 45 000 человек, включает места для прессы, VIP-места и места для представителей маломобильных групп населения.
Арена приняла матчи:
- Группа G: Тунис — Англия 18 июня, 21:00
- Группа D: Нигерия — Исландия 22 июня, 18:00
- Группа А: Саудовская Аравия — Египет 25 июня, 17:00
- Группа H: Япония — Польша 28 июня, 17:00

На Набережной им.62-й Армии для любителей футбола организован Фестиваль болельщиков FIFA. Он проходил во все дни турнира. Болельщики смогли посмотреть матчи на большом экране, а также посетить развлекательные зоны и точки питания. На фестиваль болельщиков FIFA приезжали известные зарубежные музыкальные группы Arash и Kadebostany.

## Здравоохранение
Организация здравоохранения в городе началась в 1807 году с записи в городском бюджете: израсходовать 10727 рублей на постройку «делового дома для больных, сарая, лекарских покоев с аптекою и на заборы», причём под больными в те годы подразумевались заражённые холерой, тифом, чумой, чьи эпидемии периодически захватывали Царицын. В 1807 году появился первый медицинский работник — выпускница Петербургского повивального института Ульяна Андреева. До 1890-х годов город располагал только земской больницей на 40 коек. К 1913 году Царицын располагал 4 больницами и 4 амбулаториями, 135 тысяч населения обслуживало всего 35 врачей. За советский период волгоградцы всех возрастов были охвачены городским здравоохранением. За постсоветский период стали функционировать: филиал «Микрохирургия глаза» (1988), Научный Центр РАМН Ортопедии и Ортопедической Косметологии (1992, ныне — Волгоградский городской центр ортопедии и ортопедической косметологии), кардиологический центр (1997), перинатальный центр (2010), гемодиализный центр (2015).

## СМИ

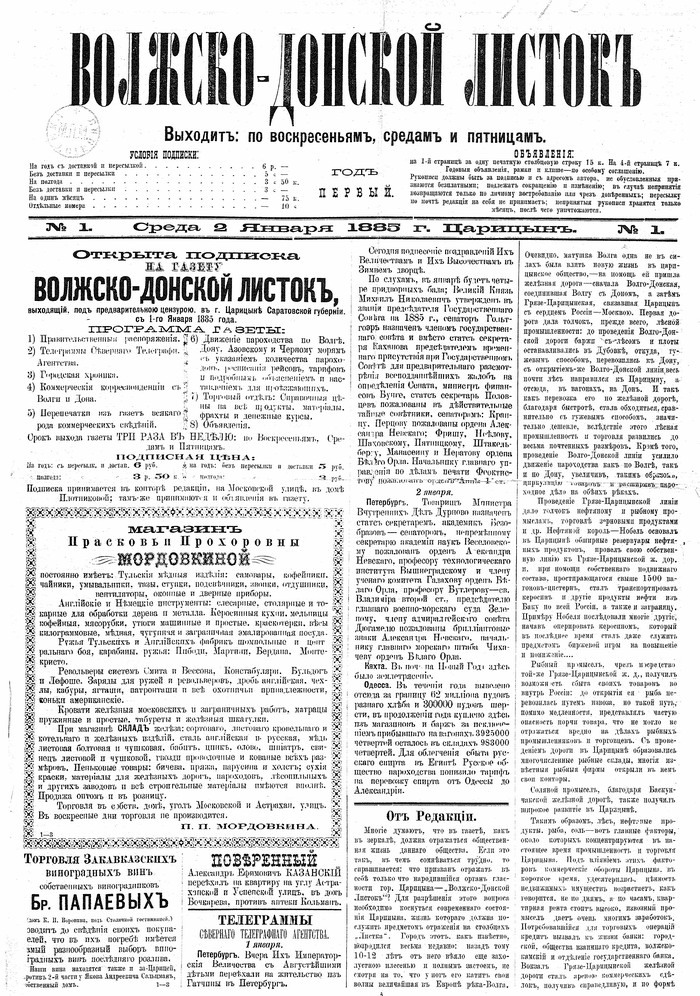
Первый номер газеты «Волжско-Донской листок» от 2 января 1885 года

Первая газета в Царицыне — «Волжско-донской листокъ» вышла 2 января 1885 года. Её основатель и реальный главный редактор Жигмановский отчислен из Петербургского университета за участие в нелегальных студенческих кружках, числился неблагонадёжным, и поэтому использовал как издателя подставное лицо — отставного поручика Петрова. В 1897 году Жигмановский добился издания новой газеты уже под своим именем — «Царицынский вестник». Это газета стала самой тиражной в городе и выходила до 1917 года. После революции издание этой газеты было прекращено, новые власти начали издавать газету «Борьба», которая через череду переименований стала «Волгоградской правдой», и уже почти 100 лет является официальной газетой городской власти. Так же в городе выходят местные газеты: «Городские вести», «Вечерний Волгоград», «АиФ — Волгоград», местная вкладка в «Комсомольской правде».
Сталинградское радио начало работу 5 сентября 1933 года, и работает с перерывом на 1942—1943 годы по настоящее время, сейчас является составной частью «Радио России». Регулярное телевещание в Волгограде началось 16 марта 1958 года, после завершения строительства телецентра на Мамаевом кургане. Сразу же в магазинах города возник ажиотажный спрос на телевизоры. Шла Холодная война, телевизоры подлежали обязательному учёту и обком партии знал их точное количество в 1959 году: 14021 В Сталинграде, 2086 в Волжском, 527 в прилегающих сёлах. На 2015 год волгоградское новостное телевещание осуществляют 2 государственных канала — региональное подразделение канала Россия-24 НГТРК «Волгоград-ТРВ» и (МТВ) Муниципальное Телевидение Волгограда.

## Почётные граждане города и известные уроженцы
Почётными гражданами становились современники, внёсшие свой вклад сил и таланта в решение важнейших проблем своего времени. В купеческом Царицыне это меценаты, жертвовавшие средства на образование и здравоохранение. Потом бойцы и командиры Красной Армии, участники обороны Царицына и Сталинградской битвы. С 1950-х годов почётными гражданами становились металлурги, архитекторы, деятели искусств.
Почётные граждане по годам присвоения звания (список):

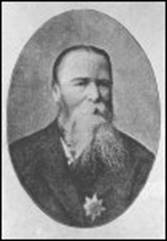
Пётр Губонин
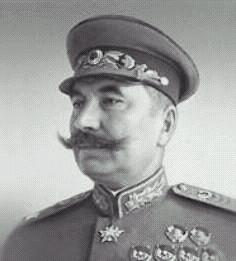
Семён Будённый
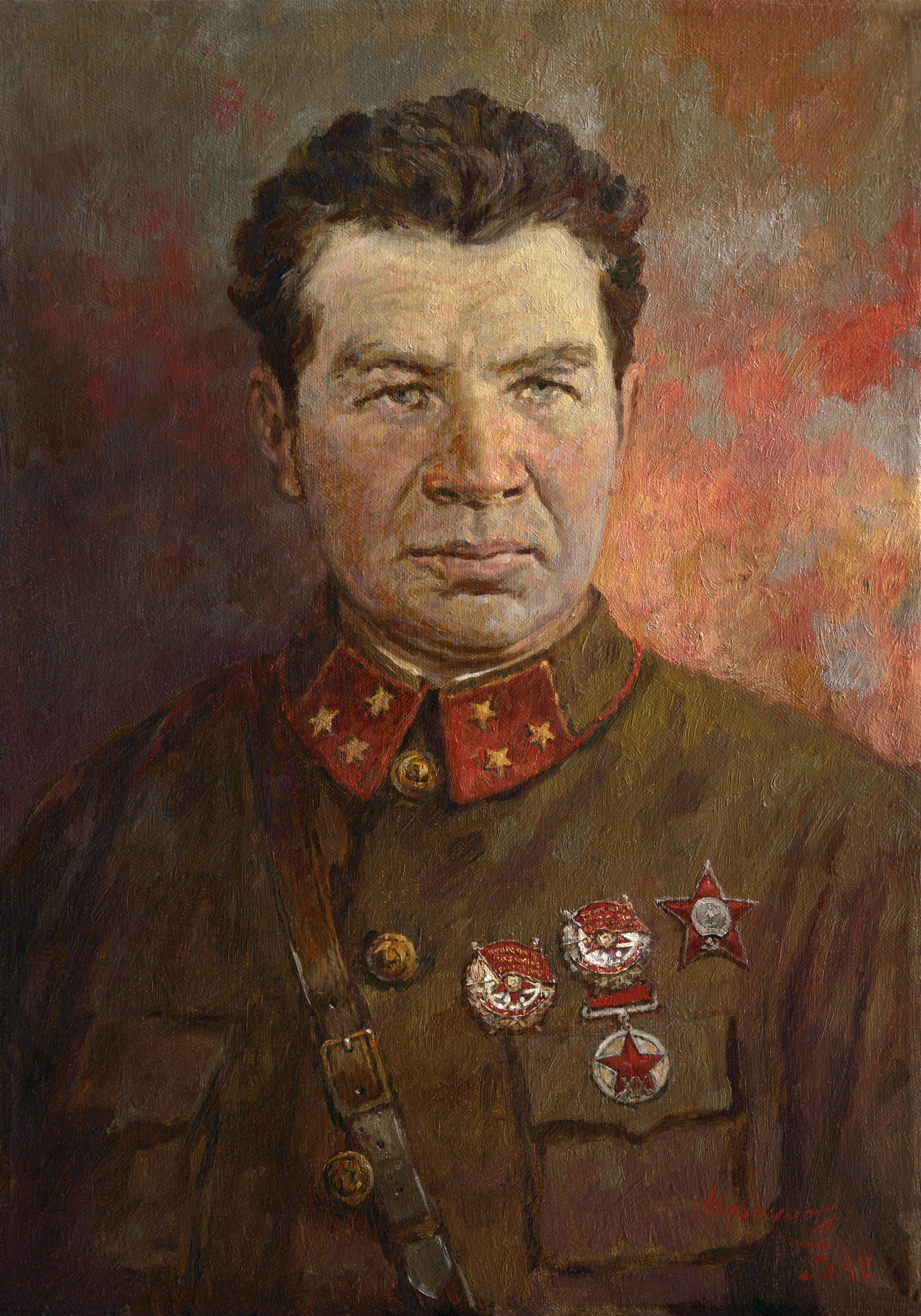
Василий Чуйков
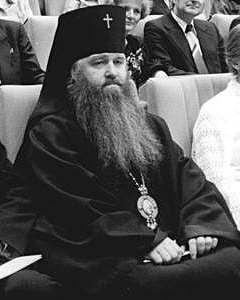
Митрополит Герман

Уроженцы Волгограда (список).

## Награды города
Итоги обороны Царицына
- 14 мая 1919 года — первому из городов присвоено Почётное революционное Красное Знамя[266].
- 19 апреля 1924 года — высшая награда Советской России — Орден Красного Знамени (сейчас экспонат музея-заповедника «Сталинградская битва», находится в экспозиции Мемориально-исторического музея)[266].

Итоги Сталинградской битвы
- Приказом Верховного Главнокомандующего И. В. Сталина от 1 мая 1945 года № 20[267] Ленинград, Сталинград, Севастополь и Одесса названы городами-героями. Указом Президиума Верховного Совета СССР от 8 мая 1965 года город Волгоград награждён медалью «Золотая Звезда» и орденом Ленина[268].
- 29 ноября 1943 года — Уинстон Черчилль вручил городу выкованный по указу короля Великобритании Георга VI меч Сталинграда (сейчас экспонат музея-заповедника «Сталинградская битва», находится в экспозиции музея-панорамы).
- 23 июня 1984 года — президент Франции Франсуа Миттеран вручил Волгограду Орден Почётного Легиона.

## Города-побратимы и одноимённые названия
Сталинград и Ковентри в 1944 году стали первыми городами-побратимами, зародив это международное движение. Сейчас Волгоград является побратимом 25 городов, во многих из них есть Волгоградская улица. В Москве есть Волгоградский проспект и одноимённая станция метро. Значительное количество улиц, проспектов, площадей в разных странах названо в память о Сталинградской битве.
«Сталинградом» названы некоторые другие технические объекты и термины: станция метро в Париже, астероид.
В 2022 году Ковентри, Хиросима, Кёльн, Льеж, Плоньск и Кеми объявили о приостановке побратимский связей из-за вторжения России на Украину. Чешский город Острава и американский Орландо объявили о прекращении партнёрских отношений.
 Ковентри, Великобритания (1944-2022)
 Острава, Чехия (1948-2022)
 Дижон, Франция (1959)
 Кеми, Финляндия (1959-2022)
 Льеж, Бельгия (1959-2022)
 Турин, Италия (1961)
 Порт-Саид, Египет (1962)
 Ченнаи, Индия (1967)
 Хиросима, Япония (1972-2022)
 Кёльн, Германия (1988-2022)
 Хемниц, Германия (1988)
 Кливленд, США (1990)
 Чэнду, Китай (1994)
 Цзилинь, Китай (1994)
 Ереван, Армения, (1998)
 Крушевац, Сербия (1999)
 Русе, Болгария (2001)
 Тирасполь,  Приднестровская Молдавская Республика /  Молдова (2006)
 Измир, Турция (2006)
 Плоньск, Польша (2008-2022)
 Сандански, Болгария (2008)
 Орландо, США (2008-2022)
 Олевано-Романо, Италия (2010)
 Севастополь, Россия/Украина (2013)
 Россия: Антрацит Альметьевск Артём Астрахань Аткарск Ахтубинск Барнаул Белебей Белово Белорецк Владикавказ Владивосток Волгодонск Волжский (дважды: посёлок Рабочий и посёлок Краснооктябрьский) Вольск Воронеж Воткинск Грязи Гуково Гусь-Хрустальный Екатеринбург Волхов Донецк Донецк Елизово Емва Зеленодольск Знаменск Иваново Ижевск Иркутск Казань Калач-на-Дону Каменск-Шахтинский Камышин Канаш Кирсанов Киселёвск Кемерово Котельниково Котово Краснодар Кузнецк Курган Лагань Лениногорск Липецк Лисичанск Луганск Кировск Красноярск Мариуполь Миллерово Минусинск Мичуринск Нариманов Невинномысск Нижний Тагил Николаевск Новороссийск Новоузенск Новошахтинск Омск Оренбург Орск Пенза Пермь Полысаево Прокопьевск Ростов-на-Дону Ртищево Ряжск Саранск Саратов Севастополь Сочи Суровикино Сызрань Тихорецк Томск Туапсе Тюмень Ульяновск Урюпинск Усть-Лабинск Уфа Фролово Фурманов Хасавюрт Харабали Чапаевск Челябинск Элиста Энгельс Юрга Ярославль
 Украина: Алчевск Бердянск Боярка Горловка Енакиево Кропивницкий Константиновка Краснодон Луцк Макеевка Мирноград Николаев Первомайск Подольск Покров Ровеньки Смела Снежное Стаханов Торез
 Казахстан: Алма-Ата Атырау Караганда Петропавловск Семей Усть-Каменогорск
 Беларусь: Брест Гомель Минск Могилёв
 Кыргызстан: Бишкек Ош